# Château Dufresne
Ne doit pas être confondu avec Château Dufresne, musée et lieu historique patrimonial.
Le Château Dufresne (aussi connu sous le nom des « maisons Marius-et-Oscar-Dufresne ») est un domaine constitué de deux maisons bourgeoises jumelées situées dans l’arrondissement Mercier-Hochelaga-Maisonneuve de la ville de Montréal au Canada.
Ces maisons sont les résidences des frères Marius et Oscar Dufresne ainsi que de leurs successions de 1919 à 1948. En 1948, les Pères de Sainte-Croix rachètent les résidences et y font un pavillon annexe au Collège Sainte-Croix. En 1957, la Ville de Montréal devient le nouveau propriétaire du Château Dufresne. Le Collège Sainte-Croix reste cependant locataire jusqu’en 1961. Les résidences jumelées accueillent ensuite le musée d'art contemporain de Montréal de 1965 à 1968 et le musée des arts décoratifs de Montréal de 1979 à 1997. Depuis 1999, ces deux maisons bourgeoises abritent le musée du Château Dufresne, renommé musée Dufresne-Nincheri en 2014.
Construit entre 1915 et 1918, le « château » est conçu et réalisé par Marius Dufresne et par l’architecte français Jules Renard qui s'inspirent du château du Petit Trianon en France. L’architecte montréalais Wilfrid L. Vandal aurait également participé à sa conception. Le château est construit dans le  style Beaux-Arts et comporte à l'origine près de 40 pièces. L'intérieur est notamment décoré par Guido Nincheri et par Alfred Faniel de 1920 à 1938. Le nom de « Château Dufresne » est attribué à l'édifice au moins depuis 1944. Il est qualifié de « château » dès 1921.
Cet édifice fait l’objet de quelques mesures de protection. Le 20 décembre 1976, le château est classé immeuble patrimonial par le ministère de la Culture et des Communications du Québec. Le 10 décembre 2004, le bâtiment est déclaré « immeuble de valeur patrimoniale exceptionnelle » par la Ville de Montréal.

## Localisation
Le Château Dufresne est situé au 4040 de la rue Sherbrooke Est dans l’arrondissement Mercier-Hochelaga-Maisonneuve de la ville de Montréal. Cependant, l’adresse d’accès pour les visiteurs est le 2929 de l'avenue Jeanne-d'Arc (une rue parallèle à l'ouest du boulevard Pie-IX). Le château est localisé à environ 6 km du Vieux-Montréal. Le site est desservi par la station de métro Pie-IX de la ligne verte.
On accède à l'intérieur par l'arrière depuis trois accès au site : par la grille monumentale sur la rue Sherbrooke Est, par la grille secondaire sur le boulevard Pie-IX ou par l’entrée du stationnement sur l’avenue Jeanne-d’Arc.

## Historique

### Avant 1915: achat de terres et conception
Vers 1914, Oscar et Marius Dufresne décident de se faire construire des résidences qui reflètent leur richesse et leur succès en affaires. Ils décident alors d'ériger leurs maisons sur le versant sud de la rue Sherbrooke, sur une partie de la terre d'Alphonse Desjardins qui s'étendait autrefois de la rue Notre-Dame jusqu'aux limites nord de Maisonneuve, du côté est de la rue Jeanne d'Arc au côté ouest de la rue Desjardins. Ils achètent progressivement des parcelles de terrain du 2 mars 1914 jusqu'au 17 février 1933. Les terrains sont achetés notamment de François-Xavier Saint-Onge, L.J.A. Surveyer, Zaïde Paré (veuve de Louis-Édouard Desjardins), Sarah Mathieu (veuve d'Édouard Desjardins), Victoire Bernier et de la Compagnie des Terrains de Maisonneuve Ltd. Les lots des terrains sur lesquels se trouve le Château Dufresne sont achetés par Marius Dufresne le 18 février 1915 (lots 14-762, 14-763, 14-764) et le  2 mars 1914 (lot 14-765). Il en restera propriétaire jusqu'à leur vente le 27 août 1943 à la Dufresne Investment Inc.. Marius Dufresne est ainsi le seul propriétaire des deux résidences jumelées.
À partir du 5 août 1915, Marius conçoit avec l’architecte français Jules Renard un édifice d'une quarantaine de pièces de style Beaux-Arts,,. Les plans font l'objet de modifications jusqu'au 26 septembre 1916. L'adoption du style choisi est liée en partie à sa popularité croissante à cette époque, notamment accentuée par les expositions universelles de Chicago en 1893 et de Paris en 1900. Le Petit Trianon du domaine royal de Versailles, en France, fut une source d'inspiration importante pour la conception du Château Dufresne,,,. L’architecte montréalais Wilfrid L. Vandal aurait également participé à son élaboration,. À l'origine, le château devait faire partie d’un ensemble de quatre maisons, mais trois ne furent jamais construites.

### 1915 à 1918: construction

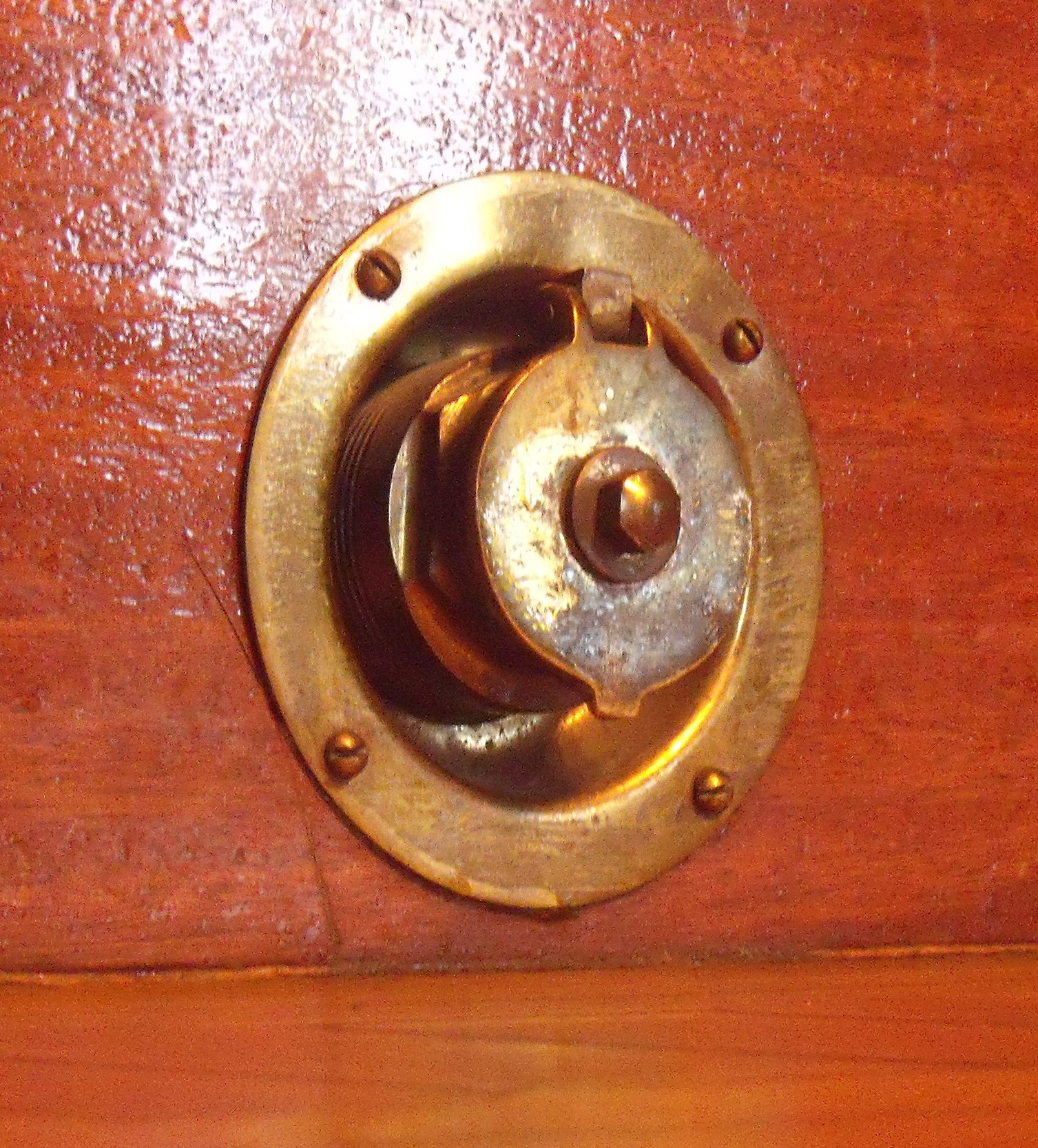
Conduit de l'aspirateur central

La construction du bâtiment débute en 1915 lors de la Première Guerre mondiale et se poursuit jusqu’en 1918. L’édification du château emprunte une technique de construction tout à fait nouvelle à Montréal à l’époque, soit l’utilisation de béton armé pour une résidence privée. Le château s’appuie sur vingt piliers massifs en béton armé et sa structure est également en béton armé.
Plusieurs artistes et artisans contribuèrent à la construction des résidences,. Parmi ceux-ci, Guido Nincheri décore particulièrement la résidence d'Oscar Dufresne de 1920 à 1938, alors que l'artiste Alfred Faniel exécute plusieurs des décors peints de la résidence de Marius. Faniel aurait été à l'emploi de Marius pendant dix-huit ans. La construction fait également appel à des éléments décoratifs préfabriqués qui ont fait l’objet d’une commande par catalogue auprès d’entreprises canadiennes et américaines, notamment auprès de la Jacobson & Company de New York,,. Les résidences comprennent également certaines commodités du jour telles qu’un chauffage central, un aspirateur central, un monte-plats, un ascenseur et des garages pouvant accueillir jusqu’à cinq automobiles. La décoration intérieure n’est toujours pas achevée lors de l’installation de ses premiers occupants entre 1919 et 1920.
Le coût de construction de l'édifice à l'époque n'est pas connu. Dans la colonne « en construction » du rôle d'évaluation et de perception de la Cité de Maisonneuve, les « deux cottages » en construction situés sur la rue Sherbrooke sont évalués à 30 000 $ en 1915. Entre 1916 et 1917, cette évaluation passe à 37 000 $. Entre-temps, en 1917, Marius contracte un prêt hypothécaire de 15 000 $. Puis, vers 1918, cette évaluation augmente à « 226 730$ ». Selon une hypothèse établie par le ministère des Affaires culturelles en 1976, il est possible qu'« alors que Maisonneuve est annexée à Montréal, [...] les édiles municipaux de Maisonneuve ont surévalué les propriétés afin de fournir un bilan financier plus favorable ». Cette source n'éclaire donc pas sur le coût de construction.
Par contre, il existe d'autres indices. Par exemple, le 26 mai 1962, The Montreal Star indique que le coût de construction devait osciller entre 300 000 et 600 000 $. Le 4 octobre 1964, Le Petit Journal avance la même hypothèse. Toutefois, en 1964, il existe une confusion autour du coût de construction dans les périodiques. Certains indiquent que le château « aurait coûté 1 000 000$ aujourd'hui », alors que d'autres indiquent que le coût d'origine de construction était d'un million de dollars,. Finalement, comme autre indice, Paul Dufresne affirme dans une entrevue en 1987 que « Marius lui aurait dit que la maison avait coûté trente cents du pied cube en 1915 ».

### 1918 à 1948: famille Dufresne

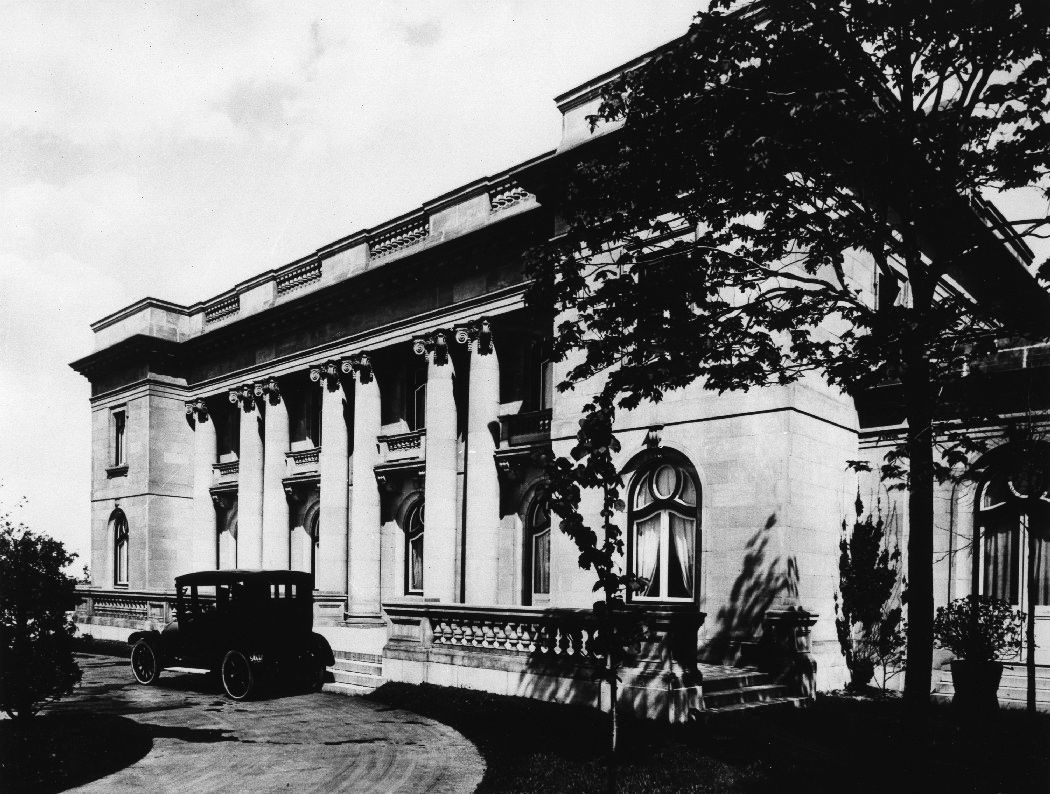
Château Dufresne dans les années 1920

Marius Dufresne et Edna Sauriol emménagent au château en 1919. Quant à Oscar Dufresne et Alexandrine Pelletier, certaines sources indiquent qu'ils emménagent en 1920 alors qu'officiellement, selon les archives de la Cité de Maisonneuve, ils emménagent le 15 août 1919,,.
En 1920, l’artiste florentin Guido Nincheri accepte de décorer l’intérieur en échange d’un atelier ou studio situé au 1832 boulevard Pie-IX, à proximité de la précédente résidence d’Oscar située au 1838 boulevard Pie-IX. Il y exécute le décor du Château Dufresne, mais pas seulement.
Peu d'information existe sur la vie des Dufresne au château. Selon un article du quotidien The Montreal Star paru le 9 octobre 1948, le château aurait été du temps des Dufresne l'endroit où se sont déroulées de grandes réceptions mondaines. Encore, dans un article de l'hebdomadaire Le Petit Journal paru le 10 septembre 1961, on prétend que le Tout-Montréal aurait accouru aux réceptions, aux bals et aux fêtes champêtres donnés au château par la famille Dufresne. Ces faits ne sont cependant pas confirmés. D'ailleurs, dans un article du journal La Patrie paru le 28 janvier 1965, le directeur du musée d'art contemporain de Montréal de l'époque, Guy Robert, indique que la vie des Dufresne « s'écoulait calme et tranquille (une simple vie de famille) durant les années qu'ils occupaient cette résidence et sans y donner de grandes réceptions comme on pourrait s'y attendre de la part de gens fortunées disposant d'immenses salons et galeries richement décorés ».

Château Dufresne en 1936

Le 27 février 1935, Alexandrine Pelletier meurt alors que la famille se trouve à leur résidence secondaire de Miami. Puis, c'est le tour d'Oscar Dufresne le 1er mai 1936 qui meurt d'une crise cardiaque au Château Dufresne. Dès lors, son frère cadet, Candide Dufresne (1882-1948), vient habiter la résidence d’Oscar avec son épouse et ses cinq enfants.
Le 27 août 1943, Marius décide de vendre l'ensemble de ses lots à la compagnie Dufresne Investment Inc. dont le président est Paul Dufresne. Dans l'acte de vente, Marius s'assure le droit, pour lui, sa famille et quelques membres de la famille Dufresne, d'occuper les lieux jusqu'à ce que la corporation vende l'édifice et ses lots correspondants.
Le 30 mars 1944, les quotidiens La Presse et Le Devoir annonce que la succession Dufresne aurait proposé au maire de Montréal Adhémar Raynault de faire don du château à la Ville afin qu'elle puisse lui donner une utilité publique. La succession aurait alors suggéré notamment de le convertir en un musée ou une bibliothèque, sous la condition que l'édifice porte le nom de « Dufresne »,. Le lendemain, 31 mars 1944, les représentants de la succession convoque la presse et nie que cette proposition avait été faite « tel qu'indiqué » dans les quotidiens. On apprend aussi que le maire Raynault avait mis cette proposition au secret durant « quelques semaines » en raison de « certains héritiers qui n'étaient pas prêts à déménager ».
En 1945, à la suite de la mort de Marius survenue le 26 juillet 1945, le château est mis en vente.
Dès 1945, un groupe de médecins représenté par le Dr J.-G. Hébert, tous membres du Collège des médecins et chirurgiens du Bas-Canada, s'intéresse au château et désire y installer le premier hôpital privé canadien consacré exclusivement à la chirurgie plastique. Selon ce groupe de médecins, le Château Dufresne « présente à l'intérieur, de l'avis des experts, une division et une répartition des pièces des plus favorables pour une [telle] entreprise ». Ils prétendent que les pièces de l'édifice offrent l'illumination et le cubage requis. D'ailleurs, la séparation de l'édifice en deux corps de logis permet facilement de séparer les patients des deux sexes. De plus, les résidences possèdent de la ventilation dans les murs, ce qui est d'une valeur « primordiale » pour un hôpital. Le groupe prévoit alors effectuer certaines modifications des lieux sans pour autant altérer « de manière importante » les décors artistiques. Il planifie notamment de percer un mur entre les résidences, d'ériger dans les vérandas des murs complets aux tiers de la galerie pour créer une salle d'opération et de déplacer les fontaines des vérandas dans les jardins à l'arrière. Selon ces médecins, l'idée d'une clinique de chirurgie plastique convient mieux à l'édifice que les projets de le convertir en une bibliothèque ou un musée, projets qui d'une part « cacheraient une grande partie la surface des murs avec leurs étagères ou leur vitrine », et d'autre part, coûteraient cher à la municipalité. Finalement, Dr Hébert croit que le projet d'un hôpital respecte mieux les dernières volontés d'Oscar et Marius : Marius aurait « avoué » à un éminent médecin de Montréal que « pour une clinique, il vendrait le Château avec plaisir, et à des conditions financières avantageuses, plus avantageuses même que celles [qu'offre] la succession ».

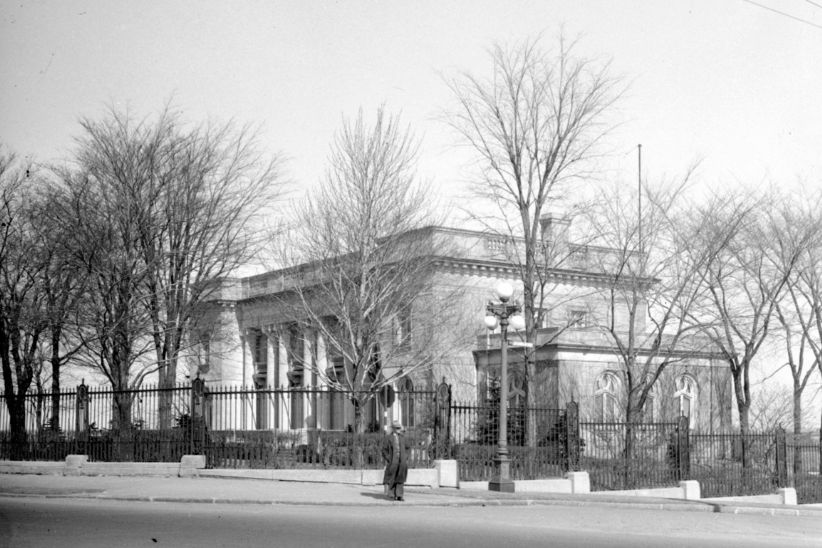
Château Dufresne pris par Conrad Poirier en 1946

Ce projet ne plaît pas à tous à l'hôtel de ville. Certains craignent que la conversion du château en hôpital amène nécessairement la destruction des décors artistiques,. Malgré cela, le 23 juillet 1947, le comité exécutif de la Ville de Montréal approuve en principe un projet d'amendement aux règlements municipaux, qui interdisent la construction d'hôpitaux aux abords du boulevard Pie-IX, afin de permettre la réalisation du projet de la clinique de chirurgie plastique au château,. Aimé Parent, alors président de la Commission consultative d'urbanisme, communique sa dissidence parce qu'il considère que « le projet de règlement, tel que rédigé, n'offre pas suffisamment de garanties à la Ville que l'édifice et ses abords seront conservés dans leur état actuel ». Jusqu'en 1948, le groupe de médecins fait pression sur la Ville afin qu'elle puisse finalement modifier les règlements municipaux pour permettre la conversion des résidences en un hôpital.
En janvier 1948, la famille Dufresne quitte le château qui devient alors vacant.
Pendant ce temps, d'autres se montrent intéressés par le domaine des Dufresne. Les Clercs de Saint-Viateur se montrent intéressés à acquérir l'édifice afin d'y installer leur direction générale. La succession Dufresne offre aussi au gouvernement provincial qu'il lui achète la propriété pour cinquante mille dollars (50 000 $), mais ce dernier refuse. Puis, la Jeunesse étudiante catholique (J.É.C.) se montre également intéressée, mais le prix de l'immeuble est trop élevé. L'Institut généalogique Drouin, alors la « Généalogie Drouin », se montre aussi intéressé pendant un certain temps. D'autres proposent aussi l'idée à ce que les résidences deviennent les hôtes d'un club privé. Puis à l'hôtel de ville, certains approchent l'idée de transformer le château en un site de réception officielle pour les visiteurs « célèbres » de la ville de Montréal. Finalement, le 8 septembre 1948, le journal L'Est Montréalais révèle l'existence de rumeurs voulant que ce soit finalement les Pères de Sainte-Croix qui se soient portés acquéreurs du Château Dufresne. Les Révérends Pères Eugène Ruel et Henri Courtemanche de l'Externat classique de Sainte-Croix auraient entrepris des pourparlers avec la succession Dufresne en vue d'acquérir la bâtisse. Ces derniers avaient l'intention d'annexer l'édifice à leur Externat afin de recevoir dès septembre 1949 près de cent cinquante (150) élèves des cours de belles-lettres, de rhétorique et de philosophie des quatre années supérieures,,.

### 1948 à 1957: Externat classique
En 1948, le pavillon principal du Collège Sainte-Croix, nommé « pavillon Morin », n’est plus en mesure d’accueillir tous ses étudiants, dont le nombre est en rapide croissance. Les Pères de Sainte-Croix s’intéressent alors au château, situé deux rues plus à l’est. Le 27 octobre 1948, ils acquièrent la bâtisse au prix de cent trente-sept mille cinq cents dollars (137 500 $) et créent le pavillon Dufresne qui accueille les classes d’étudiants de Belles-lettres à Philosophie II du cours supérieur classique,,,.
Dès l’acquisition et au courant du séjour, les Pères apportent certaines modifications au château pour servir sa nouvelle orientation. Au sous-sol, on installe des toilettes pour étudiants dans l'ancienne cave à charbon d'Oscar ainsi qu'un laboratoire de physique dans la cave à charbon de Marius,. Les garages sont transformés successivement en « salle de récréation » en 1949 puis en salle de classe (Philosophie II) en 1952,,. Au rez-de-jardin, on détruit en partie le quartier des domestiques chez Marius pour installer des salles de classe et un vestiaire. Dans les galeries de l'annexe sud, on remplace les verrières par un muret et des fenêtres. Les salles de billard sont transformées en salles de classe. Au rez-de-chaussée, les vérandas et les grands salons sont transformés en salles de classe (à l'exception du grand salon d'Oscar qui est d'abord aménagé en chapelle, puis aménagé en salle de classe),,. À l'étage chez Marius, la chambre principale est transformée en salle de classe. Quant à la marqueterie du plancher, les Pères le recouvrent « en grande partie » de linoleum par souci de protection.
Les modifications touchent également les décors de l'artiste Guido Nincheri que les religieux jugent inappropriés pour une maison d’éducation. Les Pères de Sainte-Croix décident de masquer les peintures marouflées de l'artiste par une couche de peinture en latex,,. À cette époque, Nincheri propose notamment aux Pères de remplacer deux des toiles marouflées du petit salon d'Oscar par des nouvelles toiles dans lesquelles les personnages seraient vêtus. Lorsqu'il termine les nouvelles toiles, Nincheri se présente au château afin de remplacer les anciennes par les nouvelles. À son arrivée, il s’aperçoit que les anciennes toiles ont été arrachées, qu’elles reposent sur le plancher et qu’elles ont été piétinées. Offusqué, il repart avec les nouvelles et les anciennes toiles et décide de les exposer dans son salon du 1832, boulevard Pie-IX,. En 1949, les Pères demandent à Vincenzo Poggi, un ancien employé de Nincheri, de modifier les vitraux de l'artiste pour la même raison. Ils vont également recouvrir d'un voile la scène de la bacchanale du salon turc,.
Le 14 mai 1950 a lieu le 20e anniversaire de l’Externat classique. Parmi les festivités, des visites guidées du pavillon Dufresne ont lieu et le pavillon reçoit sa bénédiction.
Le 11 juillet 1953, le Conseil du Collège Sainte-Croix propose au Conseil provincial de la congrégation de construire un pavillon annexe au pavillon Dufresne afin de répondre aux besoins croissants de l'institution. Ce projet est refusé par le Conseil provincial en 1954. Le Collège décide par conséquent d'effectuer plutôt des travaux de réaménagement des pavillons Morin et Dufresne, lesquels sont approuvés par le Conseil provincial la même année,.
En mars 1955, une radio étudiante voit le jour au pavillon Dufresne, une initiative du journal étudiant Trait d’Union (TDU). La chaîne de radio diffuse des nouvelles internationales, locales et de l’Externat. Il y a également des interviews, des parodies et des extraits de pièces de théâtre.
En 1957, l’Externat décide d’agrandir son pavillon principal afin de suffire à la demande du nombre croissant d’étudiants. Le coût des travaux s’évaluant à 1,5 M$, le Collège décide de vendre le pavillon Dufresne, trop couteux à entretenir, et d’acquérir les terrains voisins du pavillon principal,. Une entente se forme alors avec la Ville de Montréal : les religieux cèdent le château à la Ville en échange d’un terrain voisin qui sert à construire une aile annexe au pavillon Morin.

### 1957 à 1965: Ville de Montréal, nouveau propriétaire

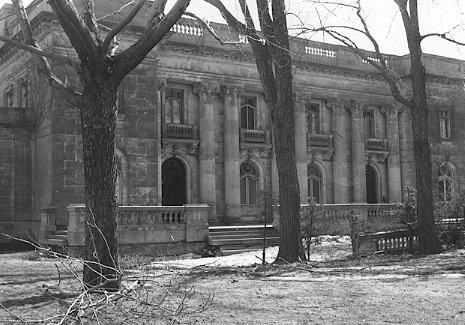
Pavillon Dufresne en 1961

Le 4 décembre 1957, l'échange a lieu et la Ville de Montréal devient le nouveau propriétaire du Château Dufresne,. Le Collège Sainte-Croix se  réserve toutefois, dans l'acte d'échange, « le droit d'occuper gratuitement la résidence appelée « Château Dufresne » jusqu'au premier janvier mille neuf cent soixante, le Collège devant prendre à sa charge tous les frais d'entretien, de chauffage, d'éclairage, etc. [...] ». Le Collège Sainte-Croix reste cependant locataire jusqu’en 1961. Selon le président du comité exécutif d'alors, Pierre DesMarais, les deux parties bénéficient de cet échange. L'entente permet aux Pères de Sainte-Croix d'acquérir des terrains afin d'agrandir le pavillon principal alors que la Ville entend se servir des terrains de l'ancien domaine Dufresne « pour aménager un étagement de voies au carrefour des rues Sherbrooke et Rachel et du boulevard Pie-IX ». L'avenir du Château Dufresne est alors incertain.
Le 13 mars 1960, le Collège ferme progressivement les classes du pavillon Dufresne et les transfère au pavillon principal. En 1961, le Collège quitte définitivement le pavillon Dufresne. La Ville reprend entièrement possession du château et elle évalue les « dégâts causés par les élèves [du] collège [Sainte-Croix] » à un demi-million de dollars. Plus d’une trentaine de communautés affiche leur intérêt à la Ville d’obtenir le château gratuitement.
Dans un article de l'hebdomadaire Le Petit Journal paru le 10 septembre 1961, on annonce la démolition prévue du Château Dufresne afin de faire place aux travaux de l'étagement des voies du carrefour des rues Sherbrooke et Rachel et du boulevard Pie-IX. Un porte-parole de la Ville prétend que la restauration du bâtiment « coûterait trop cher », bien qu'aucune estimation des coûts n'ait été réalisée. De plus, les ingénieurs chargés du projet de voirie « jugent indispensable d'utiliser l'espace utilisé par le château ». Pendant ce temps, certains privilégient plutôt la conversion de la résidence en musée.
Le 10 mai 1962, la Ville de Montréal confirme à la presse qu'elle a officiellement offert le château au ministère des Affaires culturelles afin d'y installer les services montréalais du ministère ainsi que de ceux du Conseil des Arts et de l'Association des Universités partiellement et entièrement de langue française. Cette offre survient après que le ministre Georges-Émile Lapalme des Affaires culturelles ait déclaré à l'Assemblée législative qu'il est intéressé par le Château Dufresne pour y installer les services montréalais de son ministère. Lucien Saulnier, alors président du comité exécutif de la Ville, précise lors de la conférence de presse que la Ville « hésite à faire démolir cet édifice dont la construction et les travaux de réaménagement ont déjà coûté très cher ». De plus, le projet de voirie de l'étagement des voies du carrefour des rues Sherbrooke et Rachel et du boulevard Pie-IX est abandonné en raison de son coût trop élevé,.

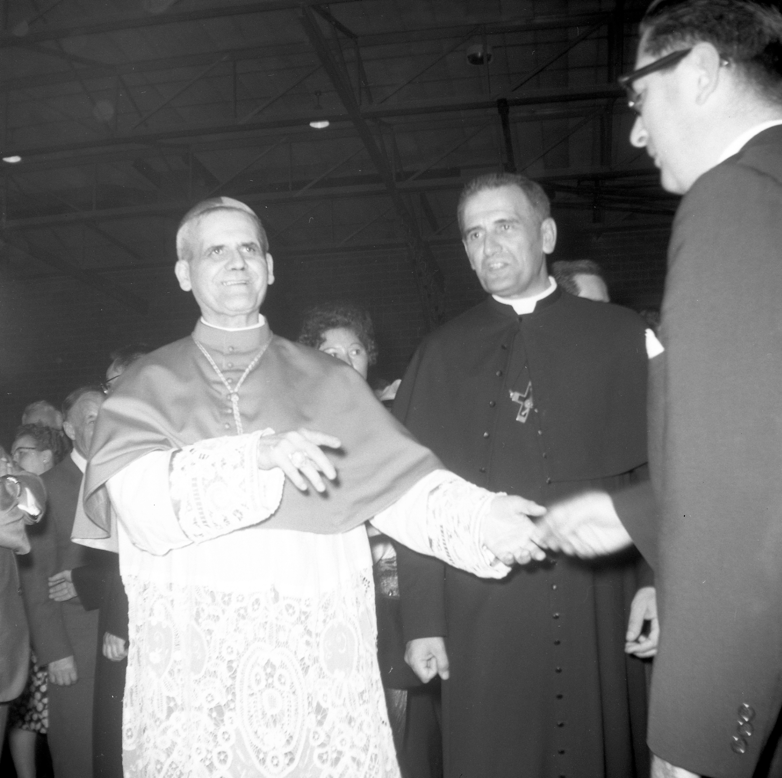
Le cardinal Paul-Émile Léger, archevêque de Montréal, et le R. P. Maurice Lafond, c.s.c., supérieur du Collège Sainte-Croix. Inauguration du 19 mai 1962.

Le 19 mai 1962, lors de la bénédiction de la nouvelle aile du Collège Sainte-Croix, le Père Maurice Lafond suggère de convertir le château en un musée d'histoire naturelle alors que le Cardinal Paul-Émile Léger propose de le transformer en un « externat de la charité » pour y loger les pauvres et les déshérités, à l'instar des « Châteaux de la charité » qui existent en France. Dans ces deux cas, les propositions impliquent que la Ville cède la propriété gratuitement au profit de l'organisation religieuse. Cependant, le 23 mai 1962, Lucien Saulnier exprime la volonté de la Ville de « conserver le château Dufresne, sans qu'il reste à sa charge ». Le château coûte alors cher en frais d'entretien, reste inoccupé et son avenir est incertain. Dans la presse montréalaise, on commence à surnommer le château d'éléphant blanc.
En 1963, Michel Cartier de l'Atelier folklorique du Service des Parcs propose à la Ville de convertir le Château Dufresne en un centre culturel combinant musée et danse. Ce centre aurait eu pour but notamment d'organiser les loisirs, sur le plan de la danse, dans les parcs de la ville, de maintenir un musée de la vie traditionnelle des Montréalais et d'organiser des recherches et d'en publier les résultats. Il prévoyait utiliser l'étage pour le musée, le rez-de-chaussée pour des expositions temporaires, salles de réunions, bibliothèques, bureaux, etc., et le rez-de-jardin pour des salles de cours et entrepôts. Il n'y a pas eu de suite à ce projet.
Le 14 novembre 1963, Guido Nincheri envoie une lettre à M. Camille Mancini, Inspecteur du Gouvernement, dans le but de lui faire part de son inquiétude sur des travaux menés à cette époque au château. Il mentionne notamment dans sa lettre que les travaux qui consistent à appliquer une peinture à l'huile sur les repeints à l'eau (exécutés plus tôt par les Pères de Sainte-Croix pour couvrir ses œuvres) auraient pour conséquences de « ruiner » ses œuvres. Il demande ainsi à M. Mancini d'user de ses contacts afin d'empêcher une telle situation,.
Le 3 mars 1964, le ministre Georges-Émile Lapalme des Affaires culturelles annonce à l'Assemblée législative la création du musée d'art contemporain de Montréal, le premier musée « d'État » à Montréal. La création du musée est une initiative du Dr Otto Bengle, un orthodontiste de Montréal qui, pour son projet, avait déjà obtenu la promesse écrite de soixante-quinze artistes de donner chacun une œuvre au nouveau musée. Suivant la proposition du maire Drapeau, le ministre prévoit alors louer le Château Dufresne pour une période de trois ans afin d'y loger le musée temporairement avant d'être transféré dans le nouveau pavillon du Québec de l'exposition universelle de 1967,. Le ministère annonce à ce moment un investissement de cent mille dollars (100 000 $) pour rénover et restaurer le château afin d'accueillir le musée et d'aménager des salles d'exposition,. Il est à ce moment-là prévu à ce que les travaux débutent en mai 1964 pour que le musée ouvre ses portes en septembre de la même année. Le ministère n'a pas alors encore désigné le futur directeur du nouveau musée, mais précise par l'intermédiaire d'un porte-parole que « ce qu'il nous faut, c'est un muséologue, c'est-à-dire un homme qui ait une bonne expérience des arts plastiques et qui ait aussi l'expérience d'un musée ». À la suite de l'annonce, plusieurs artistes et critiques de l'art saluent la nouvelle, mais critiquent notamment le choix de l'emplacement qualifié d'« extrêmement loin » du centre-ville.

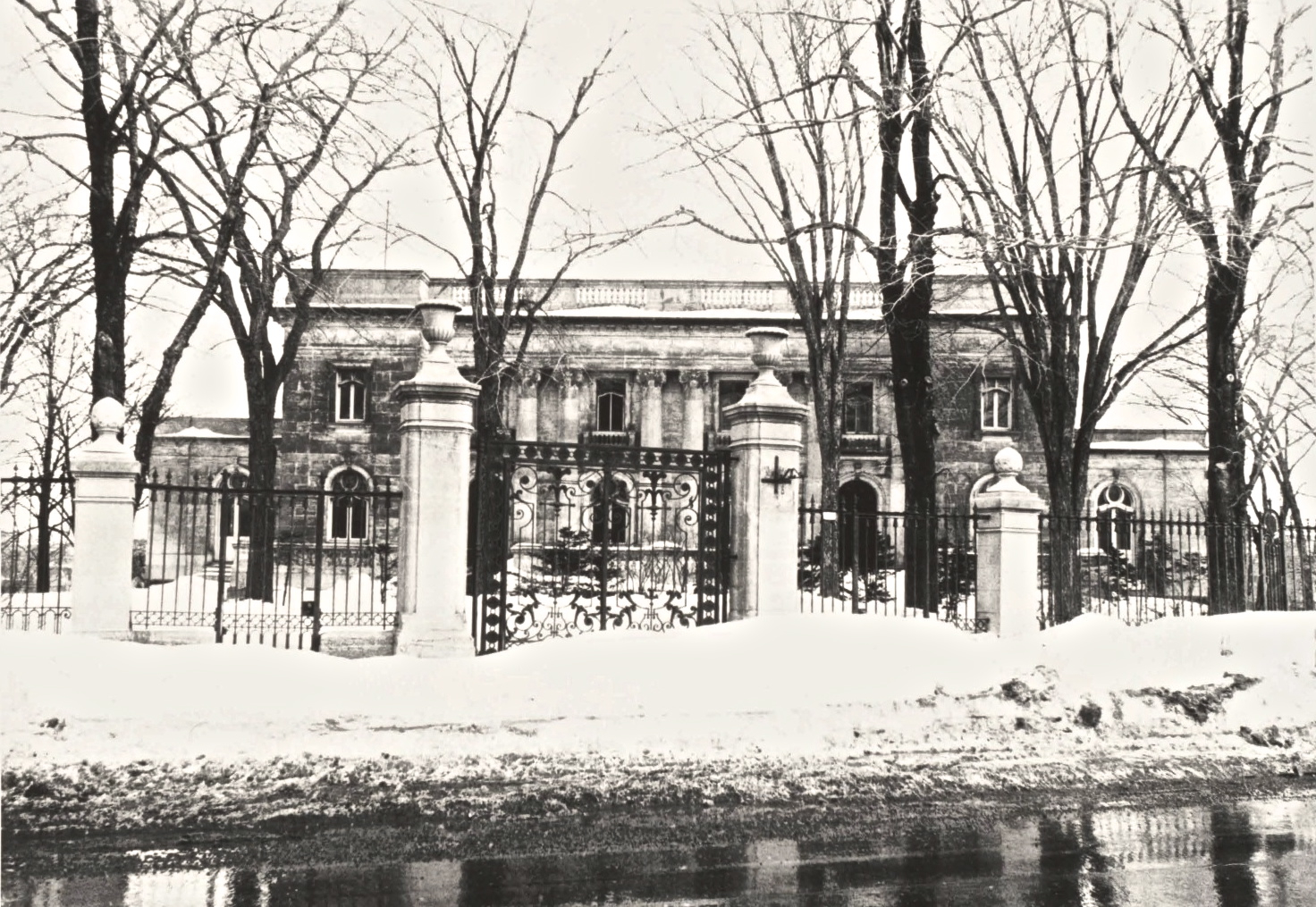
Château Dufresne pris en 1962 par l'architecte new-yorkais Michael M. Fieldman

Le 1er juin 1964, le ministre Lapalme annonce que Guy Robert devient le nouveau directeur du musée d'art contemporain de Montréal. Ce dernier visite le Château Dufresne le 4 juin 1964 afin de visualiser le futur siège du musée d'art contemporain. Guy Robert se fixe alors une date limite pour l'ouverture du musée prévue en octobre 1964. Parmi les travaux à exécuter au château, des faux murs composés de plaques de plâtre doivent être installés dans seize des pièces de l'édifice afin de pouvoir accrocher les œuvres.
Alors que le musée d'art contemporain prépare son installation au Château Dufresne, déjà des rumeurs circulent à l'hôtel de ville à ce qu'à la fin du bail, le Château Dufresne deviendrait la résidence officielle du maire de Montréal. Selon le conseiller de Mercier de l'époque, Richard La Salle, la Ville a les moyens financiers pour un tel projet, d'autant plus que, selon lui, « nous devons pouvoir recevoir le mieux possible les visiteurs célèbres qui nous honorent de leur présence. Pour Montréal, c'est une question de prestige et non une question d'argent ». Selon une évaluation sommaire de Claude Landry, ingénieur et surintendant des immeubles de la Ville de Montréal à l'époque, la restauration du château coûterait cent mille dollars (100 000 $) pour ce projet. Interroger à ce sujet, le maire Jean Drapeau ne se prononce pas. D'autres suggèrent plutôt la démolition du château et le remplacer par des serres.
Le 20 novembre 1964, le ministre Pierre Laporte des Affaires culturelles annonce que le musée d'art contemporain de Montréal ouvrira ses portes en mars 1965 et qu'il présentera à cette occasion une rétrospective des œuvres de l'artiste français Georges Rouault. Par la même occasion, dans l'article du journal La... Libre, on mentionne qu'« il est probable [qu'en 1967], le château Dufresne soit converti en un Musée de l'Homme, sous la juridiction du ministère des Affaires culturelles ». À la suite de l'annonce du ministre de présenter une exposition composée d'œuvres d'un artiste français à l'ouverture du musée, plusieurs du monde de l'art réagissent et font valoir qu'il serait plus approprié à ce que la première exposition du musée soit constituée d'œuvres canadiennes. D'ailleurs, le directeur du musée, Guy Robert, est de ce nombre et « prévoyait à l'origine procéder à l'ouverture officielle par une exposition des peintres de l'école de Montréal ». Or, l'exposition Rouault ne peut être de passage à Montréal qu'en mars : il est prévu que l'exposition se tiennent en janvier à Québec, en mars à Montréal et en mai à Toronto.
Le 17 janvier 1965, on annonce que le musée d'art contemporain ouvrira ses portes officiellement le 19 mars de la même année, avec cinq mois de retard. On précise que le Château Dufresne pourra accueillir deux cents œuvres au rez-de-chaussée et cent à l'étage. Une pièce du rez-de-jardin sera aménagée en une salle de cinéma de cinquante places où seront projetés deux films sur l'art chaque jour. Le rez-de-jardin accueillera également des salles de conférences. Il est toujours à ce moment-là prévu de présenter à l'ouverture officielle une exposition sur l'artiste français Georges Rouault.
Le 18 mars 1965, on annonce que le musée d'art contemporain présentera finalement une exposition composée d'œuvres canadiennes lors de son inauguration. En fait, les travaux menés au Château Dufresne ne sont toujours pas achevés et l'ouverture officielle est reportée. L'exposition sur l'artiste Georges Rouault aura cependant lieu à Montréal, plus précisément à la Place Ville-Marie où le musée loue des locaux temporaires avant son installation au Château Dufresne,,.
En mai 1965, un groupe de dix-huit artistes de renom, dont Armand Vaillancourt, Robert Roussil, Rita Letendre et Yves Gaucher, décide de boycotter le nouveau musée et signe une pétition qui demande au ministre des Affaires culturelles de congédier Guy Robert notamment pour incompétence.
Le 5 juin 1965, le journal La Presse annonce que le musée ouvrira ses portes le 10 juin et présentera une exposition intitulée Art et architecture, organisée en collaboration avec l'Association des architectes du Canada. Le musée présentera par la suite en juillet et août 1965 une exposition intitulée Artistes de Montréal, en septembre, une exposition d'œuvres de Lardera, de novembre à décembre, une rétrospective du travail de Robert Roussil.

### 1965 à 1968: musée d’art contemporain de Montréal
Le 10 juin 1965, le musée d'art contemporain de Montréal ouvre ses portes au Château Dufresne et présente à cette occasion l'exposition intitulée Art et architecture, organisée en collaboration avec l'Association des architectes du Canada.
Le 22 juin 1965, la presse annonce que le ministre Pierre Laporte des Affaires culturelles viendra inaugurer officiellement le nouveau musée qui aura finalement lieu le 12 juillet 1965 au Château Dufresne. Le musée présentera alors une exposition intitulée Artistes de Montréal, réunissant ainsi des artistes québécois tels qu'Alfred Pellan, Paul-Émile Borduas et Léo Ayotte,. Pour le vernissage de cette exposition, qui coïncide avec l'inauguration du musée, on envoie des invitations à plusieurs artistes, mais écrites en français uniquement, une situation alors dénoncée publiquement par l'artiste-peintre québécois Louis Muhlstock. Ce dernier croit qu'à l'instar du musée des beaux-arts de Montréal, toutes les invitations et publications du musée d'art contemporain devraient être disponibles dans les deux langues. Il s'agit selon lui d'une question de « respect pour les deux cultures principales de Montréal ». Cette situation est également dénoncée par la presse anglophone de Montréal.
Le 12 juillet 1965, le ministre Pierre Laporte des Affaires culturelles, représenté par son sous-ministre Guy Frégault, inaugure à vingt heures trente le nouveau musée. Près de cinq cents personnes sont présentes à l'évènement, à l'exception du maire Jean Drapeau, plutôt représenté par Léon Lortie, et du directeur du musée des beaux-arts de Montréal, David Carter, qui sont absents,.
Le 28 septembre 1965, le ministre Pierre Laporte préside l'inauguration de l'exposition des concours artistiques du Québec au musée. À cette occasion, le ministre admet que « le Château Dufresne est un édifice qui, à première vue, ne convient guère aux exigences d'un musée d'art moderne et pourtant, on en a tiré temporairement un parti qui ne manque ni d'intérêt ni de pittoresque ».
Le 19 novembre 1965, le sous-ministre Guy Frégault des Affaires culturelles inaugure l'exposition rétrospective du sculpteur Robert Roussil. Près de cent-cinquante invités sont présents. À cette occasion, on appose notamment des affiches de l'artiste Vittorio Fiorucci qui représentent « un sexe masculin en gros plan, mais rendu difficilement reconnaissable par le traitement photographique de la reproduction ». Henri Barras, alors directeur des expositions du musée, téléphone le directeur, Guy Robert, pour l'en avertir. Ce dernier, n'ayant donné aucune autorisation pour l'appose de ces affiches, ordonne de les enlever. Cette décision provoque alors des protestations et engendre des bousculades « mineures ». À ce moment-là, « une secrétaire affolée, appelle la police de la ville qui se présente [au musée] ». Les invités sont ensuite conviés à quitter le musée à l'heure de fermeture. Le lendemain, 20 novembre, le directeur Guy Robert autorise finalement l'appose des affiches après en avoir eu connaissance.
Après plusieurs attaques et critiques des milieux artistiques de Montréal à la suite notamment de l'affaire Roussil, Guy Robert présente sa démission au sous-ministre des Affaires culturelles, Guy Frégault, le 21 janvier 1966. Dans un article de La Presse paru le 2 février 1966, on mentionne que des rumeurs circulent selon lesquelles Gilles Hénault devienne le successeur de Guy Robert, une candidature potentielle qui obtient des appuis auprès d'artistes de Montréal.
Le 26 février 1966, le ministre Laporte des Affaires culturelles annonce la nomination de Gilles Hénault au poste de directeur du musée d'art contemporain de Montréal.
Le 12 juin 1966, le journaliste Paul Gladu de l'hebdomadaire Le Petit Journal décrit en ces mots l'état de parc du Château Dufresne, alors occupé par des sculptures du musée d'art contemporain :

« Une herbe longue et folle couvre ce qui est l'ambition d'être un parc. Des affiches sur le point de tomber en miettes, grises et sales, exhibent un lettrage enfantin. Ici et là, se défendant mal au centre des barreaux noirs de la clôture, des sculptures osent des gestes imitant ceux des bosquets et des branches d'arbres. La masse du Musée, au centre, avec ses atours d'un autre âge, ses stores baissés et ses nombreuses lézardes, est gardée par une sorte d'ange noir et maigre aux membres ouverts - tout calfaté, et retenu au sol par d'énormes grilles en fer. [...] voici tout ce qu'on trouve comme demeure... pour l'art contemporain! »

— Paul Gladu, journaliste de l'hebdomadaire Le Petit Journal 
Ce dernier dénonce notamment le mauvais entretien du parc qui, selon lui, invite peu à la visite des lieux.
En avril 1967, Romuald Beaulieu, alors président de la Société des Hommes d'affaires de l'est envoie une lettre au premier ministre québécois de l'époque Daniel Johnson 
dans laquelle il exprime ses inquiétudes quant à l'avenir du Château Dufresne après le déménagement du musée d'art contemporain à la Cité du Havre. Il suggère notamment d'utiliser le château à des fins touristiques.
Au cours de son occupation au château, le musée d'art contemporain recevait près de cent mille (100 000) visiteurs chaque année. La fréquentation variait d'une exposition à l'autre, dont les plus « importantes » attiraient de quinze mille (15 000) à vingt mille (20 000) personnes. Par semaine, le musée attirait entre mille cinq cents et quatre mille visiteurs dont les records se chiffraient entre mille six cents et mille huit cents visiteurs le dimanche. Le musée a présenté près de quarante expositions temporaires depuis son ouverture. Près de quatre-vingts pour cent des visiteurs provenaient de l'est de Montréal.
Le musée quitte le château en mars 1968 pour s’installer dans la Galerie d’art internationale d’Expo 67 à la Cité du Havre,.

### 1968 à 1976: abandon
Lorsque le musée d'art contemporain de Montréal quitte le château en mars 1968, la Ville reprend possession de l'édifice qui devient inoccupé et sans affectation.
Le 24 avril 1968, le journal La Presse annonce que le Syndicat des Écrivains du Québec demande au ministère des Affaires culturelles d'étudier la possibilité de transformer le Château Dufresne en « Maison des Écrivains » où le Syndicat pourrait offrir au public « des expositions de livres, manuscrits, collections d'œuvres, diapositives d'écrivains québécois et mettre à la disposition de la future académie québécoise, de la présente Académie canadienne-française, de la Société des Écrivains du Québec et du Centre canadien-français du P.E.N. international, un secrétariat permanent et un centre de documentation et d'archives. » Il rajoute que l'édifice pourrait servir également de centre d'accueil et d'endroit de réception pour les évènements nationaux et internationaux pour les écrivains et intellectuels du Québec et du monde entier.
Le 14 juillet 1968, Le Petit Journal propose de faire du château la résidence officielle du maire de Montréal. L'idée suggère que le maire occupe une moitié de l'édifice alors que l'autre accueille une résidence destinée aux visiteurs de marque de passage à Montréal.
Le 4 septembre 1968, le journal hebdomadaire La Voix Populaire laisse entendre qu'il existe une rumeur à l'hôtel de ville selon laquelle la Ville de Montréal ferait cadeau du Château Dufresne au gouvernement provincial pour qu'il l'utilise comme site des réceptions officielles du ministère des Affaires culturelles en remplacement du restaurant Hélène-de-Champlain située sur l'île Sainte-Hélène.
En août 1968, le comité exécutif autorise une dépense de trois mille deux cents dollars (3 200 $) pour l'installation d'un système d'alarme au château pour éviter la visite de vandales. Le Château Dufresne tombe par la suite dans l'oubli pendant près de deux ans. Le bâtiment est alors sans gardiennage, sans entretien et sans chauffage. Il est sujet à des infiltrations d’eau et à des actes de vandalisme.
Le 12 mai 1970, le Comité international olympique confie l'organisation des Jeux olympiques d'été de 1976 à la ville de Montréal au cours de la 69e session à Amsterdam. Le 4 septembre 1970, la Ville de Montréal produit des plans d'architecture montrant l'état du Château Dufresne en cette date.
Le 12 juillet 1971, la presse de Montréal annonce qu'« il y a de bonnes chances » que le Château Dufresne soit prochainement démoli pour faire place à un gratte-ciel. Selon Roland Garant, alors surintendant des bâtiments à la Ville, le château est devenu un « véritable éléphant blanc » pour Montréal qui dépense près de trente-huit mille dollars par année (38 000 $/an) pour son entretien, excluant le chauffage et l'électricité. De plus, les frais de restaurations, d'entretien et les taxes de l'édifice sont si élevés qu'ils désintéressent les acheteurs potentiels. Plusieurs offres ont été faites à la Ville pour acheter ou louer l'édifice: on lui a proposé d'en faire un club privé, un casino, une garderie, un centre culturel, un musée des sciences et de la technologie (projet « perspective jeunesse » présenté par les étudiants du Cégep de Maisonneuve) et finalement, on lui a soumis le projet de le détruire pour y construire un gratte-ciel,. Tous ont retiré leur offre en raison du coût de restauration et d'entretien du bâtiment, à l'exception de ce dernier projet de gratte-ciel qui, selon Roland Garant, est le projet qui lui semble le plus viable pour le site. Cependant, le développement du site est à l'époque un dossier de peu d'importance relativement à d'autres projets tels les Jeux olympiques d'été de 1976 ou le prolongement du métro. À cette époque, la Ville compte y investir lui-même aucune somme, que ce soit pour son usage ou pour attirer des locateurs ou acheteurs potentiels. À cette occasion, le journal The Montreal Star décrit l'état du domaine et de l'édifice en ces mots : « la grille en fer forgé est brisée à plusieurs endroits, plusieurs des vitraux des fenêtres ont été brisés ou volés et les chandeliers et tentures des murs ont disparu. »
Entre juillet et août 1971, le président du comité exécutif de la Ville de Montréal, Gérard Niding, demande à l'architecte Marcel Raby d'estimer le coût d'une restauration du Château Dufresne en vue de le rendre habitable. Selon une première estimation préliminaire, le coût d'une restauration sommaire des lieux s'élève à trois cent soixante-quinze mille dollars (375 000 $). Lors d'une rencontre datée du 21 septembre 1971 avec les différents intervenants du projet, Gérard Niding dévoile son projet d'utiliser le Château Dufresne comme une résidence pour recevoir les « V.I.P » des Jeux olympiques d'été de 1976. Plus précisément, il prévoit utiliser la résidence d'Oscar pour cette fin alors qu'il prévoit utiliser la résidence de Marius pour abriter le Service des Sports et Loisirs de la Ville. Selon une nouvelle estimation de l'architecte Raby, le coût de restauration s'élève plutôt à quatre cent cinquante mille dollars (450 000 $). Dans ce projet, on prévoit à ce moment-là confier la direction de la restauration des différents vitraux, peintures et tapisseries à Guido Nincheri. Lors d'une rencontre datée du 25 octobre 1971, Gérard Niding et Pierre Charbonneau, organisateur des Jeux olympiques, précisent que le château ne servira désormais qu'à loger l'administration des Jeux olympiques tout en réservant des pièces à des fins de réceptions. De plus, les intervenants prévoient d'ériger une nouvelle annexe au château pour loger les deux cents membres du personnel du Service des Sports et Loisirs. Il est alors prévu que la décision finale soit prise le 2 novembre 1971. En janvier 1972, Gérard Niding annonce à la presse que le comité exécutif de la Ville a pris la décision de restaurer le Château Dufresne pour l'utiliser comme résidence « V.I.P » lors des Jeux olympiques d'été de 1976. Dans le courant de l'année 1972, la Ville lance un appel d'offres pour la restauration du château. Le plus bas soumissionnaire était alors prêt à effectuer les travaux pour la somme de six cent quatre-vingt-quatre mille dollars (684 000 $), une somme que la ville « n'est pas disposée à payer seule ». En août 1972, la ville est toujours à la recherche de financement pour la restauration du château.
Le 11 août 1972, le journal Montréal-Matin révèle qu'à la suite d'une visite des membres du personnel du service des travaux publics de la Ville pour évaluer les travaux à y effectuer, ces derniers se sont retrouvés devant « un groupe de vandales » qui ont réussi à s'y introduire sans déclencher le système d'alarme. La Ville prend alors la décision de faire surveiller le bâtiment par un gardien « de façon continuelle ».
Le 13 décembre 1972, lors d'une séance du conseil municipal de Montréal, le président du comité exécutif Gérard Niding annonce que le projet de restauration du Château Dufresne est écarté temporairement « pour la bonne raison qu'une telle restauration coûterait 800 000 $. ». Niding suggère que le Comité organisateur des Jeux (COJO) fasse une proposition formelle à la Ville qui lui louerait le château pour la durée des olympiades et ainsi, y ferait des travaux de restauration à ses frais.
Le 11 décembre 1973, près d'un an plus tard, le maire Jean Drapeau annonce au conseil municipal qu'il présentera un projet de restauration qui ne coûtera rien à la Ville dans trois mois. De plus, il rajoute qu'il n'est pas nécessaire d'installer le quartier général du Comité d'organisation des Jeux olympiques de 1976 au château pour le sauver, d'autres projets sont à l'étude.
En août 1974, le député fédéral Serge Joyal tente de sensibiliser le comité exécutif de la Ville de Montréal sur la gravité de la détérioration du Château Dufresne. Conjointement avec le ministre des Affaires culturelles québécois, il tente de promouvoir l'idée d'y loger la collection Jean-Marie Gauvreau afin d'en faire le musée du meuble et des arts décoratifs de Montréal.
En janvier 1975, des employés de la Ville commencent des travaux pour une restauration sommaire au Château Dufresne. À ce moment-là, la presse ignore toujours le projet du maire Jean Drapeau pour cet édifice. Certains avancent l'hypothèse que le château abritera le service administratif du COJO, alors que d'autres prétendent qu'il sera le siège d'un futur musée du meuble québécois.
Le 8 octobre 1975, le maire Jean Drapeau invite David M. Stewart, président de la Fondation Macdonald Stewart et directeur de la Société historique du lac Saint-Louis, à venir faire une visite du Château Dufresne et étudier les possibilités d’utilisation de l'édifice,,,,,. En décembre 1975, David Stewart prend la décision d'aider à la restauration du château et obtient le support du maire Jean Drapeau qui « lui donne le feu vert ». David Stewart avouera lors de la conférence de presse du 17 juin 1976 que dès sa première visite, il envisageait déjà d'y installer un musée des arts décoratifs « où l'on pourrait exposer, par exemple, les plus beaux spécimens de meubles anciens du Québec, ou encore des tableaux représentant nos maisons d'autrefois. »
Le 3 mars 1976, le journal Le Devoir révèle que la restauration du Château Dufresne est dirigée et financée par la Fondation Macdonald Stewart sous l'impulsion de son fondateur, David M. Stewart, après avoir été scandalisé de l'état de l'édifice lors d'une visite passée des lieux. D'ailleurs, l'embauche d'un gardien pour protéger les lieux contre le vandalisme était de son initiative,.

Le 17 mars 1976, le ministre des Affaires culturelles, Jean-Paul L'Allier, envoie à la Ville de Montréal un avis d'intention de procéder au classement du Château Dufresne comme bien culturel du Québec. Dans son avis, le ministre indique que : 

« cet édifice datant du début du vingtième siècle est un exemple somptueux du style « beaux-arts » exprimé dans une résidence privée, ancienne demeure des frères Oscar et Marius Dufresne qui ont contribué beaucoup au développement de l'est de Montréal. »

— Jean-Paul L'Allier, ministre des Affaires culturelles
Alors que les Jeux olympiques débutent le 17 juillet 1976, la première phase des travaux de restauration touche en premier lieu la clôture en fer forgé et le parterre, mais également le rez-de-chaussée de la résidence d'Oscar afin que les salles puissent être ouvertes au public et servir de salles de réception lors des Jeux olympiques. À cette occasion, les restaurateurs, sous la direction de Patrick Guigue et du designer français Nicolas Sollogoub, consultent quarante-deux plans de Marius Dufresne et de Jules Renard, des photos d’époques et recueillent le témoignage de Laurette Dufresne (née Normandin), fille adoptive d’Oscar Dufresne et d’Alexandrine Pelletier, pour restituer l’édifice dans son état d’origine,,,. Les restaurations portent notamment sur les toits, plafonds, murs, lambris, plâtres, châssis, planchers, escaliers ainsi que le système de plomberie et d’électricité,. La peinture qui recouvre les toiles marouflées de Guido Nincheri dans le grand et petit salon de la résidence d’Oscar est retirée,,. Il est prévu que la deuxième phase de restauration se concentre sur le rez-de-jardin et l'étage de cette même résidence.
Le 7 avril 1976, le journal La Presse révèle que David M. Stewart « continue d'envisager que l'on puisse rendre le château Dufresne à la vocation qui lui parait la meilleure, celle d'un musée où l'on pourrait sensibiliser le public à la sauvegarde de la maison, du décor et du mobilier québécois. »
Le 17 juin 1976, Pierre Benoit, directeur d'Héritage Canada à Montréal et membre de la Fondation Macdonald Stewart révèle au journal The Montreal Star que la fondation n'a aucun plan définitif d'adopté pour le Château Dufresne après les Jeux olympiques. La fondation a d'ailleurs invité des associations culturelles à proposer des idées d'utilisation du château. Parmi les idées retenues, la fondation considère celle de créer un centre canadien d'architecture où tous pourront étudier l'architecture du passé, du présent et du futur au moyen d'outils tels des salles de consultations ou des microfilms. L'ouverture des lieux au public est alors un critère de choix de la future utilisation de l'édifice.

### 1976 à 1997: musée des arts décoratifs de Montréal
Le 18 juin 1976, la presse montréalaise annonce la création d'un nouveau musée, le musée des arts décoratifs de Montréal, qui siège désormais au Château Dufresne,,. Le musée ouvre temporairement le château aux visiteurs du 22 au 25 juin 1976, lors de la « Semaine du Patrimoine » afin d'apprécier les travaux de restauration entrepris dans la résidence d'Oscar, travaux qui ont coûté deux cent mille dollars (200 000 $) jusqu'alors,. À cette occasion, le musée présente une collection de photographies illustrant les travaux de restauration entrepris ainsi qu'une exposition de peintures de l'artiste et architecte P. Roy Wilson consacrées à l'architecture des vieilles maisons canadiennes. Le musée prévoit à ce moment ouvrir le château pendant la période des Jeux olympiques pendant laquelle la Ville prévoit utiliser l'édifice pour des réceptions officielles.

Visite du Château Dufresne lors de la «Semaine du Patrimoine» (22 au 25 juin 1976)
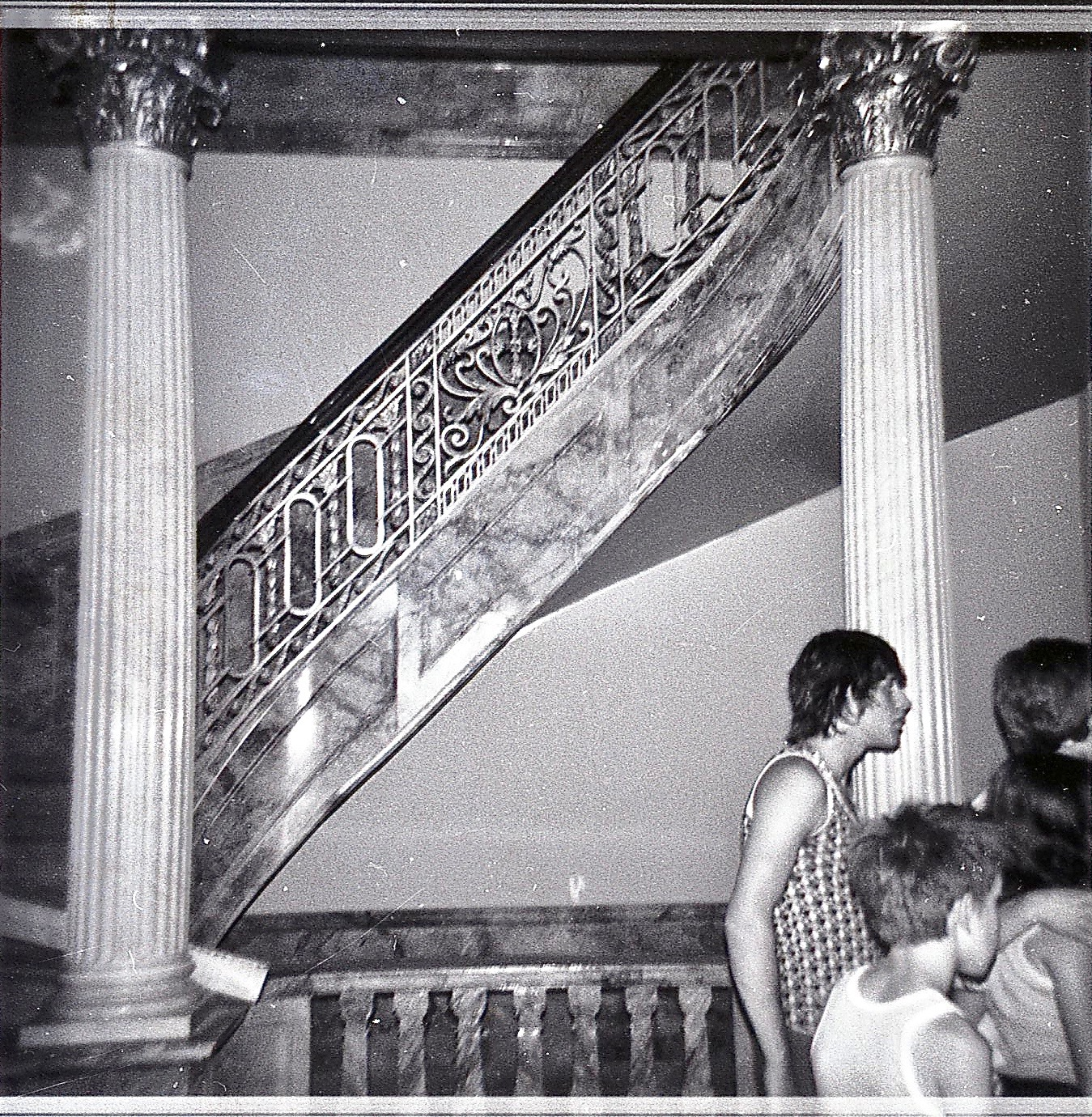
Hall d'entrée d'Oscar en restauration (Juin 1976)
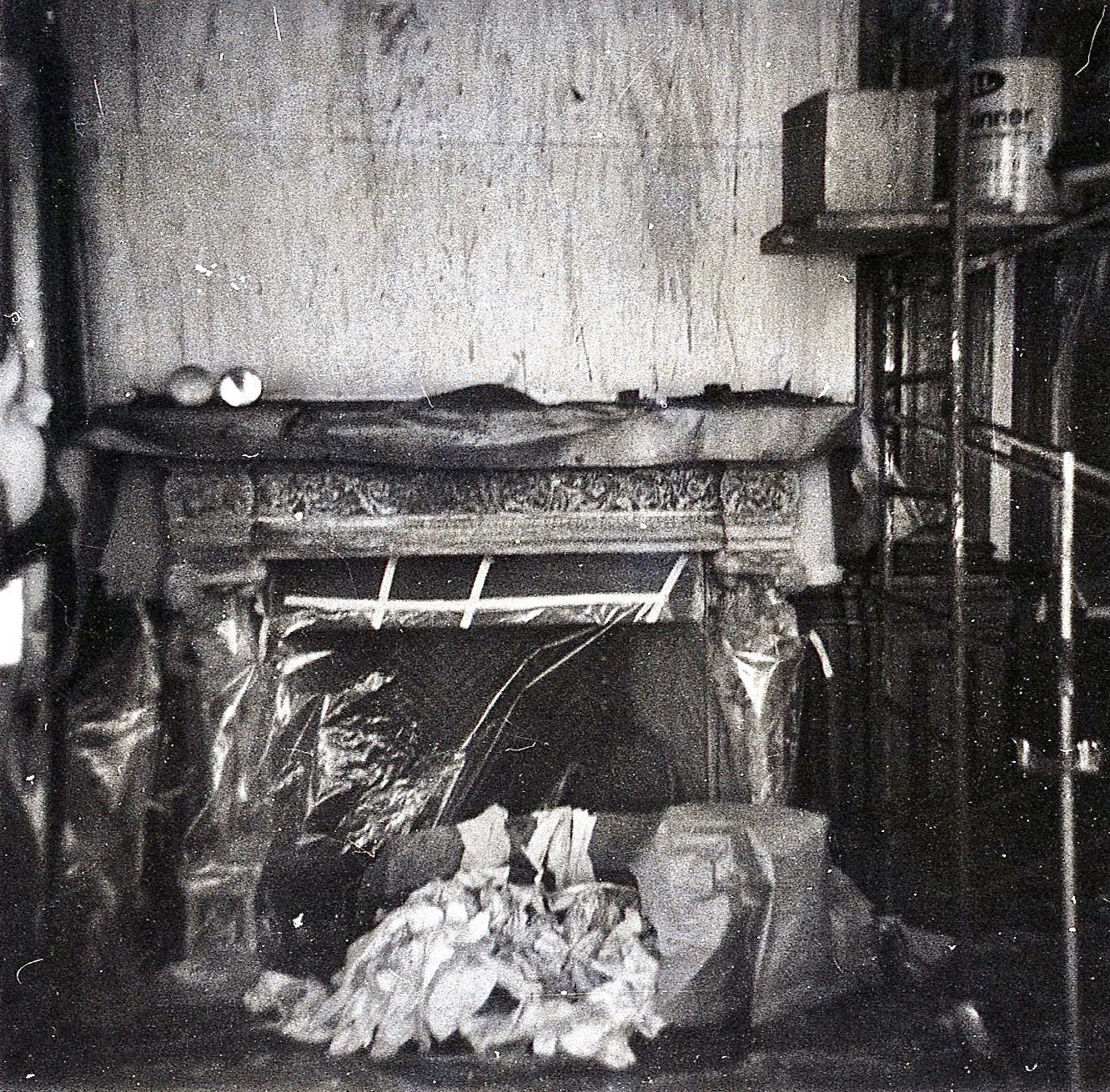
Grand salon d'Oscar en restauration (Juin 1976)
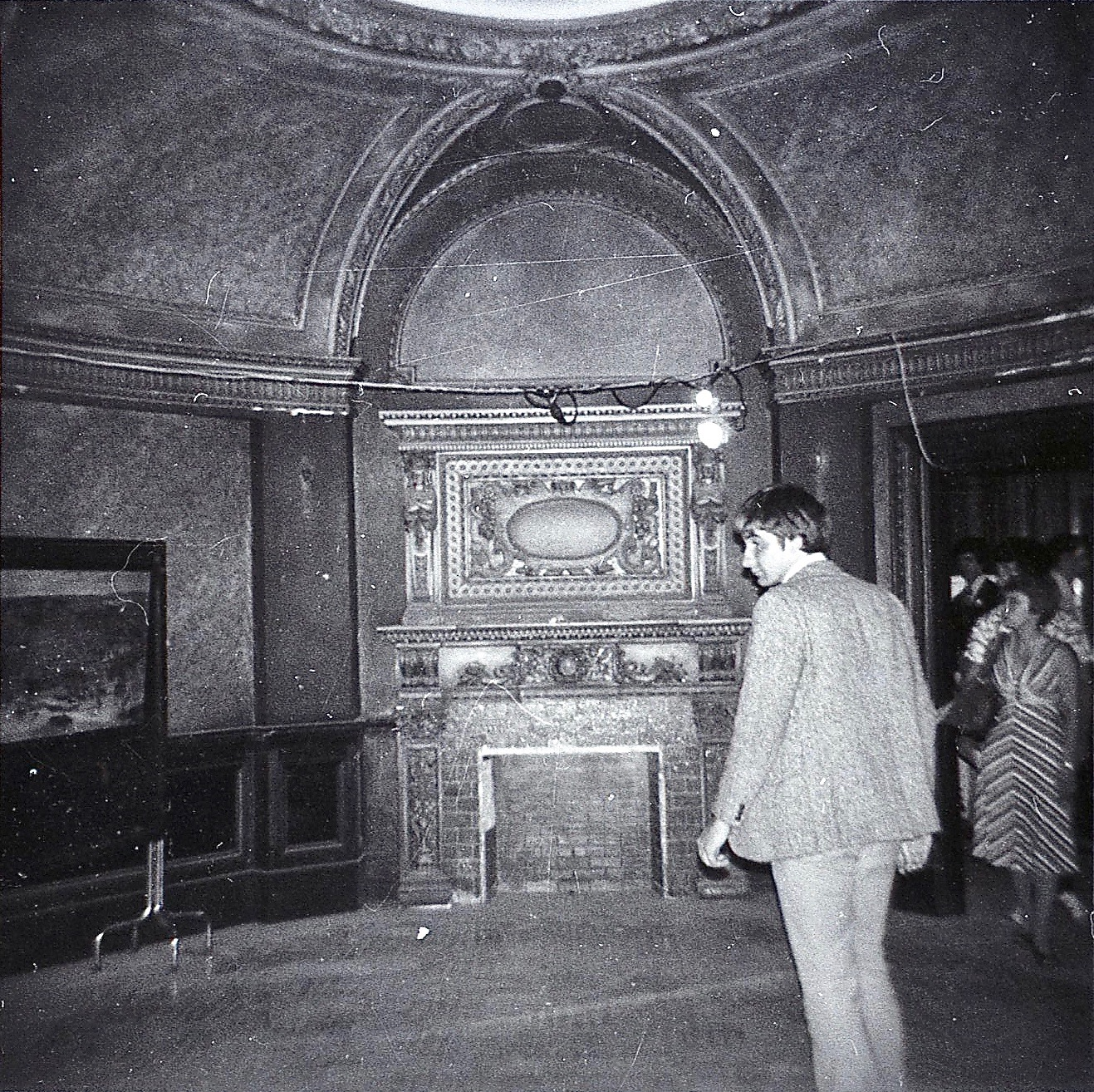
Salle à manger de Marius (Juin 1976)
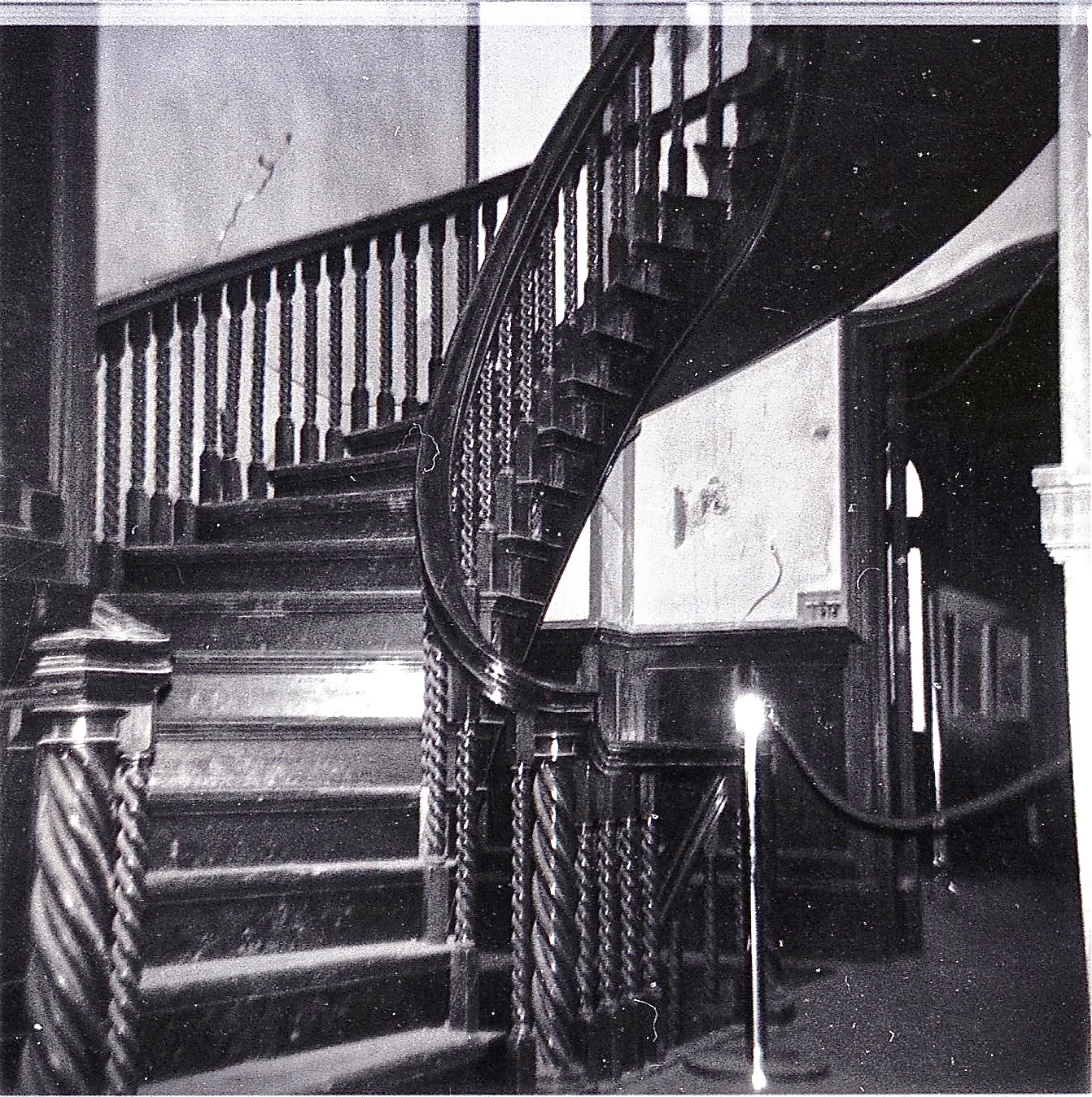
Escalier principal chez Marius (Juin 1976)

En 1976, une partie du mobilier d’origine du château, qui occupait initialement la résidence de Marius, est rachetée à la succession de la veuve de ce dernier, Edna Sauriol, qui meurt cette même année, afin de compléter la collection du musée,. Cette collection, dite « Sauriol-Dufresne », constituée entre autres de cent vingt-cinq peintures, remeuble en partie la résidence d’Oscar, avant de reprendre sa place initiale dans la résidence de Marius.
Le 20 décembre 1976, le château est classé monument historique.
Le 28 décembre 1977, le journal Dimanche-Matin annonce que le ministère des Affaires culturelles alloue un montant de deux cent mille dollars (200 000 $) au futur musée des arts décoratifs pour aider à la restauration du Château Dufresne et son aménagement en musée.
Le 24 janvier 1978, on crée la société sans but lucratif, le Château Dufresne Inc., qui gère le nouveau musée des arts décoratifs,.
À l'occasion de la « Semaine du Patrimoine », le musée ouvre temporairement les portes du château du 22 au 30 juin 1978. Le 6 juillet 1978, le musée des arts décoratifs de Montréal ouvre le site au grand public à l'occasion de la semaine des musées,,,. À cette occasion, le musée présente une partie de la collection de meubles Gauvreau,. Ce nouveau musée prend la décision de se spécialiser dans les arts décoratifs à partir de 1850, le XXe siècle étant « un siècle extrêmement important pour le Canada en ce domaine et fort négligé par les autres musées montréalais qui possèdent des collections d'art décoratif. »,. Cependant, le premier objectif du musée en 1976 était de conserver le Château Dufresne : plusieurs salles furent restaurées dont le bureau, la salle à manger, le grand et le petit salon de la résidence d'Oscar ainsi que le salon turc de la maison de Marius. À l'extérieur, les jardins nord et sud furent reconstitués selon des photos d'époque.
Parallèlement à la restauration de l'édifice, le musée prévoit à ce moment la construction d'une partie souterraine de trois étages à l'arrière du château. Il est alors prévu que cette nouvelle aile abrite un restaurant avec vue sur les installations olympiques, un amphithéâtre, une bibliothèque et des salles d'expositions. Le Cooper Union aux États-Unis et le musée des arts décoratifs de Paris situé au Louvre sont alors des modèles pour l'édification de la nouvelle aile. Dans le projet du musée, on prévoit également créer un laboratoire de restauration des meubles. Quant à la bibliothèque du musée, on y retrouve notamment les catalogues qui permirent aux Dufresne de commander les parquets, les moulures et les cheminées aux différentes compagnies américaines et canadiennes. Parmi les nouvelles collections du musée, on y retrouve la collection Paul Gouin, le fond Louis-Philippe Hébert ainsi qu'une collection d'objets reliés à l'histoire du tabac.
L'inauguration du nouveau musée a lieu le 14 juin 1979,,,,. Liliane Stewart devient alors la présidente du musée et Luc d’Iberville-Moreau en devient le directeur. L’exposition inaugurale est consacrée à l’art traditionnel du Québec et fut conçue par le designer Clifford Williamson, assisté par Bruce McNeil, Nancy Dunbar et le consultant Nettie Sharp,,,. Le ministère de l’Éducation du Québec a prêté à cette occasion une partie de la collection Jean-Marie Gauvreau constituée de pièces de mobiliers et d’objets des XVIIe au XIXe siècles provenant de l’ancienne école du Meuble (1935-1958) et de l’école des Arts appliqués (1958-1969).
Le 23 juin 1980, Le Journal de Montréal révèle que le musée des arts décoratifs a reçu en moins d'un an près de 90 000 visiteurs.
Dans le cadre du programme « Été Canada 1980 » du gouvernement fédéral, une somme de neuf mille cent quatre-vingt-onze dollars (9 191 $) est allouée au musée afin de poursuivre la recherche sur l'histoire du château et la préparation d'un catalogue d'exposition.
Le 3 novembre 1980, le journal Le Devoir dévoile que la Ville de Montréal a conclu un protocole d'entente avec le musée pour la mise en valeur du Château Dufresne en musée des arts décoratifs. Jusqu'alors, le musée et le ministère des Affaires culturelles ont dépensé près de cinq cent mille dollars (500 000 $) pour la restauration de l'édifice.

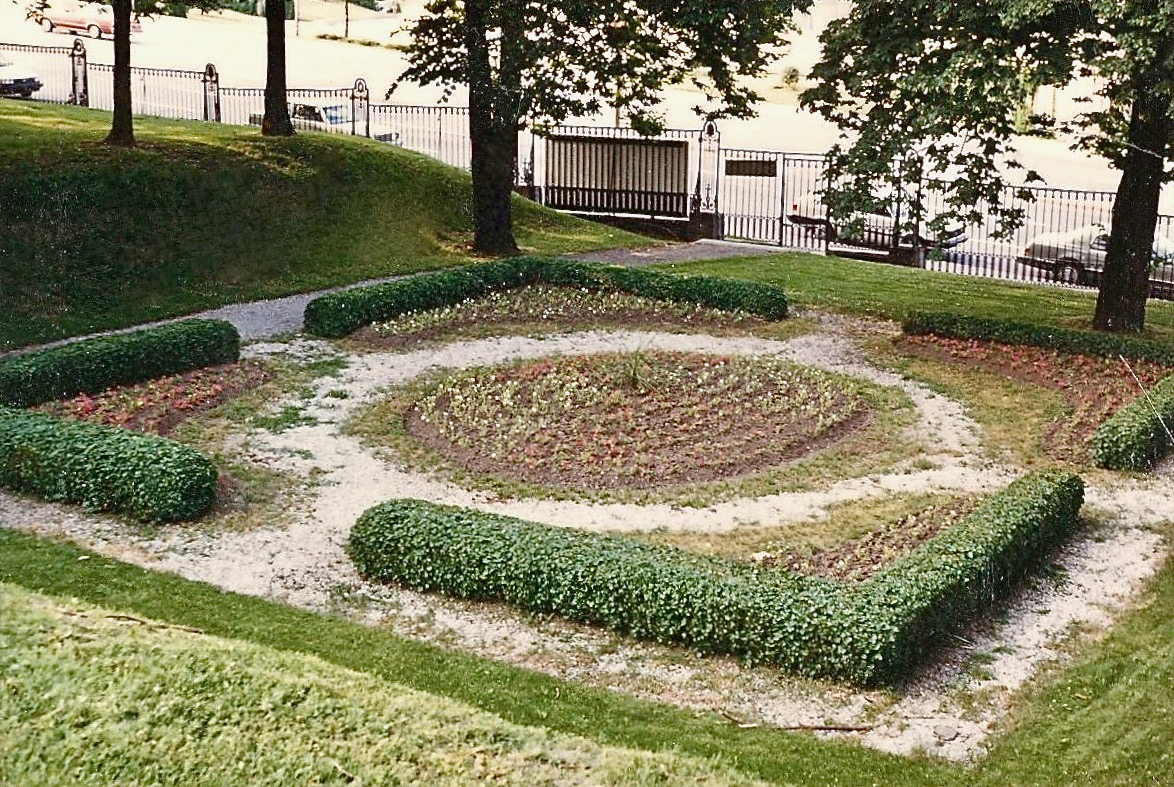
Jardin sud-est (vers 1984)

Le 8 juin 1982, le journal Les Nouvelles de l'Est annonce que le député Serge Joyal a remis un chèque de cent soixante et onze mille dollars (171 000 $) qui provient des Musées Nationaux du Canada afin que le Château Dufresne devienne accessible aux handicapés en y installant un ascenseur.
Le 20 mars 1984, le journal Les Nouvelles de l'Est annonce que le ministère des Affaires culturelles alloue une subvention de cent trois mille quatre cents dollars (103 400 $) au musée des arts décoratifs.
Dès 1990, le musée songe « sérieusement à déménager ». Depuis 1979, le musée enrichit ses collections de l’époque du Modernisme (1935 à 1965) et de l’époque contemporaine (1965 à nos jours) à un point tel qu’en 1990, il lui est impossible d’exposer ne serait-ce qu’un pour cent de l’ensemble de leurs collections. Selon son directeur, Luc d’Iberville-Moreau, le musée ne dispose pas de « l’espace nécessaire au Château Dufresne pour monter de grandes expositions » et doit même entreposer les œuvres d’art en d’autres lieux. Plusieurs projets sont alors analysés, dont une relocalisation à proximité de la Place-des-Arts ou du Château Ramezay dans le Vieux-Montréal. D’ailleurs, en mai 1991, la Ville de Montréal accorde une subvention de 13 000 $ afin que la Fondation Macdonald-Stewart, le musée des arts décoratifs ainsi que le Château Ramezay puissent étudier le projet d’installation du musée des arts décoratifs dans un ancien stationnement situé à proximité du Château Ramezay et de la place Jacques-Cartier (actuelle place De La Dauversière).
Le 10 juillet 1991, la Ville de Montréal annonce qu’elle procédera à la restauration des fenêtres du Château Dufresne de juillet à octobre 1991, sous la supervision de l’architecte Claude Langlois.
En 1992, l’étude du projet de déménagement dans un nouvel édifice proche du Château Ramezay conclut qu’un investissement de cinquante millions de dollars est nécessaire. D’autres projets sont alors étudiés.
Le 5 février 1994, le musée annonce qu’il entend résilier son bail avec la Ville de Montréal et quitter le Château Dufresne. Selon Luc d’Iberville-Moreau, le château ne répond pas aux besoins du musée,. Les œuvres d'art « sont soumises à une trop grande exposition au soleil et à de l'humidité qui leur sont néfastes »,. D’ailleurs, plusieurs institutions muséales refusaient prêter au musée leurs œuvres d’art parce que le bâtiment ne respectait pas les normes de conservation et de sécurité de ces œuvres,. Aussi, « plusieurs études [démontraient] que l’emplacement du Musée (angle Sherbrooke et Pie IX) nuisait à sa vocation.» Le musée licencie alors quatre employés autrefois affectés aux services auxiliaires (boutique et restaurant). Par la même occasion, le musée annonce qu’il déménagera dans les locaux inutilisés du musée des Beaux-arts de Montréal, soit un espace de 10 000 p2 dans le pavillon Jean-Noël Desmarais nouvellement annexé au musée des Beaux-arts de Montréal afin d'entreposer et d'exposer la collection,.
Le 8 février 1996, le musée attend toujours des nouvelles du gouvernement du Québec au sujet du financement du déménagement du musée des arts décoratifs au musée des Beaux-Arts de Montréal, évalué à deux millions de dollars.
Le 4 avril 1996, le quotidien Le Devoir annonce que le musée des arts décoratifs déménage officiellement dans des locaux inutilisés du musée des Beaux-arts de Montréal. Ce déménagement, évalué à moins de trois millions de dollars, est financé en partie par le ministère de la Culture et des Communications à hauteur de deux millions de dollars. Il est alors prévu que les travaux d’installation et de déménagement débutent en juin 1996.
Le 9 novembre 1996, le musée annonce que sa collection sera accessible à son nouvel emplacement dès le 14 mai 1997. Quant au Château Dufresne, aucun projet d’occupation n’est présenté.
Le 13 février 1997, Le Devoir annonce que l’inauguration officielle de la collection permanente de l’ancien musée des arts décoratifs est plutôt prévue pour le 16 mai avec le lancement d’une exposition intitulée « Le plaisir de l'objet: Nouveau regard sur les arts décoratifs du XXe siècle ». La collection de l’ancien musée s’étalera alors sur 1 000 mètres carrés d’espace d’exposition permanent et temporaire.
Le 31 mars 1997, le musée des arts décoratifs de Montréal est annexé au musée des beaux-arts de Montréal. Le 16 mai 1997, la collection permanente du musée est redevenue accessible au public depuis son nouvel emplacement.

### 1997 à 1999: concours d'occupation
Dès l’annonce du musée des arts décoratifs de quitter le Château Dufresne, quelques organisations présentent progressivement au conseil exécutif de la Ville des projets d’occupation du château. Selon Pierre Laporte, chargé de communication à la Ville, la fondation MacDonald-Stewart a laissé entendre à la Ville que pour un projet qu’elle estime favorable, elle ferait don de la collection de meubles des Dufresne. De plus, le ministère de la Culture réserve soixante-cinq mille dollars (65 000$) pour la mise en valeur de la collection du château, et ce, peu importe le projet retenu par la Ville. Quant à la Ville, elle continuera d’avoir à sa charge l’entretien extérieur et le chauffage des deux résidences (environ 115 000 $ par année à l’époque).
À l’automne 1996, un premier projet est présenté au Service de la culture de la Ville par la maison de la culture du quartier et l'Atelier d'histoire Hochelaga-Maisonneuve (ci-après, l’«Atelier»). Cependant, cette première version du projet est rejetée, car il exige des investissements supplémentaires de la part des gouvernements et du secteur privé.
Le 27 juin 1997, La Presse annonce que la Fondation pour l'art thérapeutique et l'art brut au Québec (ci-après, «FATABQ») a déposé un mémoire à la Ville afin de convertir le Château Dufresne en un centre d’interprétation de l’art brut et de l’art thérapeutique. Dans ce projet, le château deviendrait un « lieu de création et d’exposition pour les œuvres de patients traités en psychiatrie. » Il n’est alors pas exclu par la Fondation de collaborer avec un autre groupe qui se chargerait de l’interprétation historique du lieu.
En juillet 1997, une deuxième version du projet chapeauté par la maison de la culture et l'Atelier est présentée à la Ville. Dans cette version du projet, il y aurait une section art visuel pilotée par la maison de la culture et un musée d’histoire sociale et urbaine réalisé par l’Atelier. Pour se financer, les locaux du château seraient ouverts à la location et aucun investissement supplémentaire de la part des gouvernements ne serait nécessaire. Le cégep de Maisonneuve apporterait de l’encadrement et du soutien administratif.
À la suite de l’annonce des deux principaux projets, un débat s’enclenche sur le projet que la Ville devrait choisir. Selon l’organisme Concertation-Tourisme Hochelaga-Maisonneuve, bien qu’il soit prêt à travailler avec le centre d’interprétation de l’art brut, il privilégie le projet de la maison de la culture et de l’Atelier « qui respecterait davantage le caractère historique et patrimonial du château tout en s’inscrivant facilement dans un circuit récréo-touristique ». En novembre 1997, la Ville tente sans succès de négocier avec les principaux intéressés afin de rendre le château ouvert aux deux projets.
Le 3 décembre 1997, sur recommandation du Service de la culture, le comité exécutif de la Ville adopte une résolution qui annonce son choix de louer le château à la FATABQ. Selon le chef de la division de soutien au développement culturel de la Ville, Bruno Blache, le fait que la FATABQ ait obtenu avec la Fondation Macdonald-Stewart un accord de transfert de la collection de meubles des Dufresne « a beaucoup joué en sa faveur ». De plus, il rajoute que « le projet de la Fondation a été retenu parce qu'il semblait le plus solide financièrement », contrairement au montage financier du projet de la maison de la culture et de l’Atelier qui « était trop optimiste ». La FATABQ est d’ailleurs supportée par plusieurs mécènes qui sont des entreprises privées. De plus, le Service de la culture de la Ville « n’était pas convaincu que les 65 000 $ que le ministère de la Culture destine à la mise en valeur de la collection Dufresne allait être utilisée entièrement à cette fin dans le projet des groupes du quartier. » Finalement, afin de combler un élément manquant du projet, c’est-à-dire une implication directe d’organismes du quartier, il est prévu qu’une clause serait négociée à cette fin.
Le 16 mars 1998, la députée provinciale d’Hochelaga-Maisonneuve Louise Harel, le député fédéral Réal Ménard, les directeurs et directrices du CCSE Maisonneuve, de Tourisme Hochelaga-Maisonneuve, du CLSC Hochelaga-Maisonneuve, du cégep Maisonneuve, ainsi que le vice-président marketing de la Régie des installations olympiques se portent tous publiquement à la défense du projet de la maison de la culture et de l’Atelier et demandent aux conseillers municipaux de rejeter le projet de bail octroyé à la FATABQ lors de la séance du 26 mars 1998,. Lors de cette séance, les conseillers municipaux rejettent finalement le projet du FATABQ par une voix (24 contre 23). Tous les organismes concernés s’entendent cependant pour trouver une solution. D’ailleurs, Laurent Blanchard de la Corporation de développement de l’est de Montréal va en ce sens : selon lui, il est « sain qu’il y ait obligation d’entente entre les parties. »
Le 1er septembre 1998, la FATABQ annonce qu'elle prévoit finalement louer un espace de 6 000 pieds carrés au 4e étage de la Chapelle du Bon-Pasteur situé au 100 la rue Sherbrooke Est à Montréal, mettant ainsi fin au projet d’occupation du Château Dufresne.

### 1999 à 2014: musée du Château Dufresne

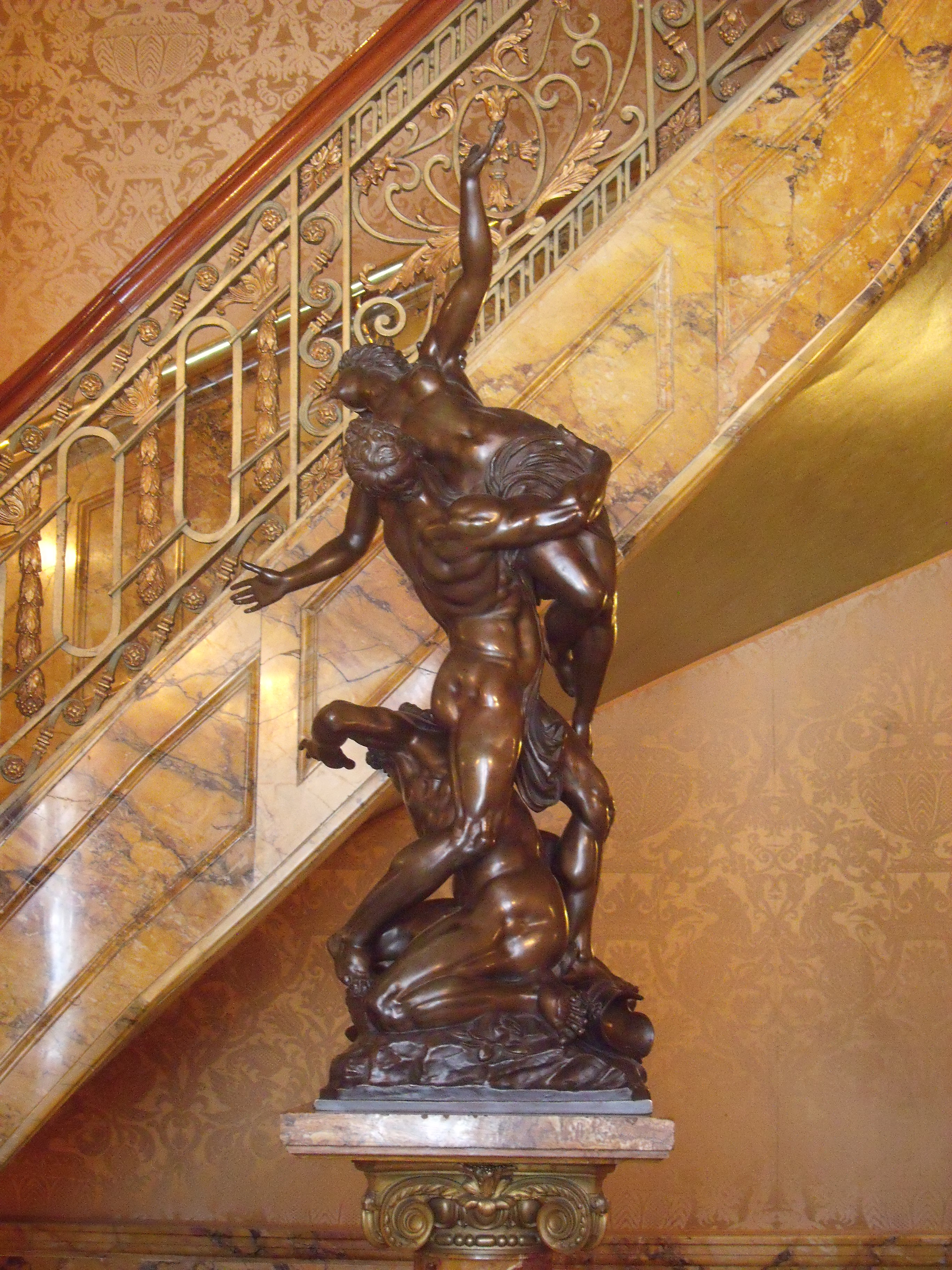
Reproduction de L’enlèvement des Sabines par Jean de Bologne

Le 22 avril 1999, la Société du Château Dufresne Inc. signe un bail avec la Ville de Montréal. Avec l’Atelier d’histoire d’Hochelaga-Maisonneuve et la Maison de la culture, la société emménage alors dans le château et crée le musée. Le Château Dufresne ouvre officiellement au public pour la saison estivale le 23 juin 1999 en compagnie notamment de la ministre d’État aux Affaires municipales et à la Métropole, Louise Harel, et du maire de Montréal, Pierre Bourque,. En 2000 et 2001, le musée rouvre les portes du Château pour la saison estivale.
De 2002 à 2005, la Ville de Montréal entreprend conjointement avec le ministère de la Culture et des Communications un programme de restaurations au coût d'un million de dollars,. Ce programme est dirigé par l'architecte Jean Laberge du Service des immeubles de la Ville de Montréal. Les restaurations ont porté sur le bâtiment, mais également sur les œuvres d’art logées dans le musée. En juillet 2003, on découvre à l’occasion de ces restaurations une peinture sur toile exécutée par Guido Nincheri dans le dôme de trois mètres de diamètre du hall d’entrée de la résidence de Marius. Une « véritable surprise » pour les restaurateurs alors qu'ils croyaient plutôt retrouver, sous trois couches de repeints, une jeune femme vêtue à l'antique se regardant dans un miroir tout en se balançant par Alfred Faniel,.
En 2006, la Société du Château Dufresne Inc. et l’Atelier d’histoire d’Hochelaga-Maisonneuve obtiennent un financement du gouvernement provincial pour réaliser une étude de potentiel de la création d'un nouveau complexe muséal réunissant le Château Dufresne et le studio Nincheri. Le projet prévoit d'une part l'achat du studio de l'artiste Guido Nincheri et sa restauration et, d'autre part, la mise aux normes du Château qui « n'offre pas les conditions acceptables pour accueillir toutes les expositions » ainsi que l'agrandissement des espaces d'exposition en aménageant une salle supplémentaire dans les anciens garages souterrains. On estime alors que le projet nécessite un investissement de quatre millions de dollars.
Le 17 juin 2007, le musée ferme le Château au public pour la saison estivale afin de procéder à des travaux ainsi qu'au renouvellement de la collection présentée.

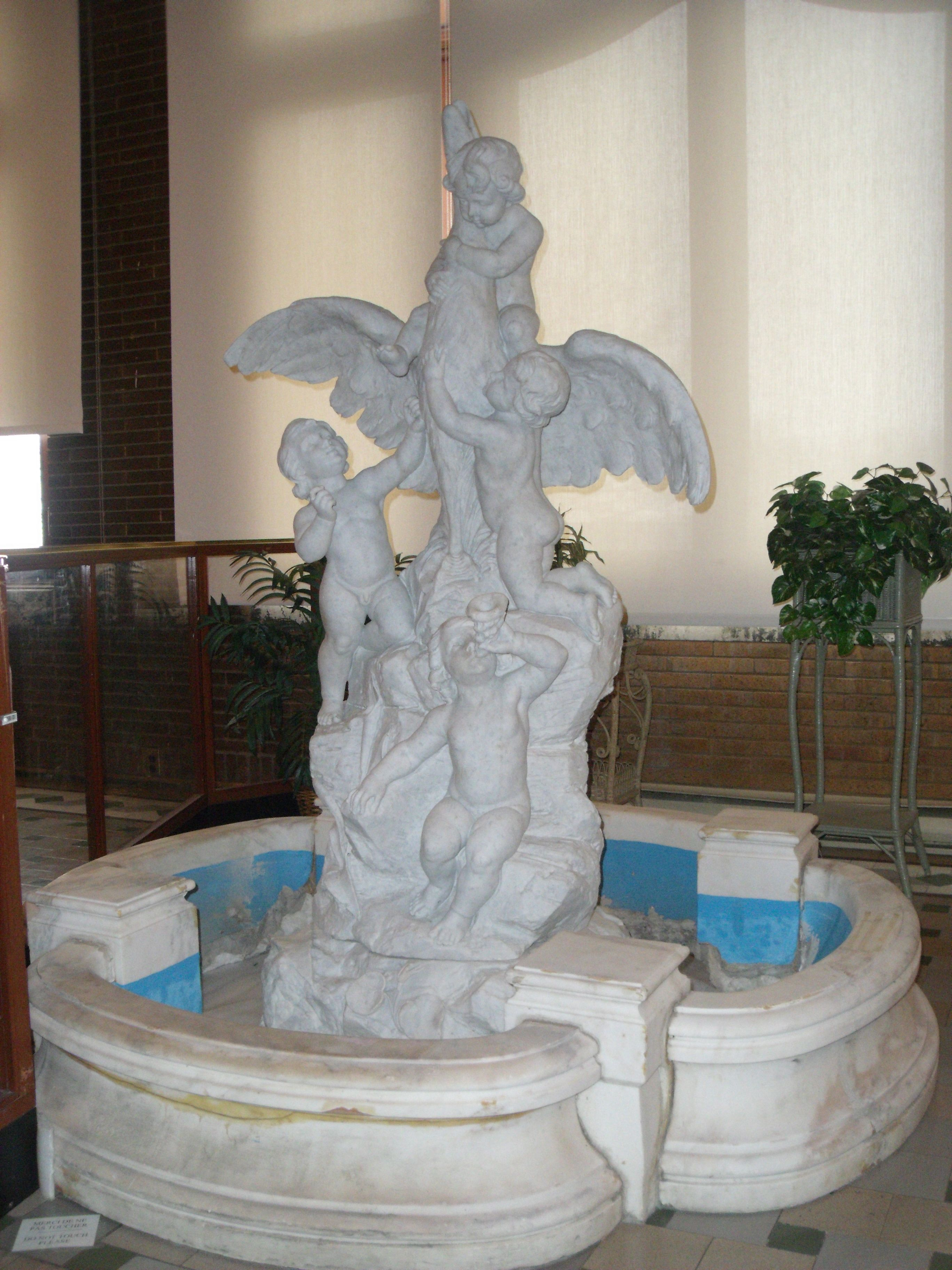
Fontaine de la véranda d'Oscar

Entre 2008 et 2009, la Ville de Montréal entreprend la restauration des portes et fenêtres extérieures du château au coût d'un million neuf cent mille dollars,.
Le 13 août 2009, le musée annonce que « le montage pour l'acquisition est pratiquement complété » et que l'achat du studio « sera officialisé dans les prochaines semaines » puisqu'une entente est intervenue entre le musée et la succession de la famille Nincheri. Le musée est alors à la recherche de financement pour la mise aux normes et la restauration du Château et du studio, travaux toujours évalués à quatre millions de dollars.
Le 13 octobre 2010, le musée rend hommage à David et Liliane Stewart pour la restauration du château exécutée entre 1976 et 1979, notamment en présence de Laurent Blanchard.
Le 22 août 2012, la fontaine originale de la véranda d'Oscar est de retour au Château Dufresne. Elle est installée dans la véranda de Marius, rejoignant la collection Sauriol-Dufresne.
Le 30 décembre 2013, la Société du Château Dufresne Inc. se porte acquéreur du studio Nincheri situé au 1832 du boulevard Pie-IX à Montréal.

### 2014 à 2020: musée Dufresne-Nincheri
Le 5 août 2014, la direction du musée du Château Dufresne annonce le changement de nom du musée qui devient le « musée Dufresne-Nincheri » afin de mieux refléter la nouvelle vocation du musée à la suite de l'acquisition du studio et de la collection de Guido Nincheri qui s'y trouve,.
Le 31 octobre 2014, le journal Constructo publie un appel de services pour des « travaux de réfection au Château Dufresne ». Le projet comprend notamment « la restauration de la maçonnerie, des fondations, de la terrasse et des fenêtres, l’étanchéisation des fondations du bâtiment et des garages, la modification du système de ventilation et de climatisation ainsi que la correction des pentes du terrain à l’arrière ». Prévus pour être effectués d'août à octobre 2015, ces travaux estimés à trois millions de dollars sont finalement reportés.
Le 9 décembre 2014, le musée inaugure officiellement le nouveau complexe muséal composé du Château Dufresne et du studio Nincheri. L'inauguration se fait notamment en présence de Laurent Blanchard, ancien maire de Montréal, Manon Gauthier, membre du comité exécutif de la Ville de Montréal, Réal Ménard, maire de l'arrondissement Mercier–Hochelaga-Maisonneuve, Marc Poirier, président du conseil d'administration du musée Dufresne-Nincheri, du comte Alexandre de Bothuri et son épouse Élaine Bédard ainsi que de membres des familles Dufresne et Nincheri. À cette occasion, on présente la nouvelle exposition permanente du musée. Cette exposition permet d'apprécier notamment l'une des peintures sur toile de soie d'Alfred Faniel dans le petit salon de Marius de même que les deux toiles autrefois manquantes de Nincheri dans le petit salon d'Oscar,.
Le 25 octobre 2017, le quotidien Le Devoir révèle qu'un groupe de chercheurs et de citoyens réunis sous le nom de Comité de sauvegarde du musée Dufresne-Nincheri a publié une lettre dénonçant des problèmes d'infiltration d'eau, d'humidité et de moisissures dans les sous-sols du Château Dufresne. Ce comité se plaint notamment que les travaux prévus de réfections des sous-sols aient été reportés par le passé. Le 26 octobre 2017, la Ville confirme les problèmes d'infiltrations au Château Dufresne et annonce que « des travaux d’urgence seront réalisés au début de 2018, travaux [qui] font partie d’un plan d’intervention majeur en maintien d’actifs, dont la phase 1 se déroulera en 2018. »

### 2020 à nos jours: Château Dufresne, musée et lieu historique patrimonial
Le 10 novembre 2020, le musée modifie à nouveau son nom officiel pour Château Dufresne, musée et lieu historique patrimonial. À cette occasion, il actualise également sa mission, ses objectifs et sa vision d'entreprise.

## Château
Le domaine du Château Dufresne est d’une superficie d’environ 7 134 m2. Il est constitué du château lui-même entouré de jardins et d’un stationnement à l’arrière. Le domaine, clôturé par une grille en fonte forgée et par un mur à l’arrière, est délimité par la rue Sherbrooke au nord, l'avenue Jeanne-d'Arc à l'ouest, le boulevard Pie-IX à l'est et par une ruelle au sud.
Quant au château, il se compose de deux maisons jumelées unifiées dans un corps de logis rectangulaire à trois niveaux coiffé d’un toit plat dissimulé par une balustrade. Trois annexes entourent le corps central : une annexe arrière s’élevant sur deux niveaux abritant la véranda et deux annexes latérales au rez-de-chaussée qui abritent les grands salons. L’inclinaison du terrain, en légère pente, permet de dégager un étage et crée le rez-de-jardin. Sa construction fait appel à une technique peu utilisée pour une résidence privée à l’époque, soit l’utilisation de béton armé. La maison s’appuie sur vingt piliers massifs en béton armé et compte une structure aussi en béton armé.
L'origine du nom « Château Dufresne », attribué à l'édifice, est imprécise. Dans une lettre écrite par l'ex-échevin de la Ville de Maisonneuve J. E. Vigeant, datée du 20 juillet 1921, l'édifice est qualifié de « château ». Les habitants de l’ancienne ville de Maisonneuve qualifiaient également les résidences jumelées de « château ». Pourtant, aucun membre de la famille Dufresne ne lui aurait prêté ce surnom. Dans un article du journal Le Devoir paru le 30 mars 1944, on identifie clairement les résidences jumelées par le nom « château Dufresne »,. Du côté de la presse anglophone de Montréal, il faut attendre jusqu'au 9 octobre 1948 pour qu'on lui prête ce surnom. Ce n'est que le 5 septembre 1957, dans un article paru dans La Presse qu'on aperçoit l'utilisation du nom « Château Dufresne »,. Cette utilisation est confirmée dans l'acte d'échange entre la Ville de Montréal et le collège Sainte-Croix dans lequel on identifie l'édifice par « Château Dufresne ».
Cet édifice fait l’objet de quelques mesures de protection. Le 20 décembre 1976, le château fut classé immeuble patrimonial par le ministère de la Culture et des Communications du Québec. Le 10 décembre 2004, le bâtiment fut déclaré « immeuble de valeur patrimoniale exceptionnelle » par la Ville de Montréal.

### Extérieur
Le château témoigne du style Beaux-Arts, style dominant et à la mode à l’époque de sa construction. Il se traduit par la symétrie du bâtiment et par la présence d’ornements classiques. La principale pierre utilisée est en calcaire d’Indiana, à l'exception du revêtement au niveau du rez-de-jardin qui est en pierre calcaire grise de Montréal.

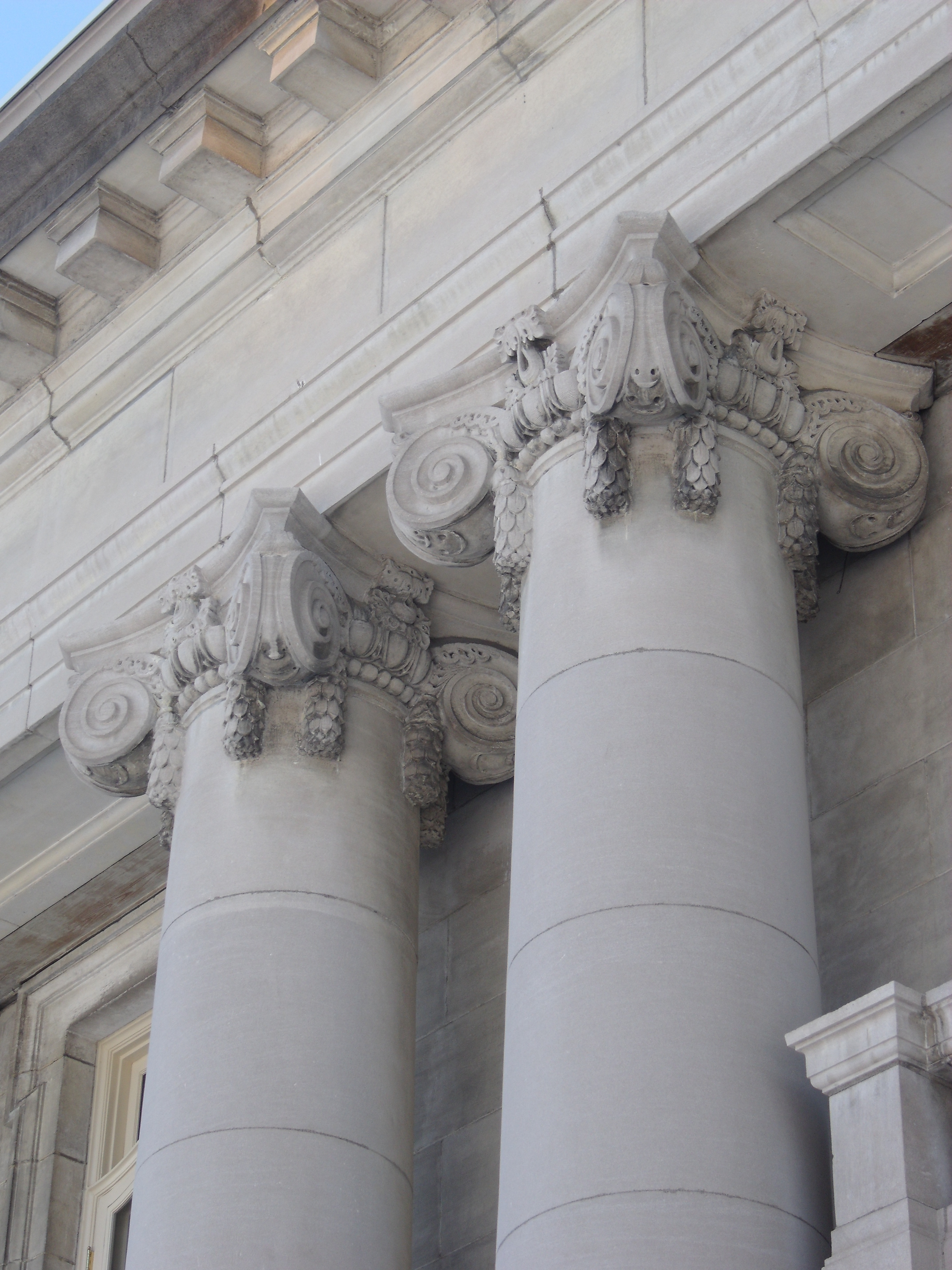
Détails des colonnes d'ordre ionique

La façade avant ou nord est celle où se trouvent les entrées principales des résidences. S’élevant sur deux étages, elle présente deux avant-corps qui encadrent une partie centrale ornée de 4 paires de colonnes à chapiteau ionique. Chaque paire de colonnes, qui s’élève également sur deux étages, est disposée de façon que deux colonnes encadrent une paire verticale d’ouvertures (fenêtres, portes). Les chapiteaux d’ordre ionique des colonnes sont couronnés d’un abaque mouluré supporté par quatre petits enroulements et présentant en son centre une feuille d’acanthe. Leurs échines sont agrémentées d’oves et dards, de perles et pirouettes. Les volutes sont ornées de huit chutes de feuilles,.
Le rez-de-chaussée de la façade nord présente en premier lieu une terrasse entourée d’une balustrade avec quatre escaliers (deux avants et deux latéraux) à quatre marches. Cette terrasse était à l'origine divisée en deux par une balustrade au centre. La balustrade qui longeait autrefois l’allée à l'opposé de la terrasse fut détruite entre 1964 et 1965 lors de l'installation du musée d'art contemporain de Montréal au château,. En second lieu, on remarque les deux portes d’entrée cintrées à double vantail avec une grille en fer forgé ornée notamment de guirlandes de fleurs dorées. Les fenêtres du corps central et les portes-fenêtres des ailes latérales cintrées sont dites en « chapeau de gendarme », c’est-à-dire d’une forme « ovale allongée flanquée de deux formes triangulaires qui rappelle l’ancien bicorne du gendarme français ». Ce motif se retrouve sur d’autres fenêtres, portes et portes-fenêtres du château. À l’étage, quatre portes-fenêtres rectangulaires donnent sur quatre petits balcons à balustrade entre les avant-corps. Ces balcons sont supportés par des consoles ornées d’une feuille d’acanthe. Aux avant-corps, deux fenêtres rectangulaires de même style trouvent lieu. À l'attique, les colonnes à chapiteau ionique supportent une architrave surmontée d’une frise dominée par une corniche à modillons. Une balustrade en pierre dissimule à l’attique le toit en terrasse, rythmée par deux cheminées latérales et une au centre à l’arrière.

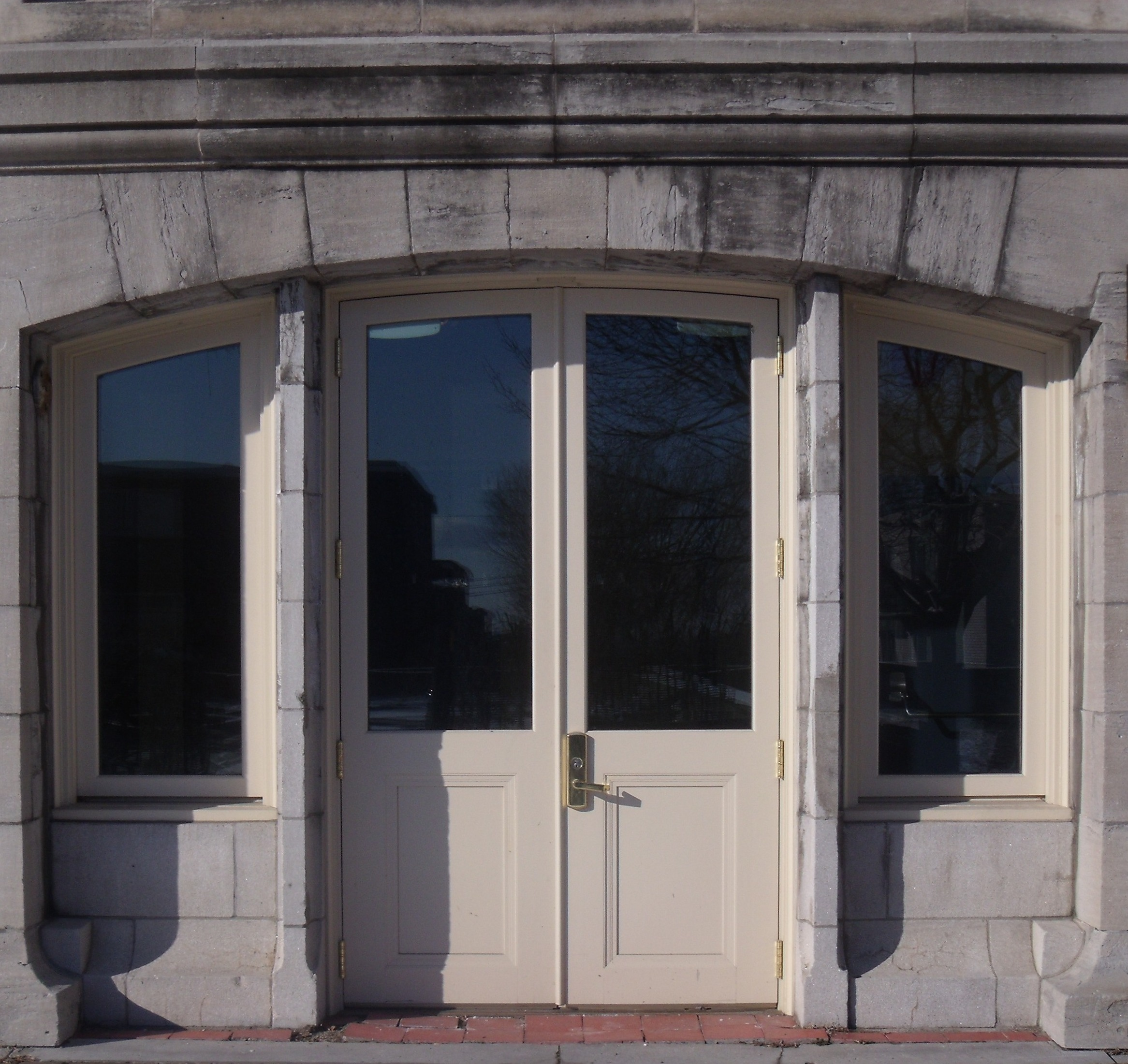
Baie à arc surbaissé à fausse clé de voute

La façade arrière ou sud s’élève sur trois étages. Elle est particulièrement caractérisée par l’annexe qui s’élève du rez-de-jardin au rez-de-chaussée et qui abrite la véranda. Au rez-de-jardin, la façade arrière de l’annexe est rythmée de six baies à arc surbaissé à fausse clé de voute en pierre taillée. Trois de ces baies présentent une porte à double battant encadrée de deux fenêtres séparées par des meneaux en pierre alors que les trois autres présentent plutôt des fenêtres à double vantail. Au rez-de-chaussée, six baies vitrées rectangulaires s’alignent aux baies du rez-de-jardin. Elles illuminent les vérandas. Au-dessus des fenêtres à double vantail se trouve le motif en « chapeau de gendarme ». Au-dessus de ces baies vitrées se trouve un entablement surmonté d’une frise dominée par une corniche toscane. À l'étage, six fenêtres à double vantail rectangulaires rythment l’étage de la façade sud. Elles s’alignent verticalement aux baies vitrées de l’annexe.

### Intérieur
L’intérieur des résidences jumelées reflète les goûts en vogue en Amérique du Nord à cette époque, soit l’utilisation de plusieurs styles empruntés au passé afin de démontrer sa richesse et son pouvoir. Le Château Dufresne emprunte notamment les styles Louis XIV (plus précisément, le « style Bérain » dans le petit salon d'Oscar), Louis XV, Louis XVI, néo-Renaissance, néo-gothique ainsi que le style néo-mauresque. L'intérieur reflète également des styles contemporains de l'époque tels que le style art nouveau[réf. nécessaire].
Chaque résidence est une disposition en miroir des pièces se trouvant dans l’autre. Les pièces intérieures sont décorées et situées suivant « un principe des Beaux-arts voulant que chaque pièce soit dans un style symbolisant sa fonction et sa place dans la hiérarchie ». De cette façon, le quartier des domestiques se trouve au rez-de-jardin, les grands appartements de réception ou de vie commune sont au rez-de-chaussée et les appartements privés à l’étage. La décoration des pièces suit aussi ce principe : par exemple, dans la résidence d’Oscar, on remarque des guirlandes de fruits dans la salle à manger et des livres peints dans la bibliothèque.
Guido Nincheri exécute les décors du château de 1920 à 1938, plus particulièrement ceux de la maison d'Oscar. Il s’inspire de la mythologie grecque pour la composition de ses œuvres, seul sujet lui permettant de peindre des nus. Il utilise également certains détails stylistiques ou iconographiques propres aux années trente. Pour les vitraux des portes, Guido Nincheri choisit de représenter dans les médaillons des actrices de l'époque. Plusieurs éléments du château (manteaux de cheminées, frises, moulures, colonnes, etc.) sont préfabriqués et ont fait l’objet d’une commande par catalogue auprès d’entreprises canadiennes et américaines, notamment auprès des compagnies Jacobson & Company (New-York), The Decorators Supply & Co. (Chicago) et Tognarelli & Voigt Co. (Philadelphie).

#### Maison Oscar-Dufresne

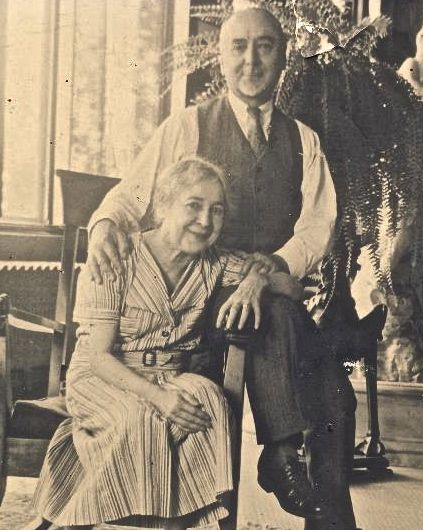
Oscar Dufresne et Alexandrine Pelletier dans la véranda

La maison Oscar-Dufresne est la demeure que l’homme d’affaires et conseiller municipal Oscar Dufresne habitait avec son épouse, Alexandrine Pelletier, et leur fille Laurette, de 1919 à 1936. Cette demeure est l’une des résidences jumelées du Château Dufresne, située à l’est. Elle a été particulièrement décorée par l’artiste florentin Guido Nincheri de 1920 à 1938. Cette partie du Château Dufresne est en 2014 presque vide de mobilier. Elle expose néanmoins les œuvres peintes de Nincheri, quelques tableaux et sculptures et sert de lieu de réception depuis 1999.

##### Sous-sol
Le sous-sol (parfois surnommé « 2e sous-sol ») était à l'origine composé d'une cave à charbon, d'une salle des fournaises ainsi que d'un long couloir pour accéder aux trois garages. Ce couloir était commun aux deux résidences du château. Un escalier de service situé dans l'annexe sud au rez-de-jardin permettait d'accéder au sous-sol. Cet escalier se trouvait à l'origine dans une pièce rattachée au quartier des domestiques et qui était séparée par un mur de la galerie du rez-de-jardin. L'escalier fut bouché avant 1970. Les garages pouvaient accueillir jusqu'à cinq automobiles et étaient munis de deux toilettes,.
Le sous-sol est l'endroit qui a subi le plus de transformations depuis la construction du château. En 1949, les Pères de Sainte-Croix ont installé dans la cave à charbon d'Oscar des toilettes pour les étudiants. Vers 1988, le musée des arts décoratifs a percé une entrée vers la pièce située sous la salle de billard que les Pères de Sainte-Croix ont fait construire en 1954,.

##### Rez-de-jardin

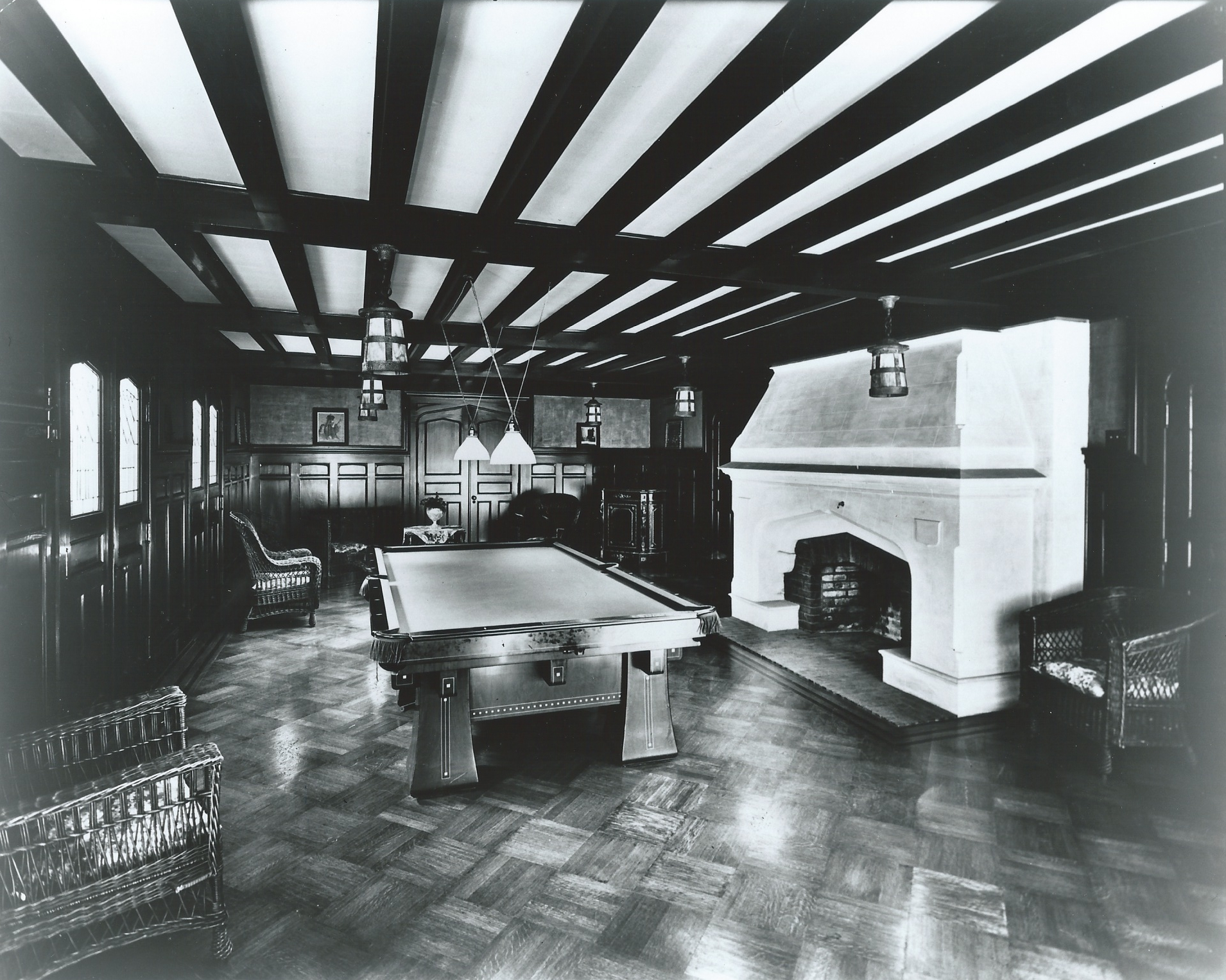
Salle de billard

On accède au rez-de-jardin (parfois surnommé « sous-sol ») depuis l’annexe arrière ou par le grand escalier central depuis le rez-de-chaussée. L’escalier mène au niveau inférieur de la cage d’escalier et donne accès au couloir qui mène notamment à la salle de billard à l’est. Les murs de la cage d’escalier et du couloir sont saturés de lambris de bois en acajou alors que les plafonds sont ornés de moulures également en acajou. Le rez-de-jardin se composait à l'origine notamment de la cage d'escalier, d'une salle de billard et du quartier des domestiques,,.
La salle de billard, située sous le grand salon du rez-de-chaussée, tient son nom du billard à six trous qui se trouvait au centre de la pièce, éclairé par deux lampes de billard suspendues. Le reste de la pièce était éclairé par six lanternes électriques également suspendues et elle contenait entre autres des meubles de rotin. Les murs sont recouverts de lambris en acajou surmontés de tentures alors que le plafond est à poutres apparentes (plafond à la française) de bois de même couleur que des lambris. Le manteau de la cheminée monumentale est composé de pierres des champs. La pièce est entourée de sept portes à double battant disposées symétriquement dans la pièce. Les portes du mur à l'est étaient autrefois ornées de vitraux de Nincheri. Quatre de ces portes donnent accès à des espaces de rangement, deux donnent accès soit au couloir menant à l'escalier principal, soit à l'annexe au sud par un couloir et l'une donnait autrefois accès à des toilettes.

##### Rez-de-chaussée

###### Vestibule et hall

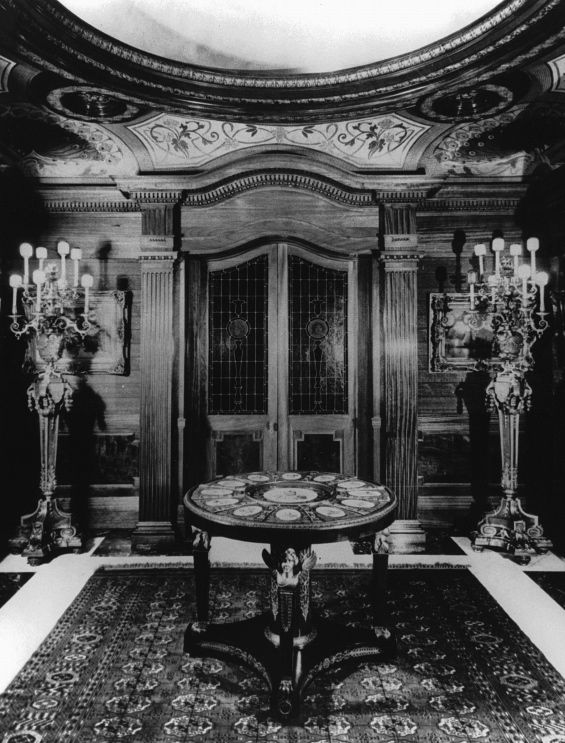
Hall

Le vestibule est une petite pièce que l’on traverse depuis l’entrée principale menant au hall. Elle présente le même décor que le hall lui-même. Depuis le vestibule, le hall de la résidence d’Oscar communique directement à l'escalier principal et il permet d'accéder aux salons, à la bibliothèque ainsi qu'à la salle à manger par un couloir. On y trouve également deux vestiaires, une pièce pour les toilettes et un ascenseur permettant d'accéder à l'étage.

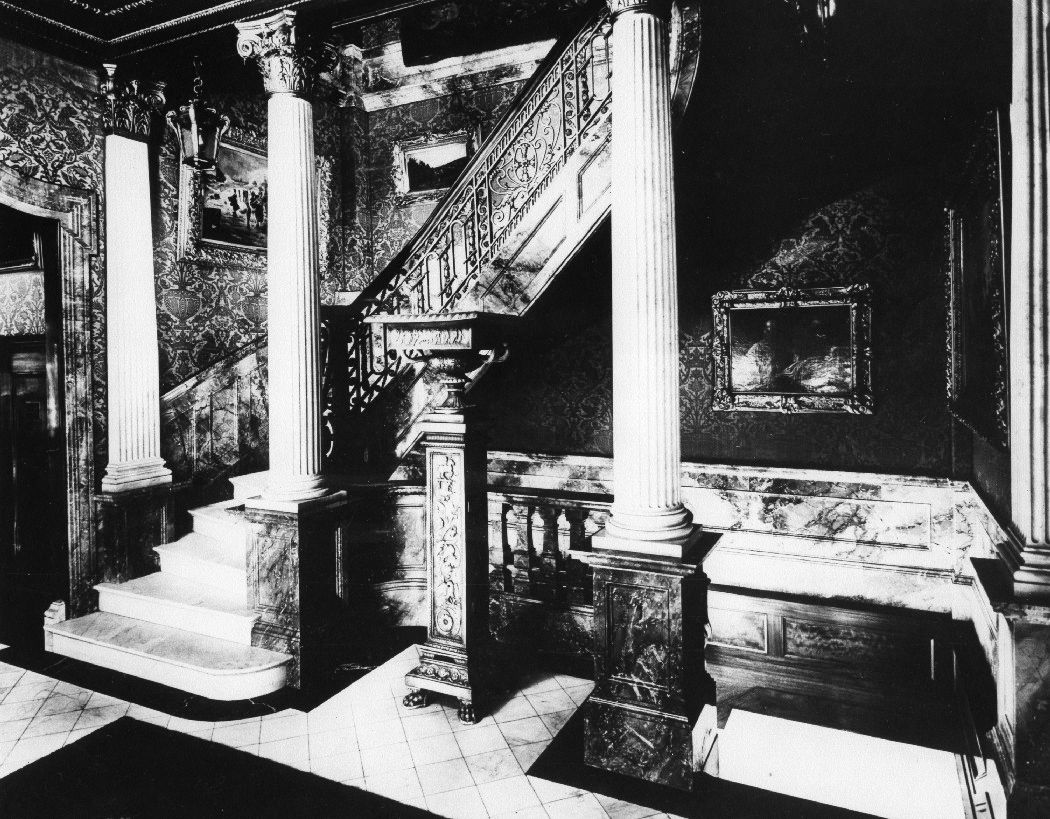
Hall d'entrée

Le hall de la résidence d’Oscar présente un plancher de carreaux de marbre blanc disposés en diagonale dont l’ensemble est entouré d’une bordure de carreaux de marbre noir.
Les murs sont ornés en premier lieu de lambris de marbre dit de « brocatelle » de couleur ocre importé d’Italie et en second lieu de la reproduction façon XXe siècle d’une tenture de damas doré présentant des motifs blancs de la renaissance italienne,. Quatre parastades ou pilastres de marbre blanc à chapiteau composite doré supportent le plafond à caissons. Une balustrade de même marbre que des lambris délimite l’espace entre le hall et la cage d’escalier. À chaque extrémité se trouve une colonne de marbre blanc à chapiteau corinthien doré composé d'un matériau composite. Entre ces colonnes se trouve sur un piédestal prenant la forme d’une colonne à chapiteau ionique, une reproduction de l’Enlèvement des Sabines par Jean de Bologne, une sculpture italienne du XVIe siècle. Cette reproduction remplace l’urne de plâtre et le piédestal d’origine.
Le plafond à caissons de forme carrée est en acajou teint et présente une rosette à chaque croisée de poutre. Chaque caisson est décoré d’une rosette dorée en stuc au centre et est délimité par des ornements d’oves, de dards et de petites rosettes,. Les luminaires du hall ont disparu entre 1968 et 1976. Ces derniers étaient toujours présents en 1962,,.
L'escalier en marbre blanc, dans le style d'un escalier de la fin XVIIIe siècle, présente les mêmes lambris de marbre ocre que le hall. Il est doté d’une rampe en bronze ciselé et doré, de style néo-classique, et la main courante est en chêne teintée façon acajou.
Les couloirs menant au grand salon ou à la salle à manger présentent un décor similaire.

###### Petit salon

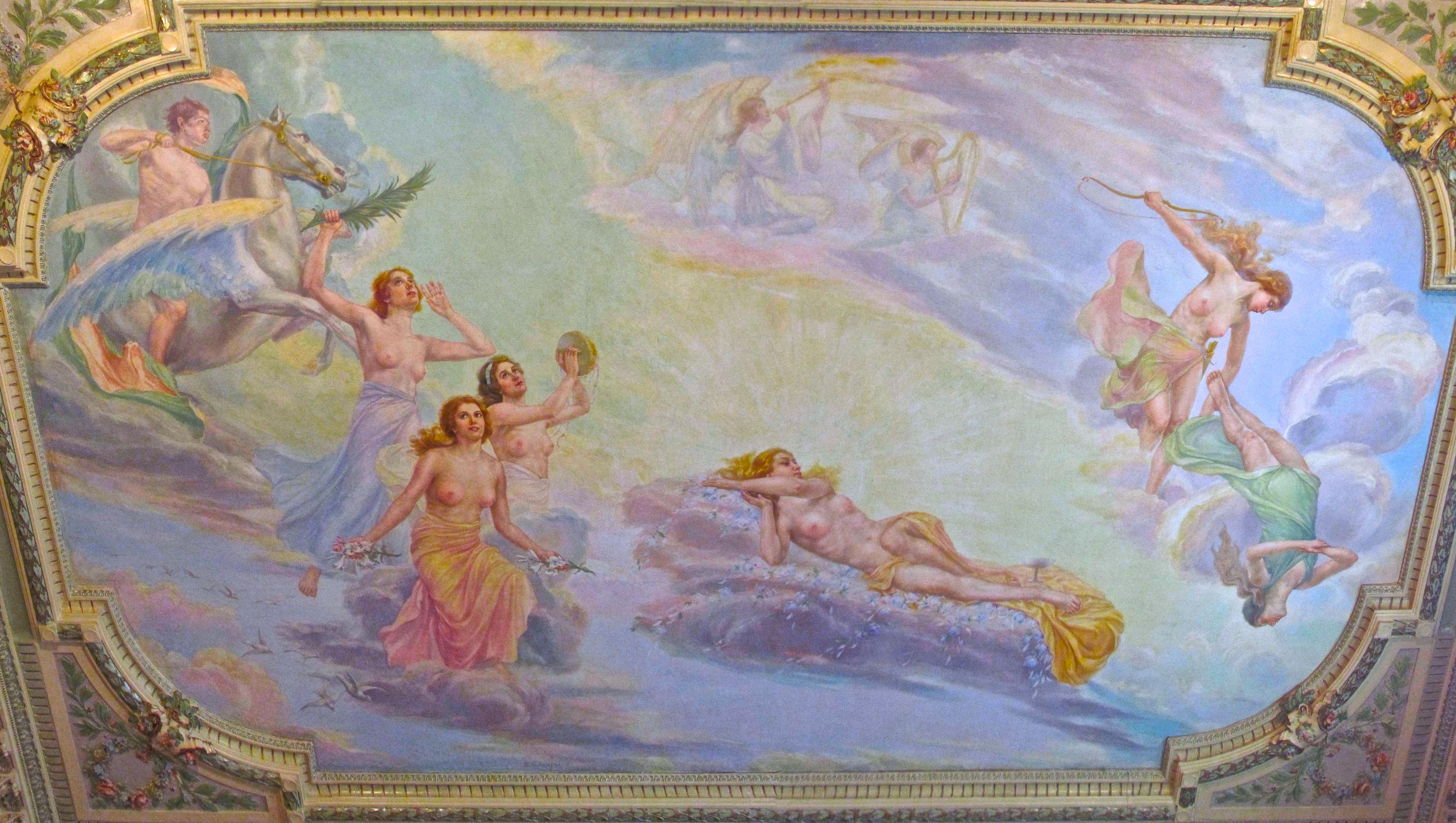
Psyché menée vers l'Olympe par Guido Nincheri

Le petit salon (ou simplement « salon », selon les plans originaux) servait autrefois principalement à Alexandrine Pelletier, épouse d’Oscar. Il s’agit de l’endroit où avaient lieu le thé et les rencontres intimes. Cette salle présente un décor dont l’ornementation s’inspire principalement des styles Louis XIV (plus précisément, le « style Bérain »), Louis XV et Louis XVI.

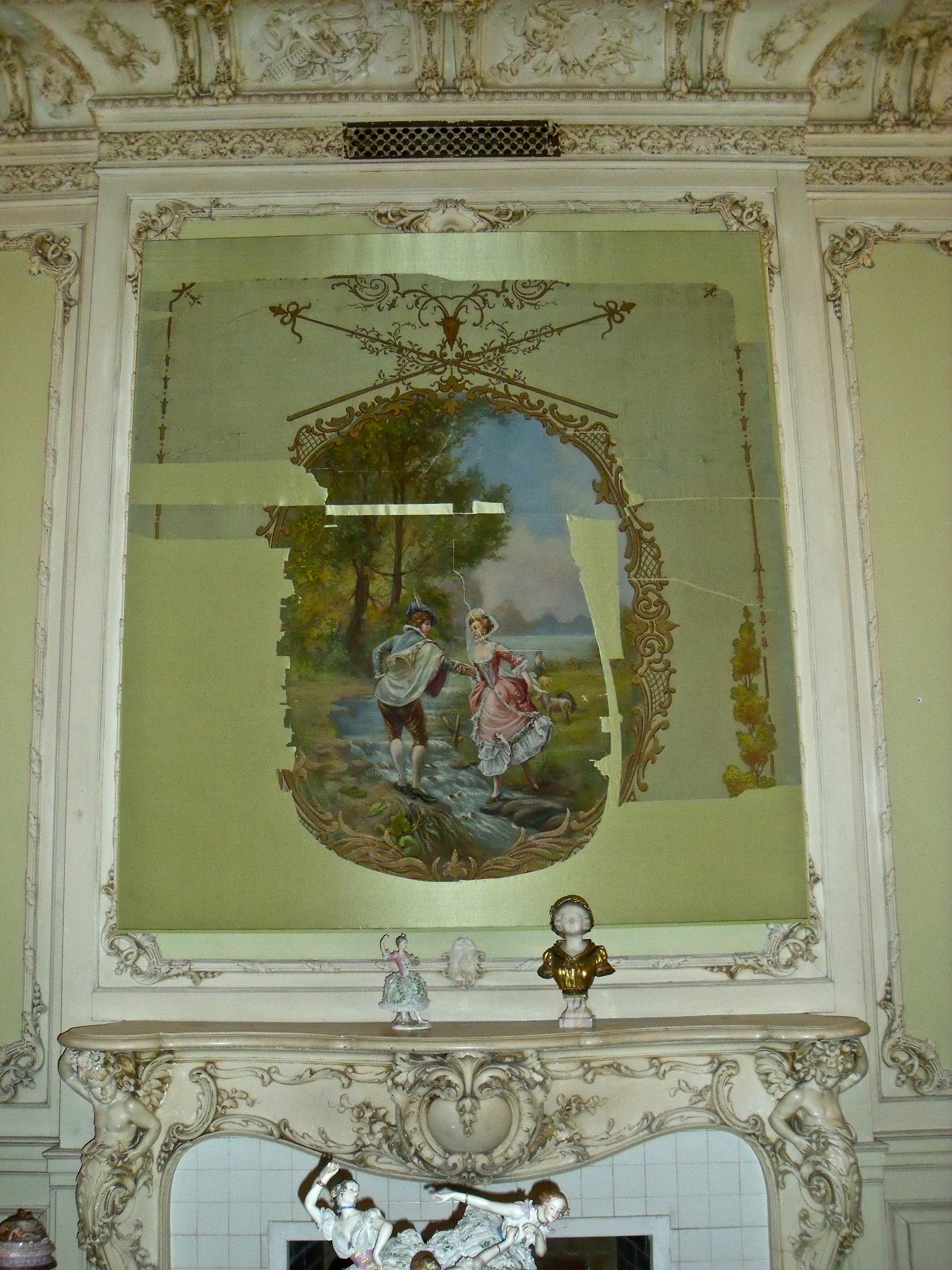
Peinture d'Alfred Faniel sur toile de soie, réinstallée en novembre 2014

On accède au petit salon par une porte à double battant ornée de vitraux exécutés par Guido Nincheri. Ces portes étaient à l'origine possiblement installées dans la bibliothèque de Marius. Lors des restaurations exécutées entre 1976 et 1979, on a déplacé ces portes dans le petit salon de la résidence d'Oscar afin de donner une unité à cette pièce.
Sur les treize panneaux muraux de formes irrégulières ainsi que sur le plafond, Guido Nincheri choisit d'illustrer l’allégorie du temps qui fuit représentée par la succession des saisons et met en scène Psyché, le pendant féminin d’Orphée,,,. Deux peintures se démarquent dans la pièce : l’une se trouve à l’opposé de la porte à double battant alors que l’autre prend place au-dessus de la cheminée. La première représente la rencontre des amants Psyché et Cupidon tandis que la seconde illustre leurs retrouvailles au terme de leurs épreuves. En 1948, l’artiste les avait repris lors de la vente du château aux Pères de Sainte-Croix afin d’éviter leur destruction. Il les avait alors décollées puis apposées sur un cadre en bois pour les installer dans son salon du 1832, boulevard Pie-IX à Montréal. Ces peintures ont repris leur place d'origine en mai 2014.
La peinture sur toile marouflée au plafond illustre l’enlèvement et les épousailles de Psyché. Psyché, couchée sur un nuage semé de roses avec, à ses pieds, une coupe contenant le breuvage des dieux, est amenée vers l’Olympe au lever du jour. À sa gauche se trouvent trois femmes qui représentent les Grâces. La première tient dans ses mains des roses, attribuées à l’amour, et des lys, dédiés au mariage. La seconde joue du tambourin, symbole de la danse, alors que la dernière détient une palme, emblème de l’immortalité. Ces Grâces sont accompagnées de colombes blanches, libérées de l’attelage du char de Vénus. En haut à gauche du registre, le cheval ailé Pégase est monté par Mercure qui, dans le récit d’Apulée, est chargé d’amener Psyché dans la demeure des dieux. Au-dessus de Psyché, on aperçoit deux figures ailées jouant l’une d’une harpe et l’autre d’une trompette. À droite est représentée la chute de la Nuit chassée par Aurore ou par Diane, comme le suggère l’arc détenu par la déesse.
Les décors de  Nincheri sont dominés par des teintes pastel et des motifs à l’italienne, dont des ornements de style grotesque. L’artiste décide d’inclure aussi des thèmes contemporains dans son œuvre : on peut discerner par exemple des fils électriques sur l’un des panneaux. Le plafond est séparé des panneaux muraux par une succession de moulures, notamment une moulure de rinceaux colorés, une moulure d’oves et dards et une fausse corniche corinthienne rythmée de rosettes et de consoles décorées d’une feuille d’acanthe. La moulure entourant les œuvres peintes des panneaux muraux est constituée d’oves et dards. Les appliques murales d'origine, pillées entre 1968 et 1976, étaient des reproductions en bronze doré d'après un modèle créé par Pierre-Philippe Thomire qui se trouve dans le salon de compagnie du château du Petit Trianon[réf. nécessaire].

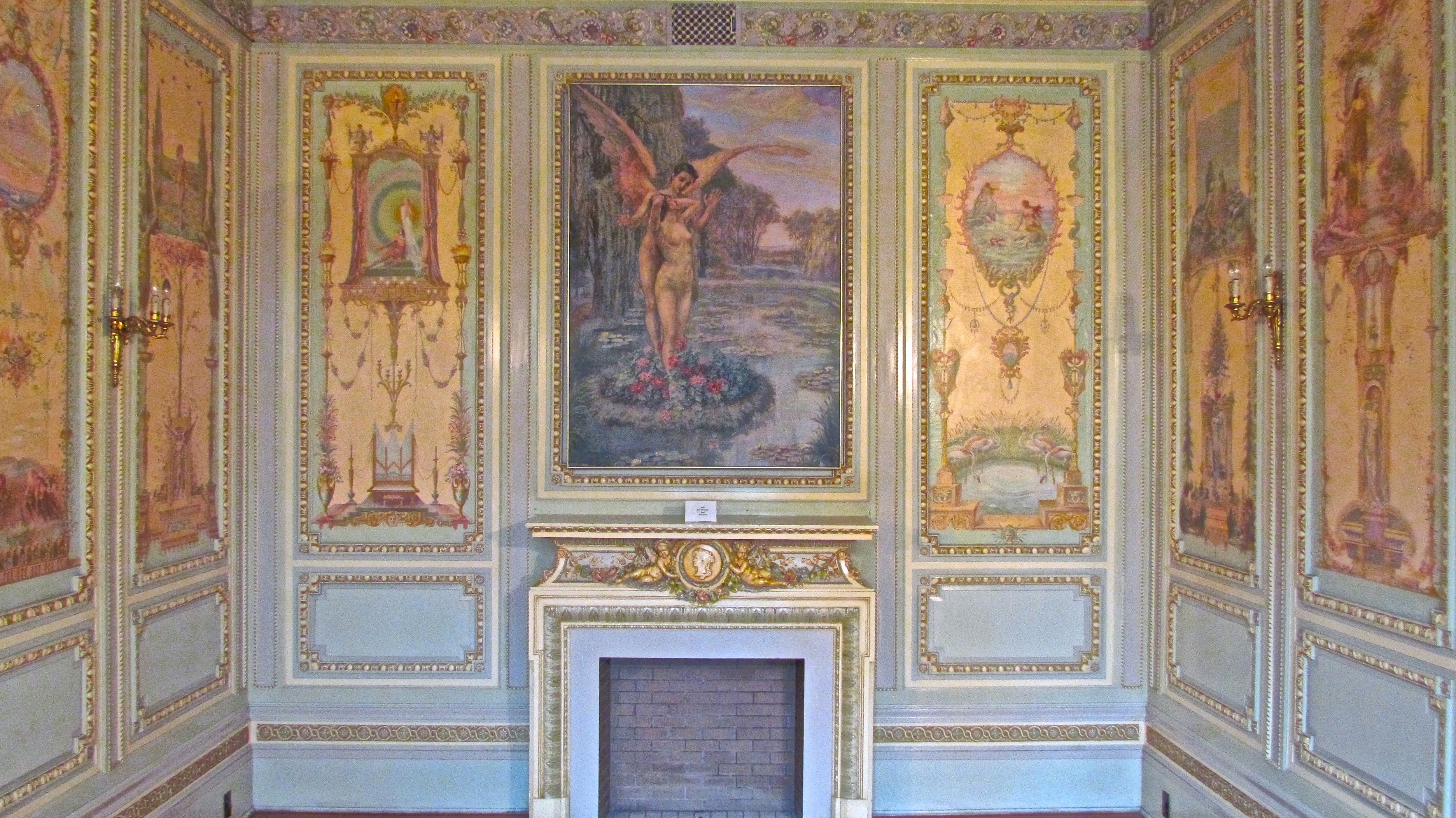
Mur sud
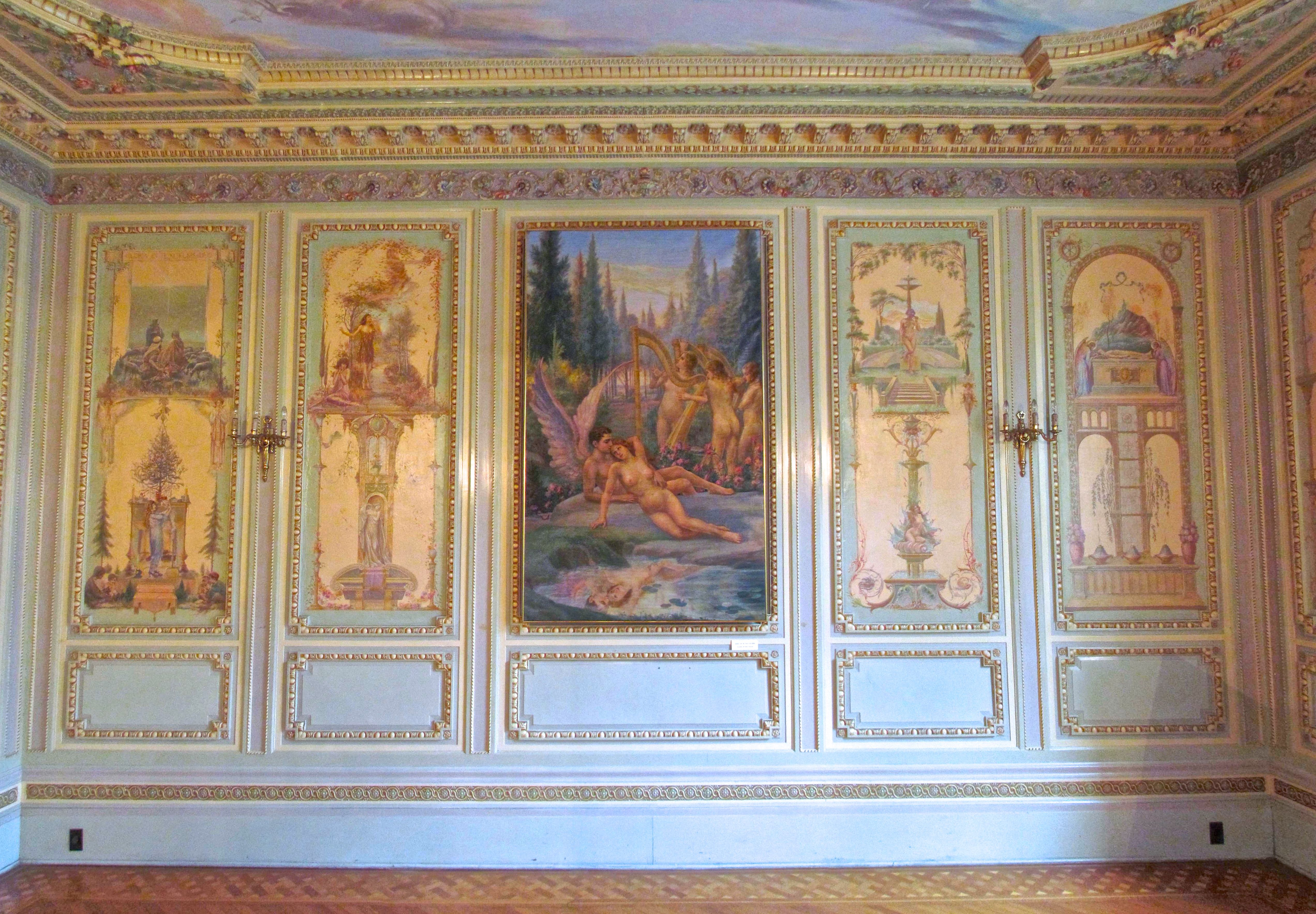
Mur ouest
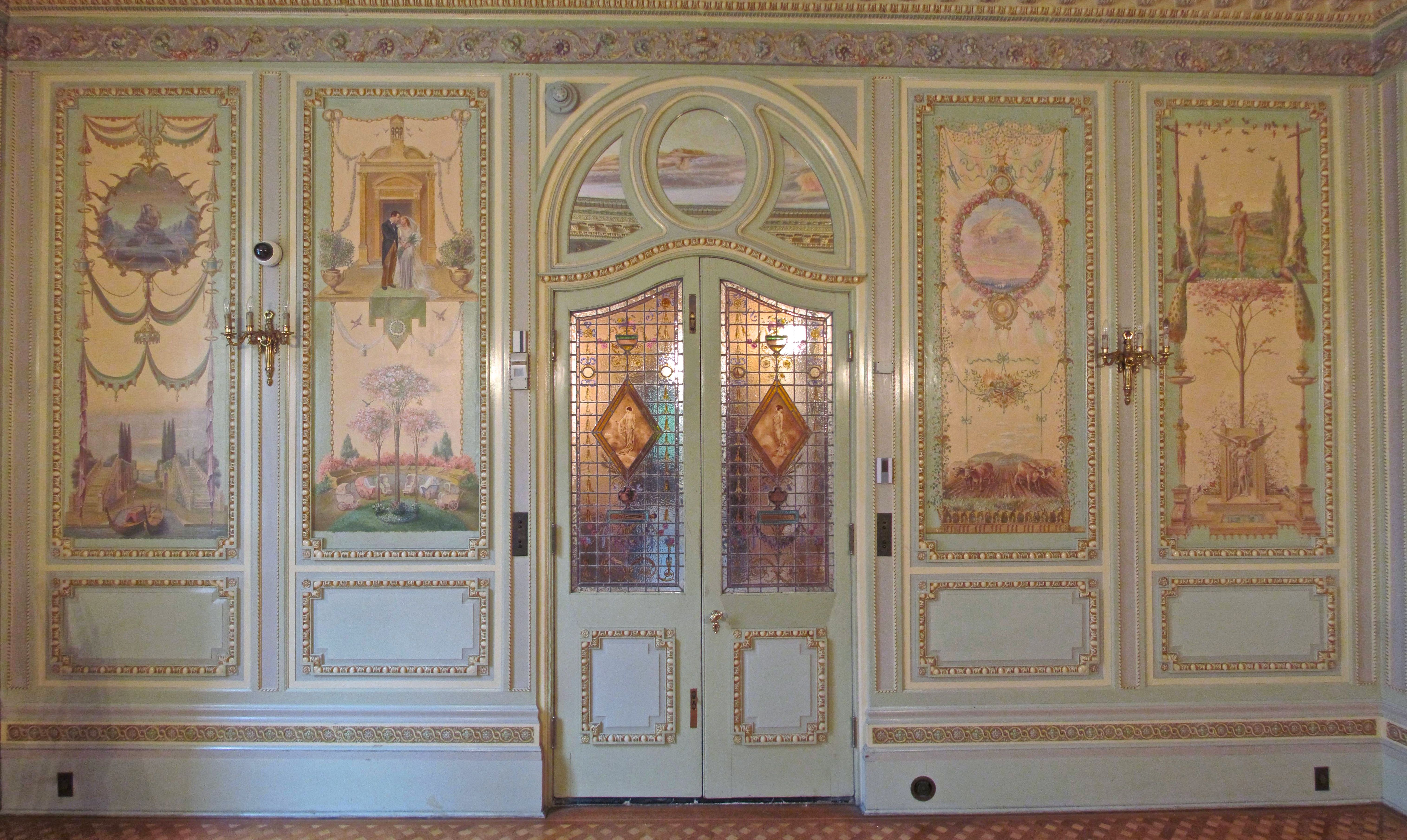
Mur est
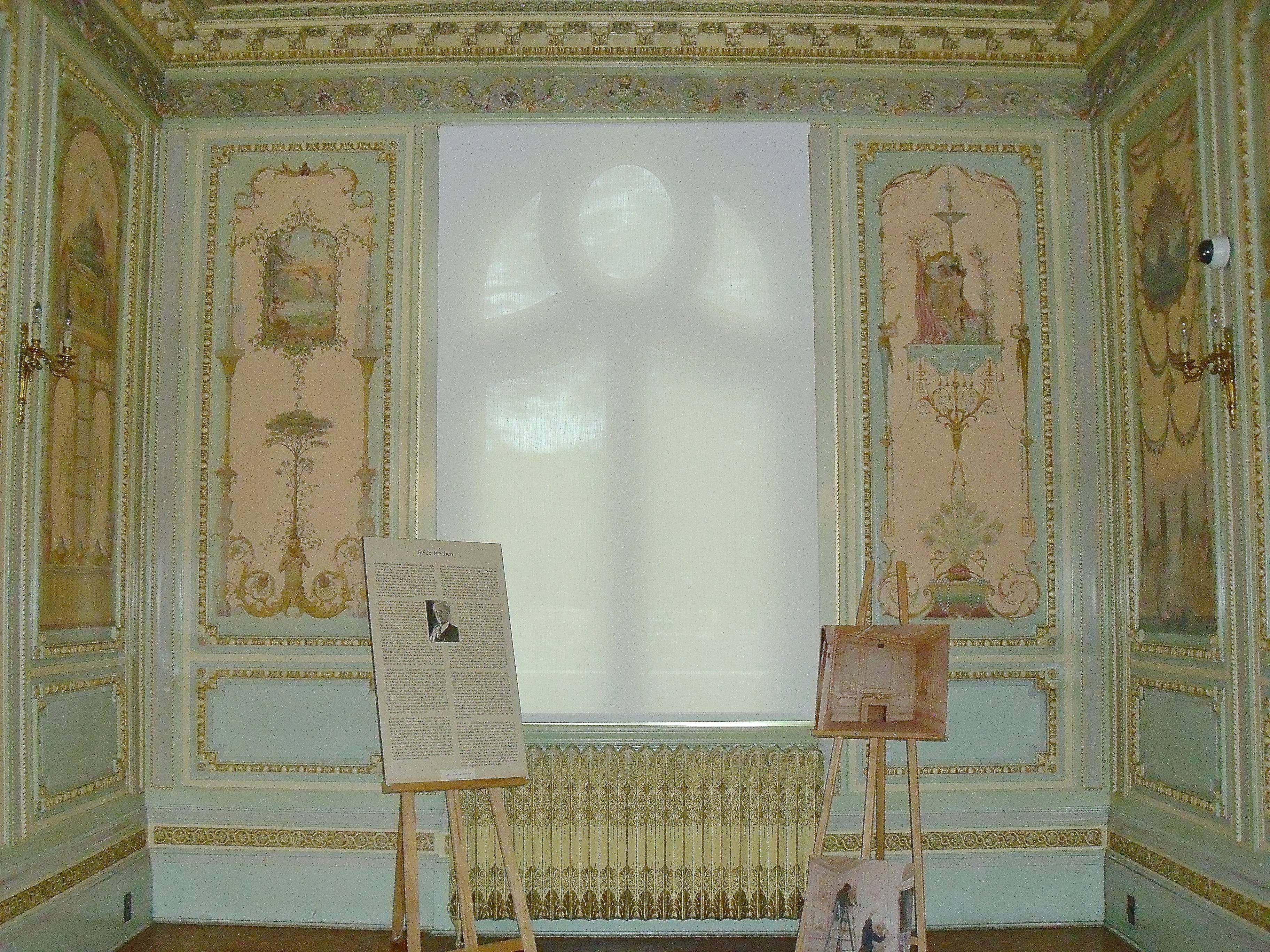
Mur nord

###### Grand salon

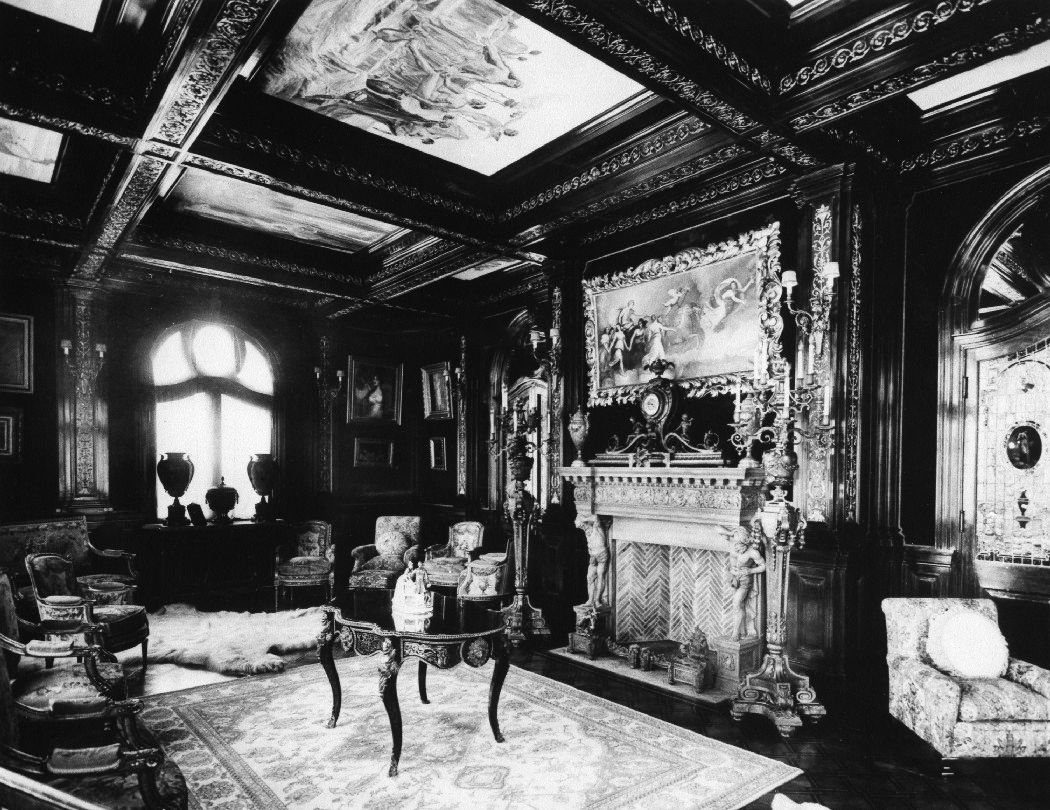
Grand salon

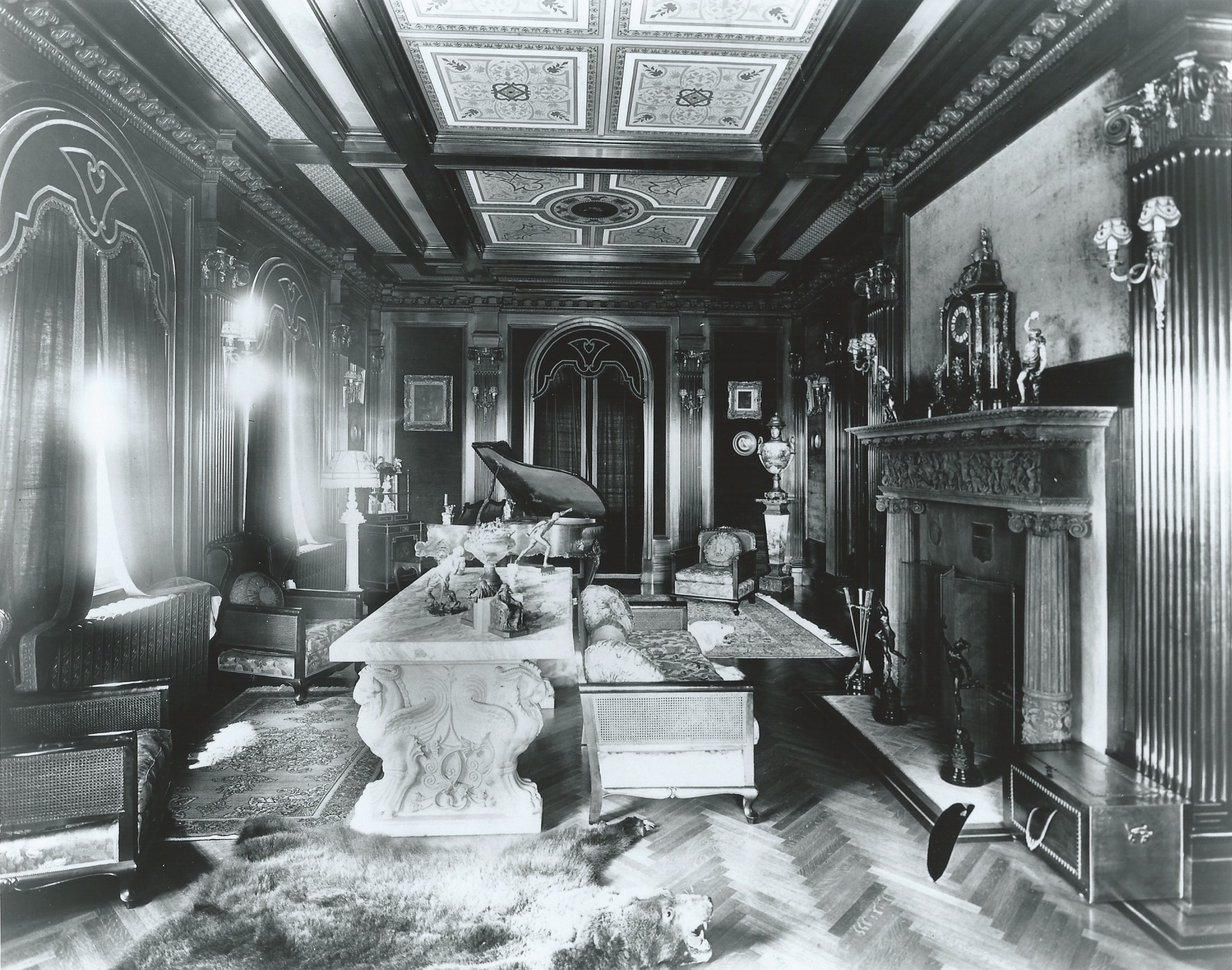
Grand salon

Le grand salon (ou « Living » selon les plans originaux) occupe toute l’annexe à l’est de la résidence. Il combine plusieurs styles différents dont les styles Louis XV, Louis XVI, néo-Renaissance italienne et même art déco propre aux années 1930,.
On entre dans le grand salon par la porte à double vantail accessible depuis le hall. Cette porte n’est plus ornée des vitraux de Nincheri, maître-verrier, qui ont été détruits entre 1968 et 1976. Quant aux vitraux de la porte située de l’autre côté de la cheminée, il s'agit de vitraux provenant d'autres portes: celui de gauche provient de la porte donnant accès au salon turc depuis le grand salon de Marius, tandis que l'autre provient d'une porte donnant accès au grand salon de Marius depuis la cage d'escalier. Ces vitraux ont fait l'objet d'une restauration en 1976. En fait, les restaurateurs ont utilisé des pièces de vitraux, jugés trop abîmés, pour compléter les pièces manquantes de vitraux pouvant être restaurés.
Les murs présentent des lambris de bois en acajou surmontés de tentures de couleur vert olive et rythmés de pilastres ornés de stucs décoratifs dorés. Les appliques murales à deux chandeliers ont par contre disparu,. Au centre du mur ouest se trouve le manteau de la cheminée de style néo-renaissance à l’italienne : deux atlantes supportent un entablement classique décoré notamment de rinceaux blancs sur fond ocre, d’oves et dards et d’une corniche à modillons. Il s'agit d'une reproduction à échelle réduite du manteau de cheminée de la Salla dell’Anticollegio du palais des Doges de Venise.
Sur les poutres du plafond à caissons se discernent des appliques dorées à motifs de rinceaux, de rosaces et de dauphins. Les quatorze caissons de forme irrégulière exposent les toiles de Nincheri illustrant les amours d’Orphée et Eurydice.
Les meubles qui occupaient la pièce autrefois reflétaient les styles Louis XV et Louis XVI. Au-dessus de la cheminée était exposée une copie sur toile de la fresque Le Char de l'Aurore par Guido Reni située au palazzo Pallavicini Rospigliosi à Rome. La pièce comportait également une copie d'une commode à ressauts de l’ébéniste Riesener, dont l'original se trouve dans le cabinet de toilette de l'appartement du Pape au Château de Fontainebleau. Au centre de la pièce se trouvait une table de milieu dite « violonée » dans le style d'André-Charles Boulle. Les candélabres de marbre décorés d’ornements en bronze doré qui se trouvent actuellement dans le hall d’entrée de la résidence de Marius, encadraient autrefois la cheminée.

###### Bibliothèque

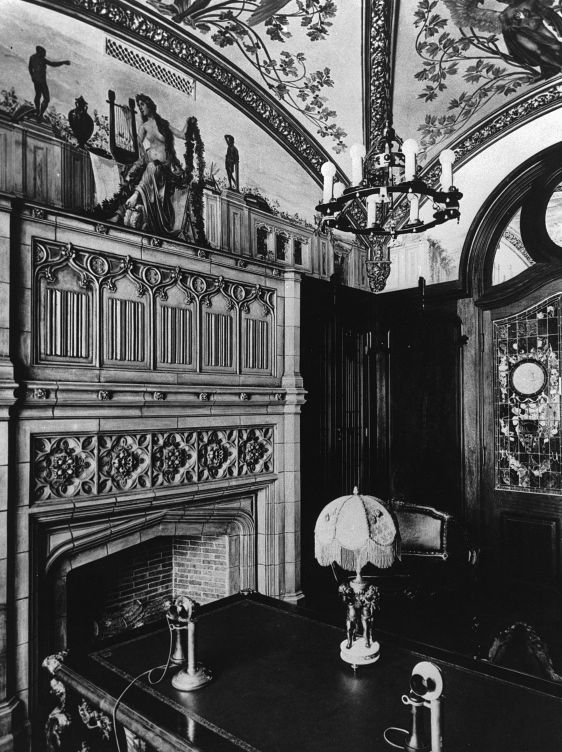
Cabinet de travail ou bibliothèque

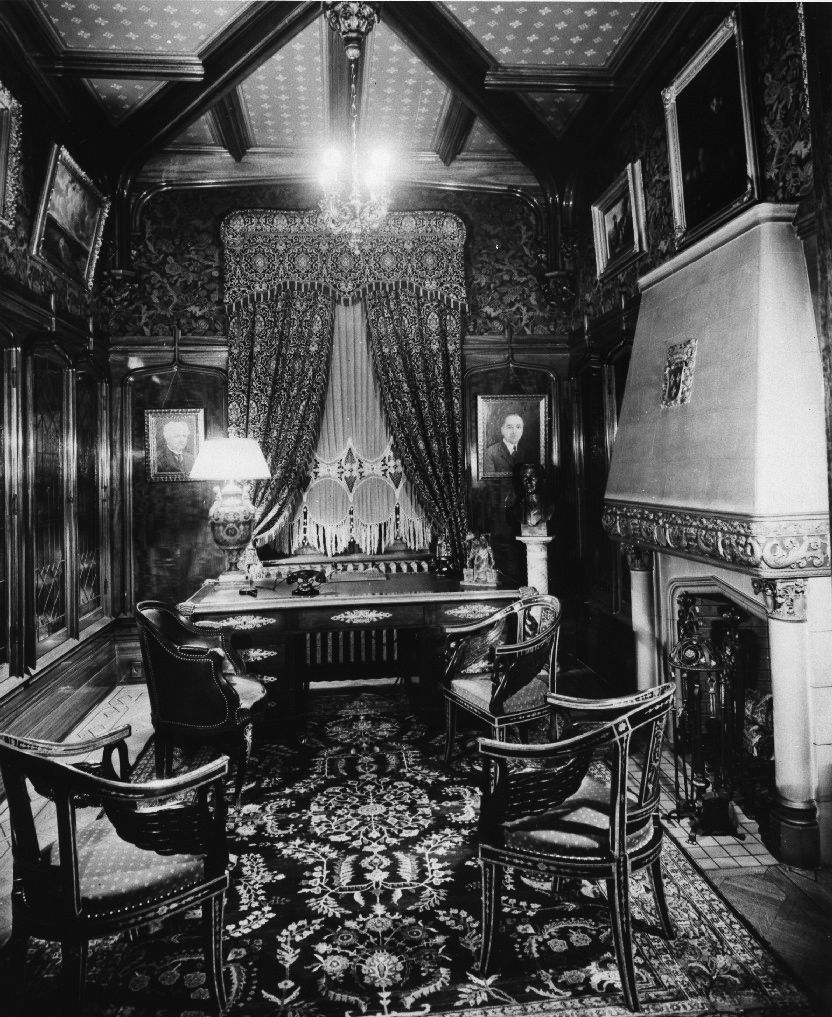
Bibliothèque

La bibliothèque ou le cabinet de travail servait jadis à Oscar Dufresne. Il présente un décor à la fois de style néo-gothique, élisabéthain et néo-Renaissance. Tout comme le grand salon, la porte d’accès depuis le hall à la bibliothèque ne contient plus les vitraux exécutés par Nincheri, détruits entre 1968 et 1976.
La bibliothèque est tapissée sur deux de ses murs de « rayonnages » en acajou aux portes garnies de vitraux présentant un arc en accolade de style néo-Renaissance. Sur le mur est, le manteau de la cheminée en plâtre prend place au centre et présente des traits néo-gothiques, mais également Tudor à travers les motifs en quadrilobes et en plis de serviette. Les murs nord et sud présentent des lambris en acajou qui reprennent les mêmes formes des portes des rayonnages afin d’assurer l’unité de la pièce. Dans les petites lunettes au-dessus de la cheminée et du rayonnage à l’ouest se trouvent respectivement peints l’attribut des arts représenté par la lyre, la palette du peintre et la plume de l’écrivain et celui des sciences symbolisées par les instruments de mesure, le globe terrestre et de nombreux livres.
Sur le plafond à fausse voute à croisée d’ogives, Guido Nincheri a peint quatre allégories du Savoir incarnées par quatre figures ailées : la poésie, la musique, la philosophie et la physique.

###### Salle à manger
La salle à manger (ou « salle à dîner » selon les plans originaux) devient le passage obligatoire pour accéder à la véranda depuis le hall d’entrée. Cette pièce reflète le goût des premiers occupants pour le style de la renaissance italienne que l’on retrouve dans les motifs du plafond, du manteau de la cheminée et du chandelier suspendu qui présentent des motifs de fruits, de putti et de guirlandes. Ce chandelier est l'un des deux chandeliers originaux du château, l'autre étant celui de la chambre Laurette-Dufresne. Sujet à des actes de vandalisme entre 1968 et 1976, le chandelier de la salle à manger fut restauré entre 1976 et 1979.

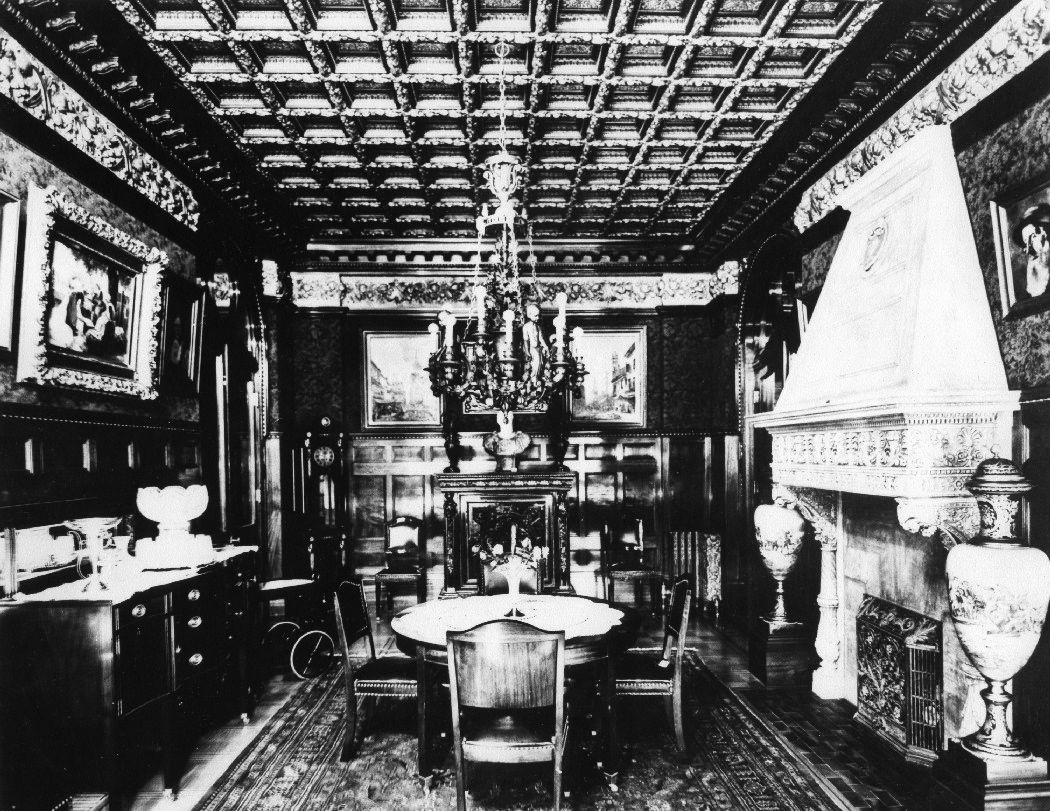
Salle à manger

 Le parquet de bois aux motifs de carreaux est entouré de murs aux lambris d'acajou surmontés de tentures. Les tentures actuelles, de facture industrielle, ne sont pas les originales,. Quatre portes surmontées du motif « chapeau de gendarme » sont disposées de façon parfaitement symétrique dans la pièce. D’ailleurs, c’est par souci de symétrie que l’on a installé de fausses portes à double battant vis-à-vis celles qui donnent sur la véranda côté ouest. Une petite porte de service se trouve découpée « à fleur de murs » dans le lambris du mur ouest et mène à l’office puis à la cuisine. Cette porte a été condamnée lors de la transformation du château en musée dans les années 1970.
Le plafond est à caissons décorés de motifs polychromes de fruits et de guirlandes de feuillage. Entre la moulure d’acajou de type « corniche » du plafond et la tenture des murs se trouve la frise qui présente également des motifs polychromes de fruits. Le manteau de la cheminée est de style néo-renaissance italienne avec notamment cette frise aux motifs de cornes d’abondance blanches sur fond ocre et les consoles richement décorées. Il s'agit d'une reproduction à échelle réduite du manteau de cheminée de la Salla degli Scarlatti du palais des Doges de Venise.
Les meubles de style Adam qui occupaient la pièce jadis ont disparu. Ils étaient d’un bois plus clair que celui du mobilier de la salle à manger de Marius et étaient assortis aux lambris. Parmi les œuvres autrefois exposées dans cette pièce se trouvait notamment la toile Le Cumulus Bleu d'Ozias Leduc,. Dans cette pièce se trouvait aussi dissimulée à gauche de la porte nord-est, une sonnette pour appeler les domestiques.

###### Véranda
La véranda (aussi surnommée « jardin d’hiver ») est particulièrement caractérisée par la peinture en trompe-l’œil du plafond. Elle revêt le thème champêtre et se compose d’ouvertures entourées d’une balustrade avec une perspective sur le ciel, laissant croire à un jardin suspendu sur le toit. Il s'agit d'une reproduction de l'originale de Guido Nincheri, effectuée à l'été 1976 sous la direction de Nicolas Sollogoub. La peinture originale, qui était agrémentée de personnages, a été recouverte de peinture lors de travaux effectués de 1962 à 1965,. Puis, lors de la période d'abandon de l'édifice entre 1968 et 1976, la toile peinte a subi d'importants dommages causés par des infiltrations d'eau : on peut alors l'apercevoir déchirée et pendre à plusieurs endroits dans la véranda. Certaines portions de toile gisent même sur le sol. Elle disparaît totalement en 1976 lors des restaurations. Les luminaires suspendus originaux et appliques murales ont tous disparu.
On remarque également dans la pièce quelques vitraux conçus par Nincheri. En 1949, les Pères de Sainte-Croix font modifier par Vincenzo Poggi, un ancien employé de Nincheri, certains éléments des vitraux de l'artiste que les religieux jugent inappropriées pour une maison d’éducation. En 1976, la fondation MacDonald-Stewart va entreprendre une restauration des vitraux jugés « récupérables ». Pour ce faire, les restaurateurs vont utiliser des fragments de vitraux lourdement endommagés pour compléter des vitraux qui ne l’ont été que légèrement[réf. nécessaire].

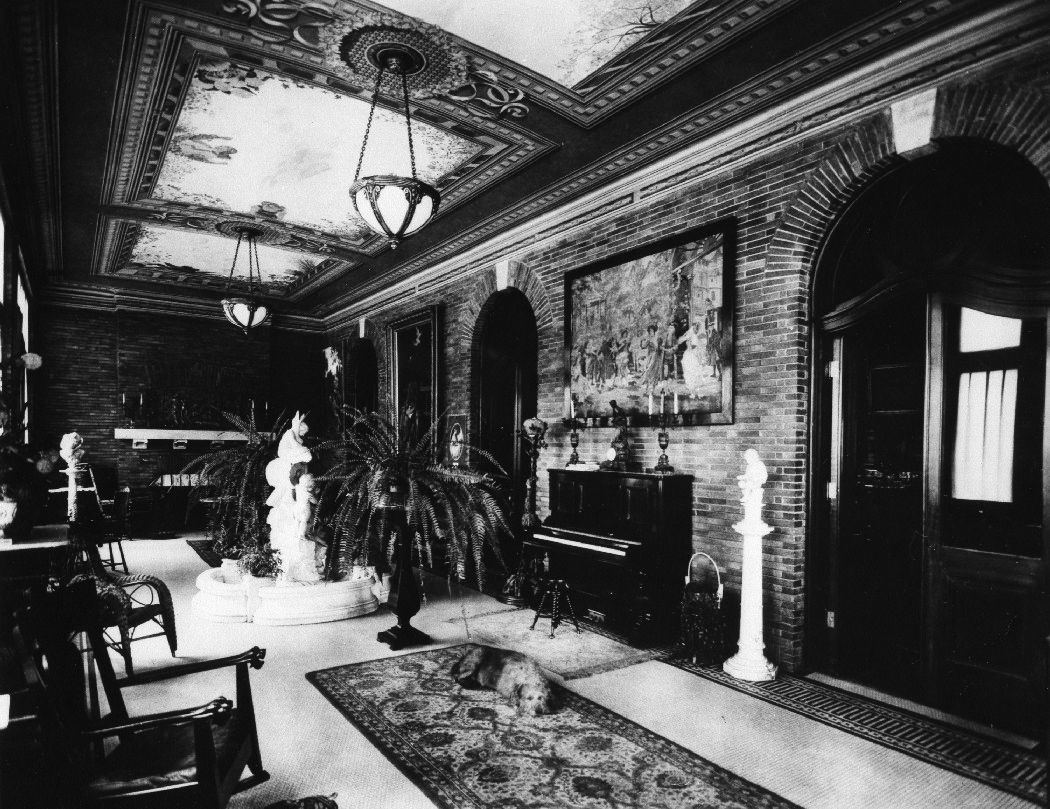
Véranda vers 1930
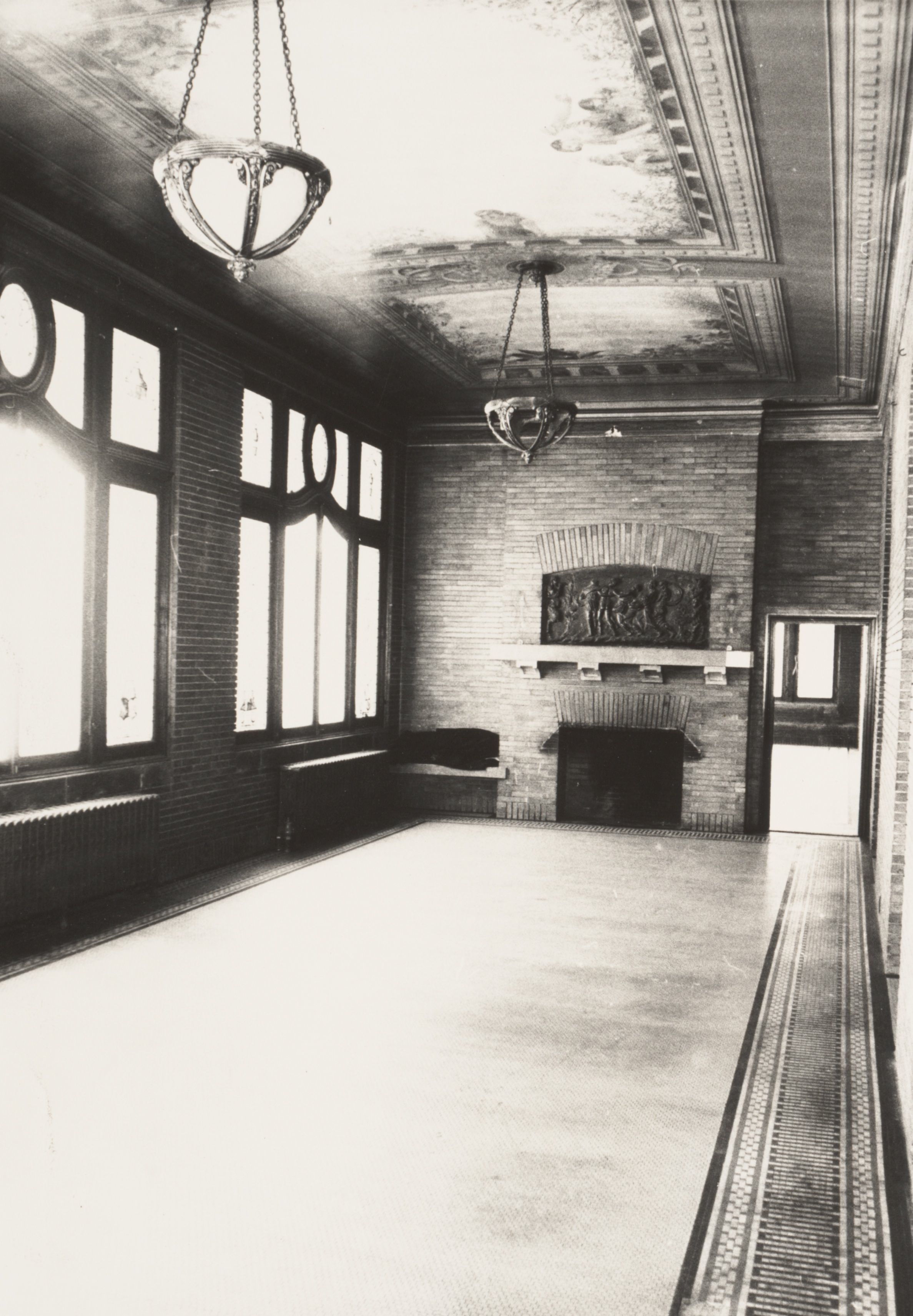
Véranda en 1962
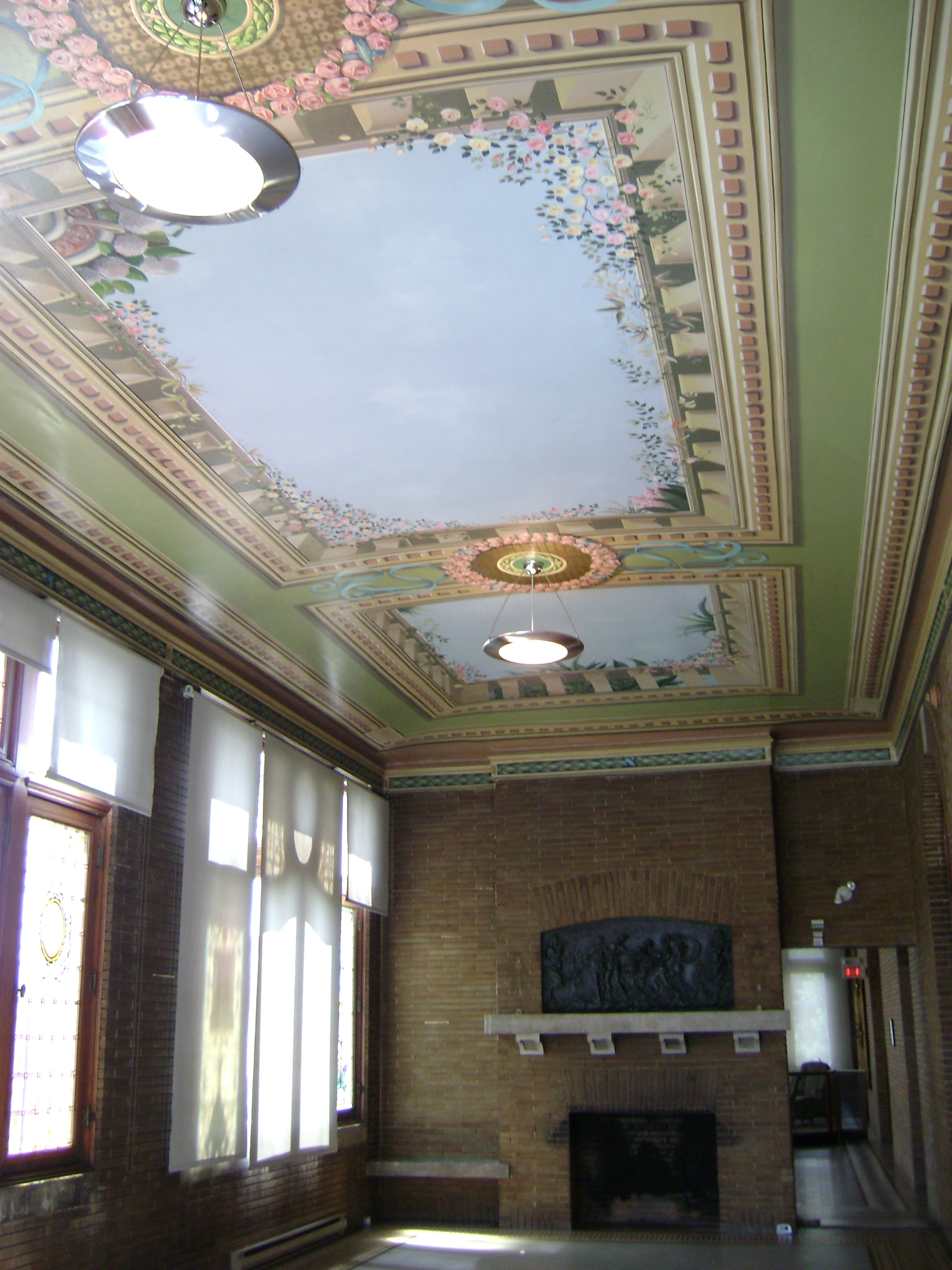
Véranda en 2008
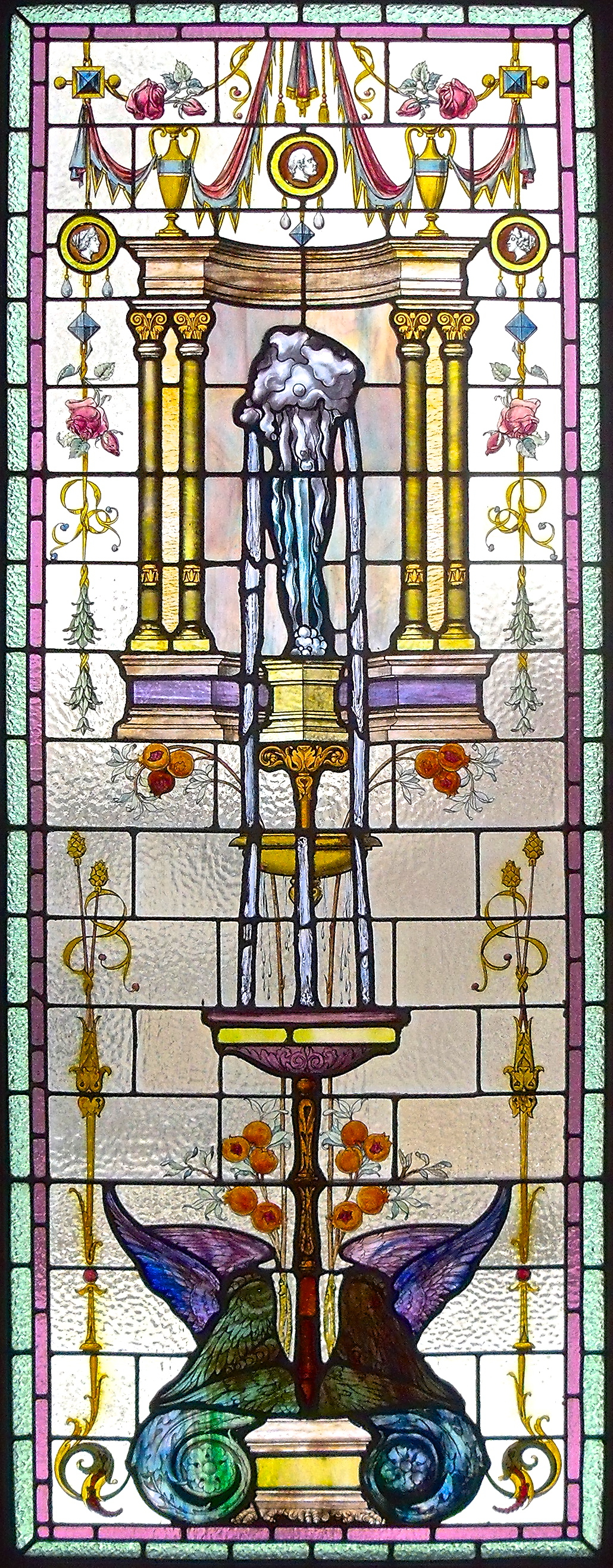
Vitrail
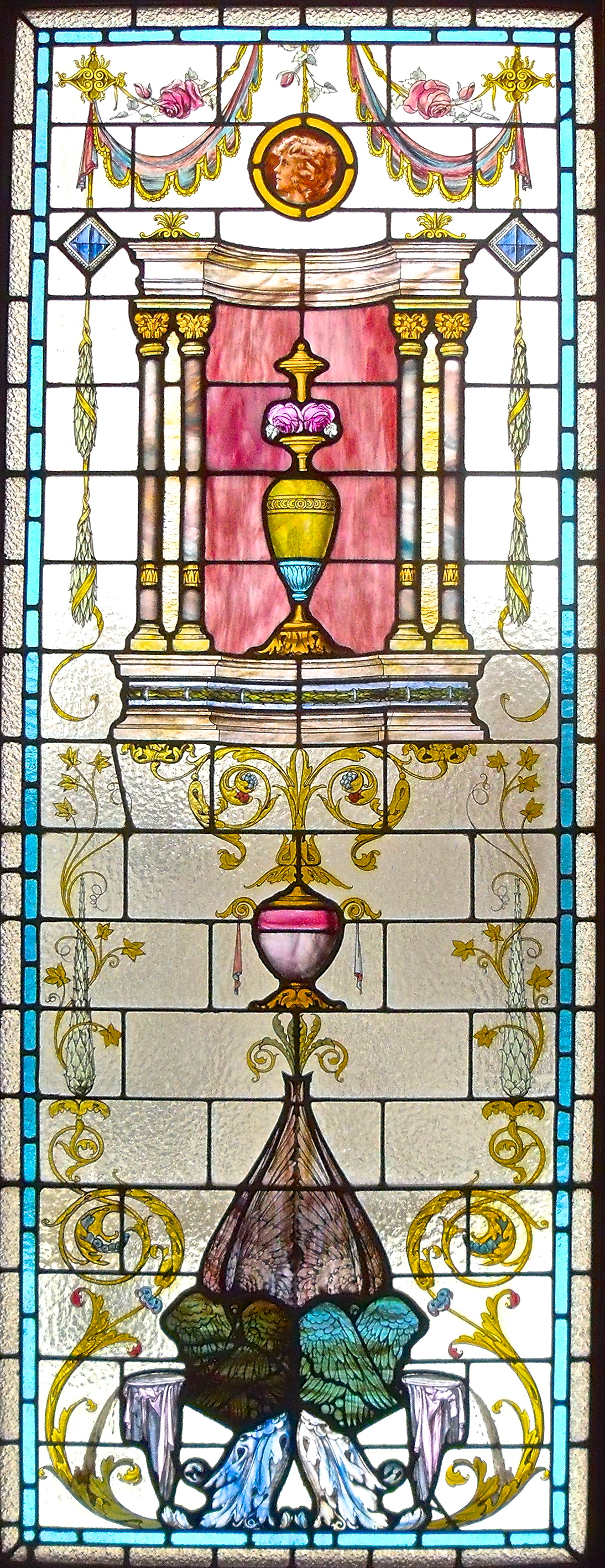
Vitrail

##### Étage

###### Cage d’escalier

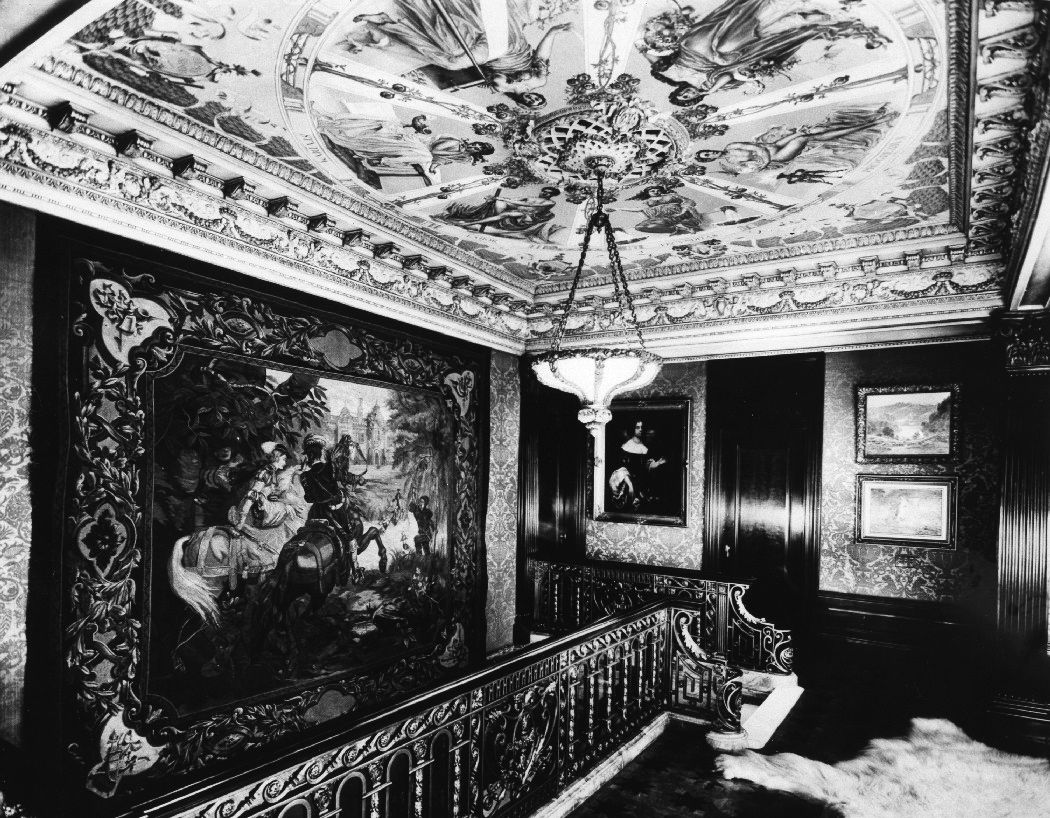
Cage d'escalier

Le plafond de la cage d’escalier comportait autrefois une peinture sur toile marouflée de Guido Nincheri, intitulée La gloire de l'Activité, illustrant Fecunditas, déesse de la fertilité, Fama, déesse de la renommée, Labor, dieu de la peine et du dur labeur, ainsi que les personnifications divines du progrès (Progressus), de l'étude (Studium) et de l'abondance et de la prospérité (Abundantias). Aux quatre coins de la toile, se trouvaient également quatre devises : Fortitudo, Prudentia, Perseverantia et Temperantia. De 1968 à 1976, des infiltrations d'eau ont endommagé cette peinture de telle sorte qu'en 1985, elle est retirée et mis dans le dépôt du musée. Seule la peinture près de la fenêtre au plafond existe toujours : Guido Nincheri a choisi d'y représenter une figure ailée tenant une corne remplie de fleurs. Le plafond est entouré d’une « frise de putti en plâtre à finition antique de bandes de guirlandes » surmontée d’oves puis de modillons à l’italienne. Le lustre en bronze contient des motifs similaires à la frise.
Il existait autrefois une tapisserie sur le mur sud de la cage d’escalier qui recouvrait en partie la tenture ocre à motifs blancs de la renaissance italienne qui présente sur les murs de la cage d’escalier à l’étage. Le parquet est à motifs d’étoile.

###### Chambre principale
La chambre principale, située au sud-est à l'étage, est la plus grande chambre de la résidence. Elle était utilisée par les maîtres de maison, Oscar et Alexandrine. Vers 1986, elle fut fusionnée à la chambre sud-ouest lors de la transformation du château en musée afin d’installer les œuvres d’art de la collection du design du musée des arts décoratifs de Montréal,. Pour ce faire, les restaurateurs de l’époque ont détruit les placards des chambres, retiré le manteau de cheminée de la chambre principale et installé des murs soufflés ainsi que des volets aux fenêtres,. Ils ont toutefois conservé la frise en cavet du plafond, dite « Louis XVI », qui présente des motifs de style rocaille et baroque,,. Le plafond était autrefois orné d'une peinture sur toile marouflée de Guido Nincheri symbolisant « l'Éveil ». Puisque cette dernière comportait des nus féminins, les Pères de Sainte-Croix l'ont recouverte d'une peinture à l'eau et elle est restée masquée depuis. La pièce présente également des lambris de bois surmonté par des panneaux muraux qui étaient autrefois recouverts d'une tenture de damas. Cette pièce a un accès direct à la salle de bain située à l'est.

###### Chambre Laurette-Dufresne

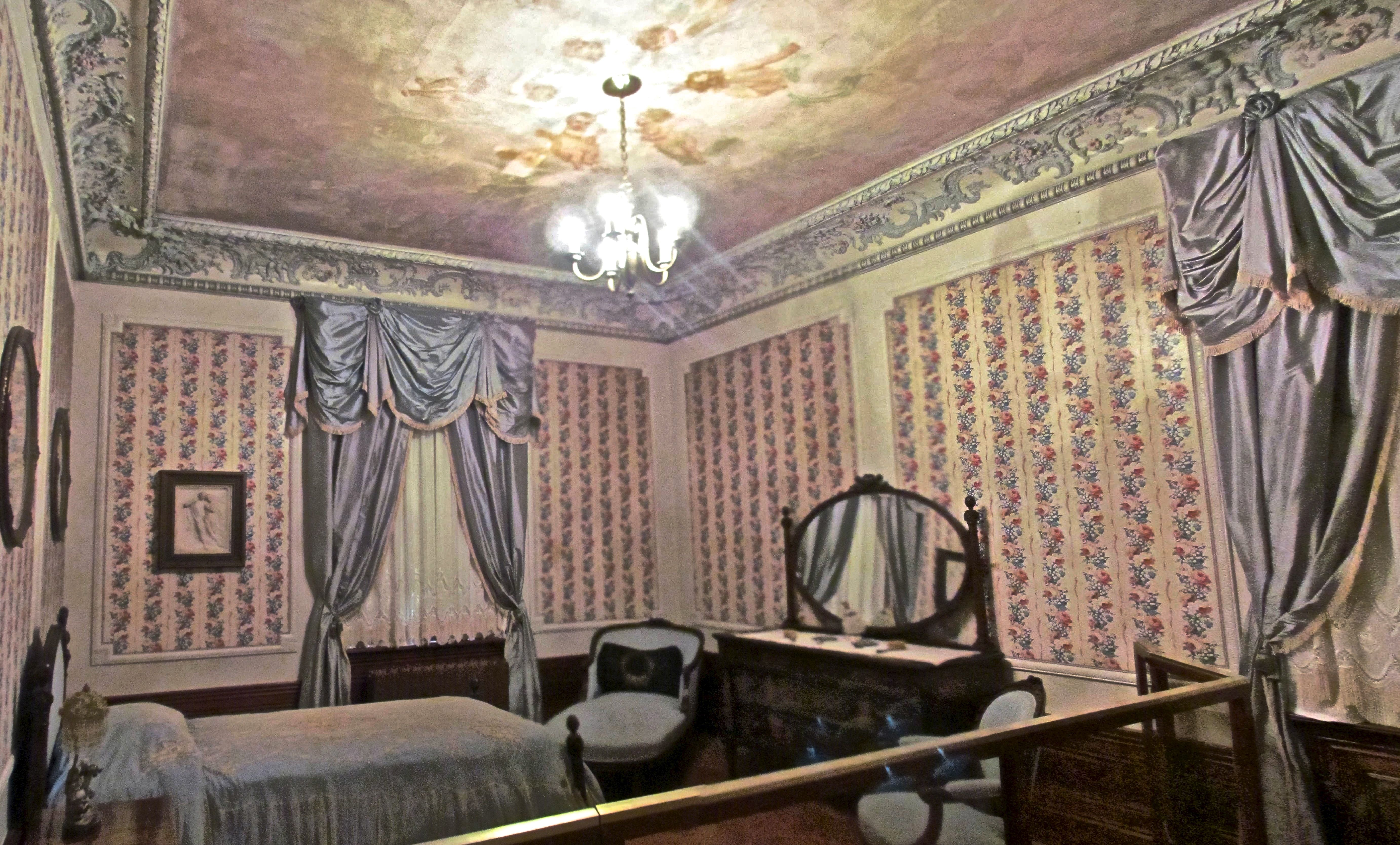
Chambre Laurette-Dufresne

La chambre située au nord-est à l'étage était du temps des Dufresne celle de Laurette, fille adoptive d'Oscar et d'Alexandrine. La pièce présente en premier lieu un plafond peint par un membre de l’atelier Nincheri, illustrant quatre putti. La peinture est entourée d’une frise en cavet, dite « Louis XV », ornée de stucs aux motifs d’angelots et de rocailles,. Les murs sont ornés de tentures aux motifs de fleurs. Quant au mobilier d’acajou, il s’agit du mobilier d'époque exécuté par Louis Pistono, un ébéniste montréalais d’origine française. Le chandelier de cette pièce est l'un des deux chandeliers originaux du château, l'autre étant celui de la salle à manger d'Oscar. Cette pièce était équipée d'un placard et avait un accès à la salle de bain située à l'est.

###### Chambres sud-ouest et nord-ouest

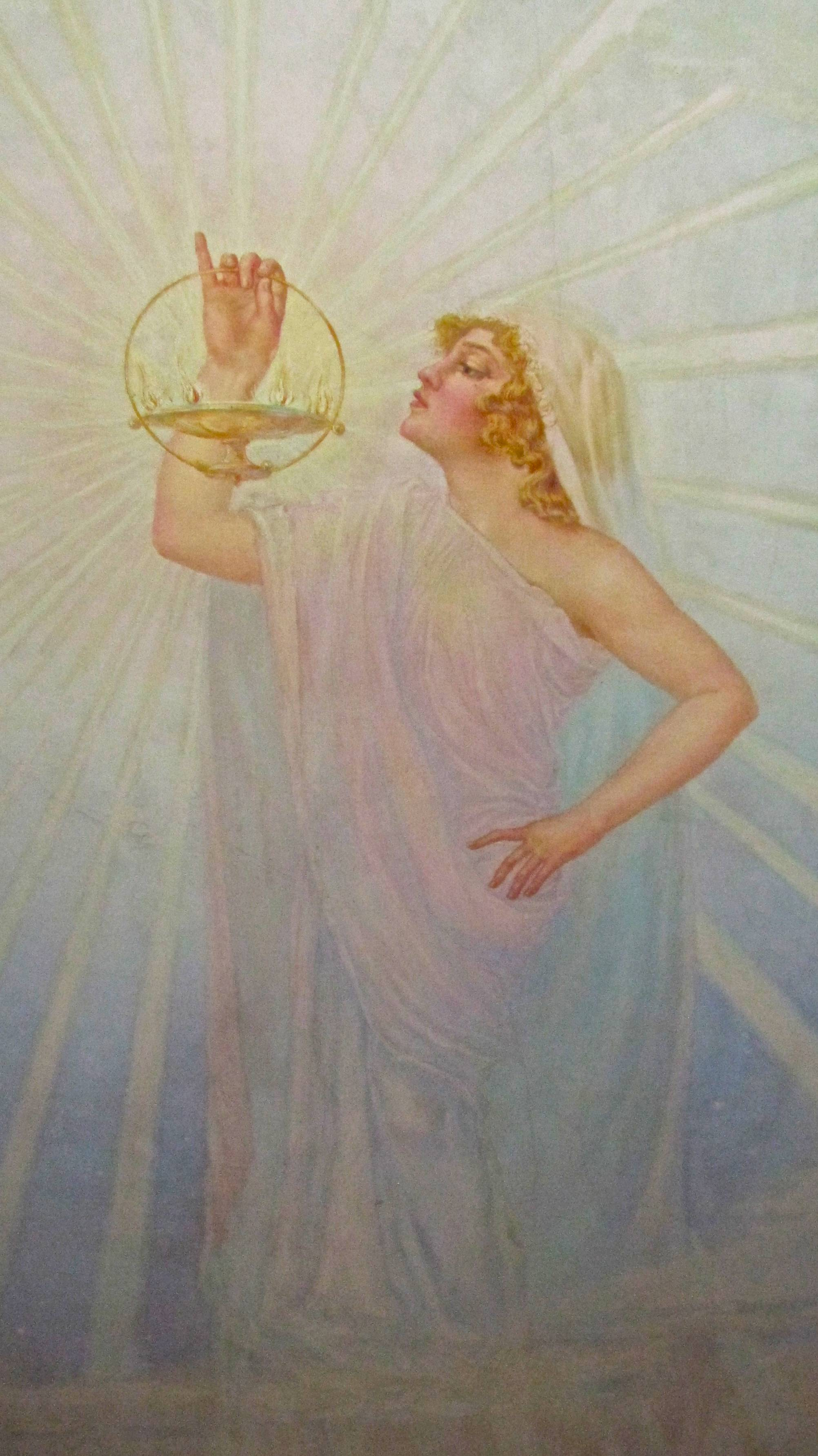
Psyché éclairant la chambre nuptiale de son amant Éros par Guido Nincheri

La chambre située au sud-ouest à l'étage est celle qui fut fusionnée avec la chambre principale lors des modifications exécutées entre 1984 et 1986 pour installer au musée la collection du design de Liliane Stewart. À l'origine, elle était équipée d'un placard et avait un accès direct à la salle de bain située à l'ouest. Son plafond est orné d'une peinture sur toile marouflée peinte par Guido Nincheri. Elle représente une figure féminine vêtue d'une robe diaphane tenant une lampe à l'huile à l'antique et rayonnant sur tout le registre. On peut également y trouver un croissant de lune. Une frise en cavet, dite « Louis XVI », entoure cette peinture. Le manteau de cheminée qui se trouve dans cette pièce était à l'origine celui de la chambre principale. Afin d'installer la collection de design (ou collection Liliane-Stewart) du musée des arts décoratifs, le musée détruisit selon les plans de l'architecte Julia Gersovitz le mur séparant la chambre principale à la chambre sud-ouest tout en conservant les moulures des plafonds. Également, à la même époque, le musée perça une nouvelle entrée dans le mur ouest pour accéder à l'ascenseur depuis la maison Oscar-Dufresne. Il démonta alors le lambrissage du mur ouest de la chambre et le conserva.
Quant à la chambre nord-ouest, elle aurait été utilisée comme salle de musique du temps de Laurette Dufresne. La frise de cette pièce est de style Louis XVI. Entre 1984 et 1986, cette pièce fut convertie en bureau.

###### Salles de bain
La salle de bain située à l'est communique avec la chambre principale ainsi que la chambre Laurette-Dufresne. Elle fut, entre 1976 et 1979, remise dans son état premier afin de présenter une salle de bain typique témoignant des principes d’hygiène établis au XIXe siècle. Elle présente un carrelage en céramique blanche avec, pour accessoires, un bain, un lavabo, une toilette et un bidet. L’allure dépouillée de la pièce provient des nouvelles normes de salubrité de l’époque.
La deuxième salle de bain se trouvait autrefois à l'opposé de la première, à l'ouest. Elle communiquait directement avec la chambre sud-ouest ainsi qu'avec le palier de l'étage. Elle présentait également un carrelage en céramique blanche avec, pour accessoires, un bain, un lavabo et une toilette.

#### Maison Marius-Dufresne
|                 |  |              |
| Marius Dufresne |  | Edna Sauriol |

La maison Marius-Dufresne est la demeure que l'architecte et ingénieur Marius Dufresne habitait avec son épouse, Edna Sauriol, principalement de 1919 à 1945.
Cette demeure est l’une des résidences jumelées du Château Dufresne, située à l’ouest. Cette partie du Château Dufresne présente la collection Sauriol-Dufresne constituée du mobilier d'origine de la résidence. Elle a été décorée notamment par l’artiste florentin Guido Nincheri et par l'artiste Alfred Faniel,.

##### Sous-sol
Le sous-sol (parfois surnommé « 2e sous-sol ») était à l'origine composé d'une cave à charbon, d'une salle des fournaises ainsi que d'un long couloir pour accéder aux trois garages. Ce couloir était commun aux deux résidences du château. Un escalier de service situé dans l'annexe sud au rez-de-jardin permettait d'accéder au sous-sol. Cet escalier se trouvait à l'origine dans une pièce rattachée au quartier des domestiques et qui était séparée par un mur de la galerie du rez-de-jardin. Les garages pouvaient accueillir jusqu'à cinq automobiles et étaient munis deux toilettes,.
Le sous-sol de Marius est l'endroit qui a subi le plus de transformations depuis la construction du château. En 1954, les Pères de Sainte-Croix ont ajouté une pièce sous la salle de billard que le musée des arts décoratifs a transformée en réserve,. Entre 1982 et 1986, le musée des arts décoratifs projette d'agrandir le sous-sol sur toute la superficie du château, y compris sous la terrasse au nord, pour y installer les divers services du musée. Le projet ne fut jamais complété et la majeure partie du sous-sol est toujours à moitié excavée en 2014,. Quant aux garages, le musée y a conservé un garage, mais en a transformé deux en réserves et un en atelier.

##### Rez-de-jardin
On accède au rez-de-jardin (parfois surnommé « sous-sol ») depuis l’annexe arrière ou par le grand escalier central depuis le rez-de-chaussée. L’escalier mène au niveau inférieur de la cage d’escalier et donne accès au couloir qui mène notamment à la salle de billard à l’ouest. Les murs de la cage d’escalier et du couloir sont saturés de lambris de bois en acajou alors que les plafonds sont ornés de moulures également en acajou. Le rez-de-jardin se composait à l'origine notamment de la cage d'escalier, d'une salle de billard et du quartier des domestiques,,.
La salle de billard, située sous le grand salon du rez-de-chaussée, tient son nom du billard à six trous qui se trouvait au centre de la pièce, éclairé par deux lampes de billard suspendues. Le reste de la pièce était éclairé par six lanternes électriques également suspendues et elle contenait entre autres des meubles de rotin. Les murs sont encore aujourd’hui recouverts de lambris en bois d’acajou surmontés de tentures alors que le plafond est à poutres apparentes (plafond à la française) de bois de même couleur que des lambris. Le manteau  de la cheminée monumentale est de style néo-Renaissance. La pièce est entourée de sept portes à double battant disposées symétriquement dans la pièce. Elles étaient toutes autrefois ornées de vitraux. Quatre de ces portes donnent accès à des espaces de rangement, deux donnent accès soit au couloir menant à l'escalier principal, soit à l'annexe au sud par un couloir et l'une donnait autrefois accès à des toilettes.
L'annexe sud ou la galerie donnant accès au jardin à l'arrière contenait entre autres des meubles de rotin et le plancher était recouvert de carrelage. On y accède depuis la salle de billard.

##### Rez-de-chaussée

###### Vestibule et hall
Le vestibule est une petite pièce que l’on traverse depuis l’entrée principale pour accéder au hall. Elle présente le même décor que le hall lui-même. Le hall de la résidence de Marius, de forme carrée, ne présente, à la différence de la résidence d’Oscar, aucun escalier central, qui se trouve plutôt dans le passage de droite menant au grand salon, vis-à-vis la bibliothèque. On y trouve deux vestiaires.
Le hall présente un plancher de carreaux de marbre blanc disposés en diagonale dont l’ensemble est entouré d’une bordure de carreaux de marbre noir. Quatre encadrements en bois de porte disposés parfaitement symétriquement de part et d’autre sur les quatre murs de la pièce, présentent des pilastres couronnés d’une moulure d’oves et dards qui supportent, sur tout le tour de la pièce, une fausse architrave surmontée d’une frise dominée par une seconde moulure d’oves et dards, puis d’une corniche à modillons. Ces encadrements épousent les courbes des portes à double vantail qui furent autrefois ornées des vitraux exécutés par Nincheri. Quant aux murs, ils sont décorés de lambris de bois surmontés de tentures de couleur vert olive qu’on retrouve également dans le passage à droite et dans la cage d’escalier.
Le plafond présente en premier lieu des motifs peints façon mosaïque de paons aux angles ainsi que des fleurs stylisées aux dessus des portes par l'artiste Alfred Faniel,. Ces motifs de style art nouveau sont surmontés d’une moulure classique aux détails dorés qui s’articule aux quatre petits médaillons présentant une rosette en son centre. Cette moulure est elle-même dominée par une succession de moulures de feuilles dorées qui entourent une coupolette ornée d’une peinture de Nincheri. L'œuvre illustre une figure féminine ailée tenant dans sa main droite un bout de tissu de la tenue d’une seconde figure féminine couchée sur un nuage, un livre ouvert, une lampe à l’huile à l’antique et une couronne de laurier se trouvant à ses côtés. On y retrouve également, sur un autre nuage adjacent, un coffre à bijoux ouvert. Découverte en 2003, cette peinture sur toile des années quarante en recouvre une autre, peinte plus tôt par l’artiste Alfred Faniel, et qui représentait une figure féminine vêtue à l’antique se balançant sur une escarpolette garnie de guirlandes et se regardant dans un miroir. Il s’agissait d’une version style Empire du tableau Les Hasards heureux de l'escarpolette par Jean-Honoré Fragonard ,.
Parmi les meubles qui occupent la pièce, on remarque notamment ce guéridon de style Empire dont le pardessus est en porcelaine de Sèvres présentant au centre Napoléon Ier entouré de ses maréchaux. Cette table circulaire est une reproduction de la table dite « d'Austerlitz » ou « des maréchaux » qui se trouve au château de Malmaison en France.

###### Petit salon

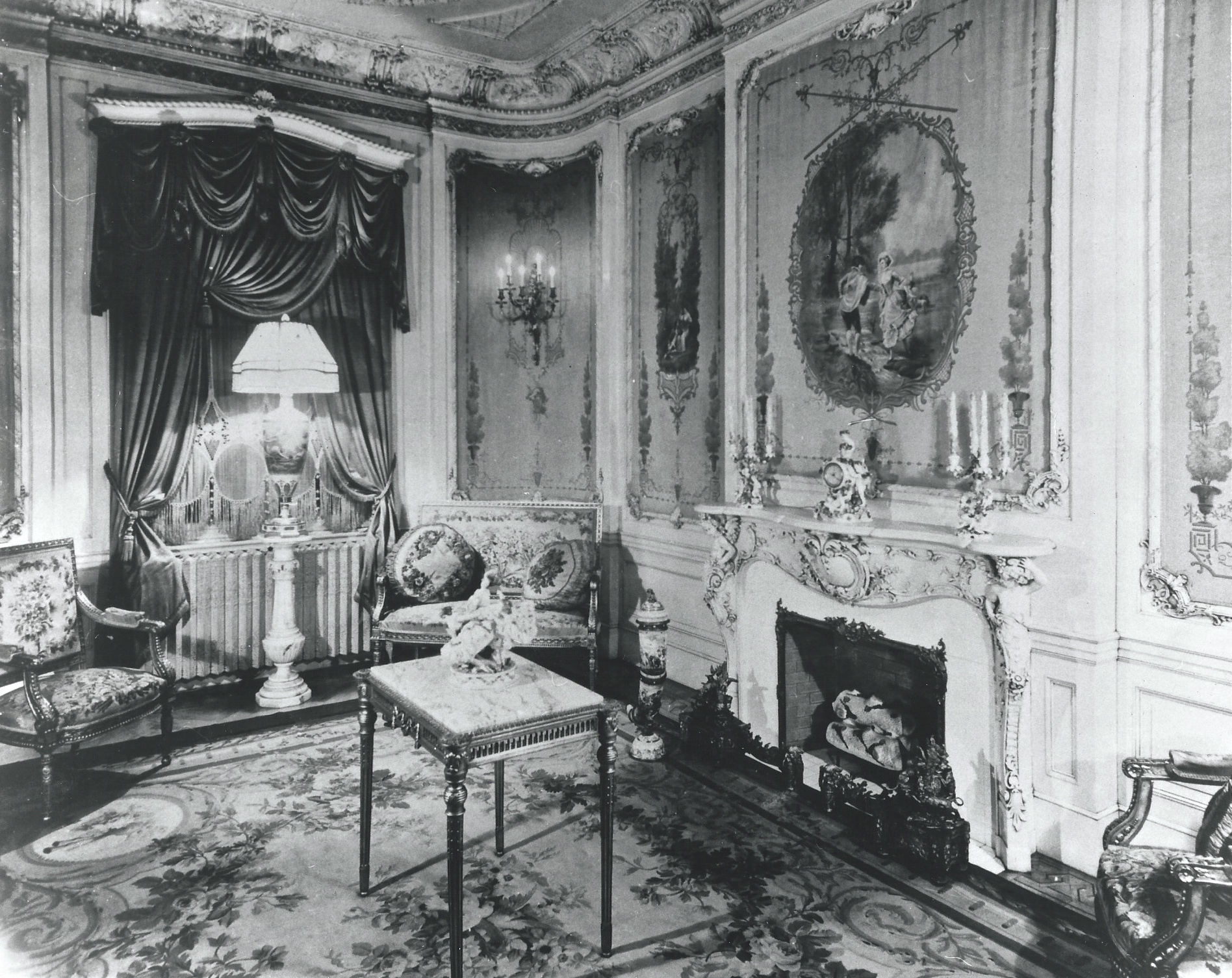
Petit salon

Ce petit salon (ou simplement « salon », selon les plans originaux) présente un décor empreint des styles Louis XV et Louis XVI et « qui reflète moins l’éclectisme des goûts des propriétaires que les autres pièces de la résidence ».
On accède au petit salon par une porte à double battant qui était autrefois ornée des vitraux de Guido Nincheri. Des lambris de bois peints en blanc sont surmontés par dix panneaux muraux de formes irrégulières et dont les panneaux aux angles épousent leurs formes arrondies. Les panneaux étaient autrefois ornés de peintures sur toile de soie exécutées par Alfred Faniel qui s’inspiraient des peintures pastorales des XVIIe et XVIIIe siècles,. Ces peintures ont été en partie détruites par des actes de vandalisme perpétrés entre 1968 et 1976 et n’ont pas fait l’objet de restauration. L'une de ces toiles a cependant retrouvé sa place d'origine en novembre 2014.
La peinture du plafond est encore visible et illustre quatre putti qui entourent un disque où se trouve un cœur percé d’une flèche et dont l’un des putti élève trois couronnes de laurier dans ses mains, deux colombes assistant à la scène. Il s'agit d'une copie de La cible d'amour de François Boucher, peinte par Alfred Faniel. La moulure en stuc qui encadre le plafond est décorée d'instruments de musique. Sur le mur est, à l’opposé de la porte à double vantail, se trouve la cheminée avec son manteau de style à la française notamment décoré d’atlantes (putti). L’encadrement décoratif en métal forgé de cette ouverture a disparu. Le parquet de bois à chevrons était à l'origine recouvert d’un tapis de la manufacture des Gobelins,. Ce tapis se trouve en 2014 dans le grand salon de Marius.

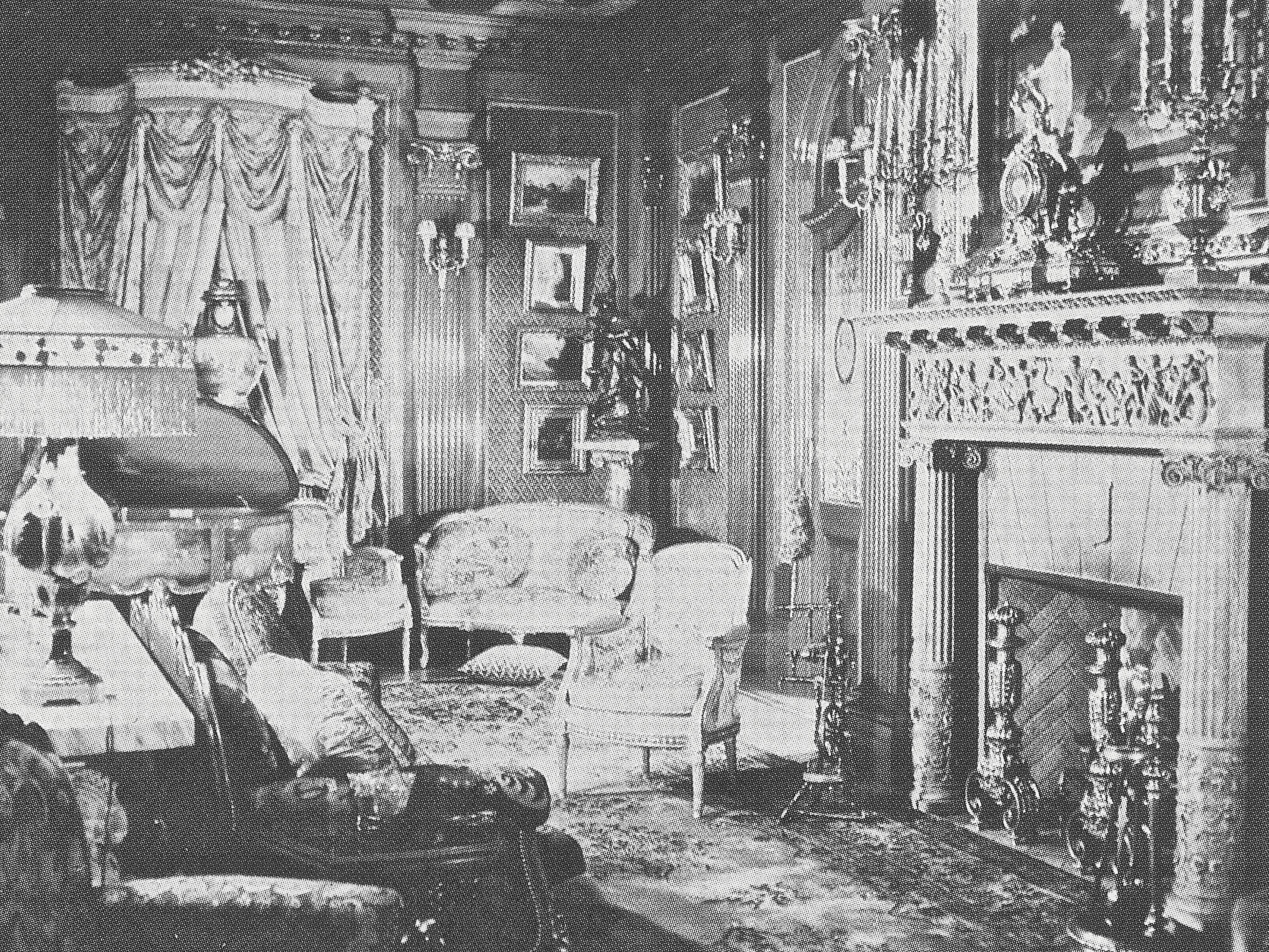
Grand salon (années 1940)

Les chaises et le canapé, pour la plupart de style Louis XVI, sont en bois peint, doré, et recouverts de tapisseries d'Aubusson à décor champêtre inspiré des toiles de l'artiste français Antoine Watteau,,. Cette pièce présente également une partie de la collection de porcelaine de Sèvres du château ainsi que quelques sculptures, dont une reproduction en bronze de la Faunesse au tambourin d'après Jean-Michel Clodion. Les appliques murales originales en bronze doré, de style Louis XV, ont disparu.

###### Grand salon
Le grand salon (ou « Living » selon les plans originaux) occupe toute l’annexe à l’ouest de la résidence. On y accède depuis le couloir de la cage d’escalier ou depuis le salon turc. Les portes d’accès à double battant ne sont de nos jours plus ornées des vitraux de Nincheri, maître-verrier, qui ont été détruits entre 1968 et 1976 par des actes de vandalisme. Dans cette pièce, près de dix-huit pilastres à chapiteau ionique, surmontées d’une frise dominée par une corniche à modillons, soutiennent un plafond à caissons qui expose notamment trois toiles marouflées illustrant des ornements et des figures néo-classique à l'antique peint par Alfred Faniel. Sur ces pilastres se trouvent des appliques murales en métal doré qui remplacent les originales qui ont disparu. Les murs qui étaient jadis garnis de tentures de velours en sont maintenant d'épouillés. Située au centre du mur est, la cheminée se compose d’un manteau de colonnes à chapiteau ionique soutenant une frise qui présente un bas-relief à l’antique. Les portes-fenêtres et fenêtres surmontées du motif « chapeau de gendarme » sont couvertes des rideaux originaux. Le parquet de bois est à chevrons.
Cette pièce présente également plusieurs objets d’art provenant de la collection Sauriol-Dufresne. Ces objets empruntent des styles différents dont les styles Louis XV et Louis XVI ou encore Second Empire. On peut constater en premier lieu le piano à queue Baldwin de style rococo français en bois marqueté sur lequel se trouvent des scènes pastorales peintes par Alfred Faniel. On constate également les nombreux objets décoratifs provenant de la collection de porcelaine de Sèvres, dont notamment les deux grands vases sur piédestal par Henri Desprez datés de 1900,. Certains objets de cette collection sont exposés dans la reproduction d'un cabinet « vitrine » de style Louis XV de l'ébéniste François Linke. La pièce présente aussi notamment des sculptures, dont une reproduction en bronze du Gladiateur Borghèse située au Louvre, une reproduction en bronze du Faune à la trompette d'après Jean-Michel Clodion, une sculpture en bronze et marbre intitulée Coup de vent du sculpteur italien Affortunato Gory ou encore, un vase en bronze du sculpteur français Hippolyte Moreau. Les candélabres et l'horloge en marbre et bronze, situés au-dessus du manteau de cheminée, proviennent de la Lemerle-Charpentier & Compagnie.

###### Bibliothèque
La bibliothèque ou le cabinet de travail servait autrefois à Marius Dufresne. Il présente un décor à la fois de style néo-gothique et néo-renaissance. Cette pièce ne présente en 2014 aucune porte pour y accéder. À l'origine, une porte à double battant ornée de vitraux de Guido Nincheri s'ouvrait sur cette pièce.
La bibliothèque est tapissée sur deux de ses murs de « rayonnages » en acajou aux portes garnies de vitraux présentant un arc en accolade de style néo-renaissance. Les murs nord et sud présentent des lambris en acajou qui reprennent les mêmes formes des portes des rayonnages afin d’assurer l’unité de la pièce. Sur le mur à l’est, le manteau de la cheminée en plâtre prend place au centre et est de style néo-renaissance. Il présente des motifs polychromes propres à la renaissance et arbore les armoiries du royaume de France. Au-dessus des rayonnages se trouve une tenture de facture industrielle. Quant au plafond, il est de style néo-gothique.
Cette pièce présente quelques œuvres de la collection Sauriol-Dufresne. On remarque d’abord le portrait d’Oscar Dufresne peint par Guido Nincheri et le buste en plâtre de couleur bronze représentant Marius Dufresne par l'artiste Alfred Laliberté. On constate également parmi les meubles le bureau de style Empire qui est en chêne teinté façon acajou avec des pieds en pattes de lion, des cariatides à chaque coin et des palmettes dorées. Les fauteuils de style Restauration sont en gondole et les accoudoirs sont en forme de cygne. Les fauteuils et le bureau proviennent de l’atelier de l’ébéniste montréalais Louis Pistono.

###### Salon turc

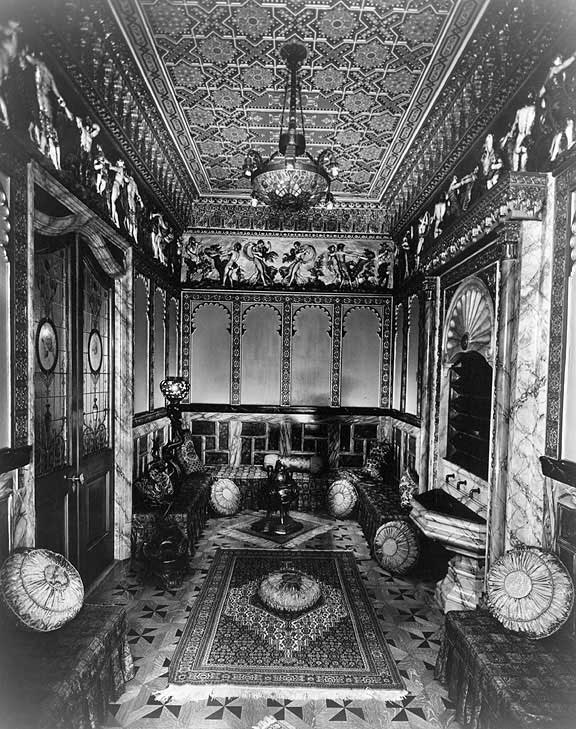
Salon turc

Le salon turc est une pièce tout à fait unique au Château Dufresne. Il s’agit d'un cabinet de curiosités où étaient entreposés et exposés des objets orientaux de la collection de Marius Dufresne. D'ailleurs, dans le mur à l'est, se trouvent quatre portes dissimulées qui ouvrent sur des placards qui exposaient autrefois les objets et œuvres d'art de la collection de Marius. Selon Luc d'Iberville Moreau, directeur du musée des arts décoratifs, il pourrait s'agir aussi d'un fumoir en raison de la présence d'une pipe à opium et d'un narguilé dans la collection de Marius ainsi qu'en raison de la frise de ce salon qui « présente des scènes à connotation érotique, le fumoir étant réservé aux hommes à l’époque »,. Cependant, cette utilisation de la pièce n'est pas confirmée et rien n'indique qu'elle a été conçue à cette fin dans les plans originaux,. De plus, l'interprétation de la frise du salon turc comme étant des « scènes érotiques » proviendrait plutôt des Pères de Sainte-Croix qui l'auraient interprété de cette manière, puis auraient condamné la pièce pour cette raison pendant la période de leur occupation. Cette interprétation a été reprise par la suite successivement par le directeur du musée d'art contemporain, Guy Robert, et le directeur du musée des arts décoratifs, Luc d'Iberville Moreau, aux époques respectives pendant lesquelles ces musées logeaient au château,,.
Ce salon présente des styles s’inspirant du Moyen et de l’Extrême Orient. Il évoque ce goût très en vogue en Amérique du Nord à la fin du XIXe et au début du XXe siècle : « le colonialisme européen en Afrique du Nord et au Moyen-Orient ainsi que l’ouverture du Japon au monde extérieur sont à l’origine de l’engouement pour l’orientalisme qui s’est développé dans le monde occidental au XIXe siècle ». Deux entrées permettent d’y accéder : l’une depuis le grand salon avec sa porte à double battant autrefois ornée de vitraux de Guido Nincheri et l’autre depuis la véranda.

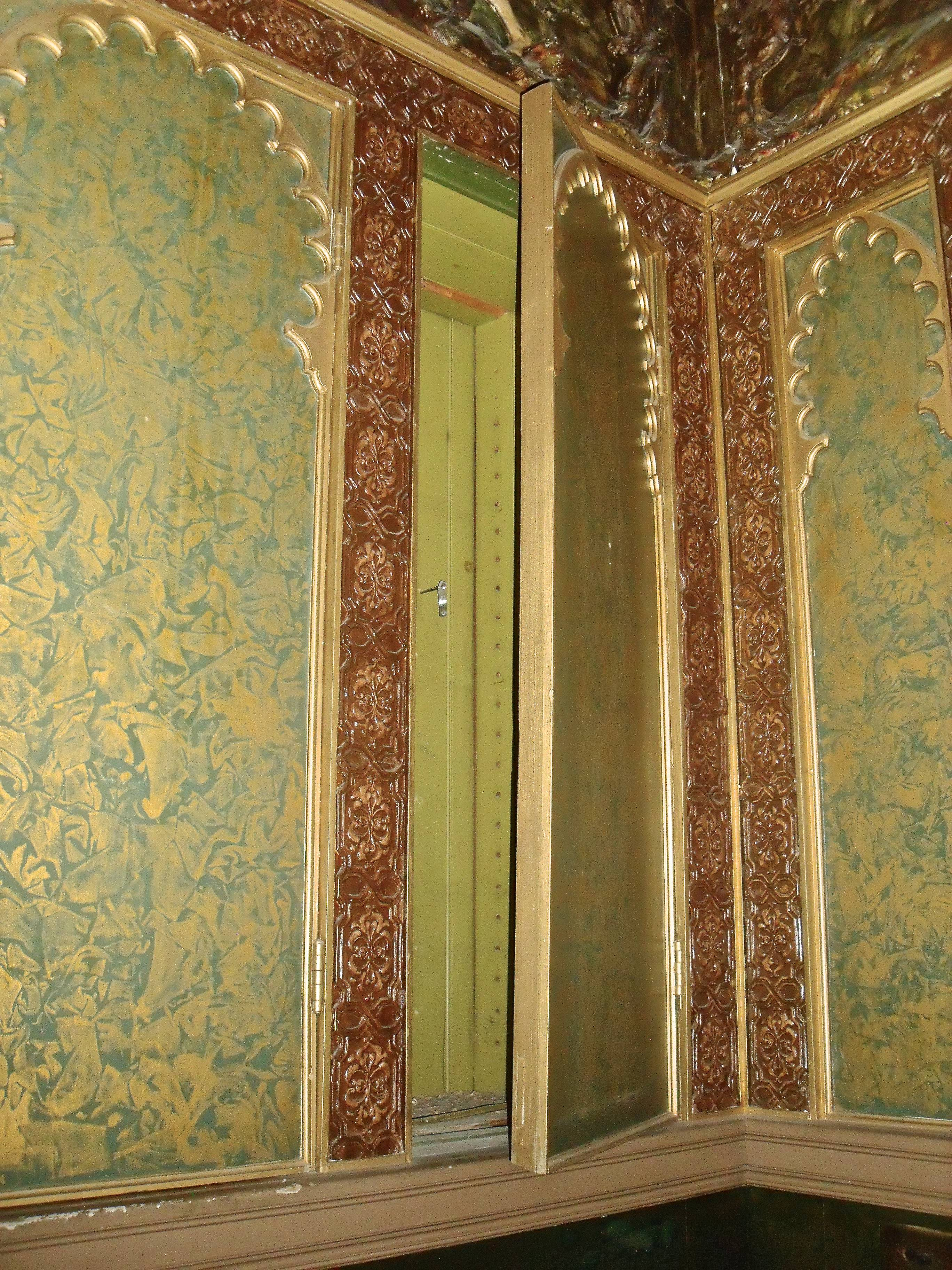
Placard dissimulé

Le salon présente un plafond composé de motifs abstraits et géométriques empruntés au style mauresque, délimités dans des moulures de peuplier,. La moulure en plâtre qui encadre le plafond fut l'objet d'une commande par catalogue auprès de la compagnie The Decorators Supply & Co.. La frise est une bacchanale en plâtre qui reprend des scènes de toiles de l'artiste allemand Franz von Stuck,. Par exemple, la frise reprend notamment des scènes des toiles Der Tanz (La Danse, 1906), Der Reigen (La Danse, 1910) et Ringelreihen (Danse du printemps, 1910) de l'artiste européen. Cette frise fut commandée auprès de la Jacobson & Company et coûtait à l'origine entre douze et vingt-quatre dollars la pièce,. Au-dessus des lambris de peuplier, les murs sont recouverts d’un motif de faux marbre d’inspiration byzantine. Sur le mur nord, se trouve la fontaine. À l'origine, cette fontaine d’inspiration moyen-orientale se trouvait au centre du mur est. Avant 1945, la famille Dufresne déplaça la fontaine du mur est au mur nord pour accueillir à la place un tableau. Entre 1963 et 1965, lors de la conversion du château en musée d'art contemporain, les restaurateurs ont percé une entrée dans le mur est pour les besoins de l’exposition,. Le bas de la fontaine a disparu entre 1962 et 1976,. Le luminaire suspendu d'origine est aussi un élément qui a disparu.
Le mobilier et les objets décoratifs de cette pièce, notamment le sabre, le tapis, la lampe sur pied, le narguilé, les coussins empilés sur les divans, la fontaine et la table octogonale incrustée de nacre, évoquent le Moyen-Orient. La chaise-basse sur pied sculptée et la lampe reprenant la forme d’un paon, animal originaire d’Asie, représentent l’Extrême Orient.

###### Salle à manger

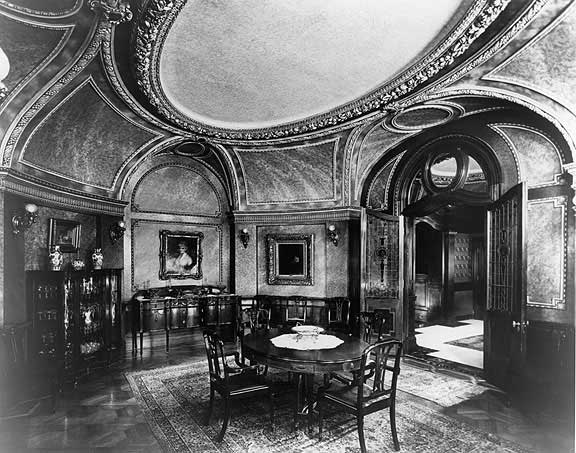
Salle à manger

Située entre la véranda et le hall d’entrée, la salle à manger (ou « salle à dîner » selon les plans originaux) est de forme ovale et présente une ouverture sur le salon turc qui a été ajoutée entre 1963 et 1965 lors de la conversion de la résidence en musée. Deux portes surmontées du motif « chapeau de gendarme » donnent accès à la pièce. Elles étaient autrefois ornées des vitraux de Nincheri qui ont malheureusement été détruits entre 1968 et 1976 par des actes de vandalisme. On remarque également dans la pièce ce plafond de forme elliptique qui présente une succession de moulures composées de fruits et de feuilles. La cheminée de style néo-Renaissance est principalement caractérisée par ces cariatides portant un panier de fruits sur leur tête. Une porte de service se trouvait jadis à droite de la cheminée et menait à l’office. Cette porte a été bouchée par un mur. Les appliques murales, installées en juin 2014, diffèrent des originaux qui ont disparu.
Le mobilier de cette pièce emprunte notamment les styles Adam et néoclassique géorgien qui empruntent certains motifs décoratifs à l’Antiquité gréco-romaine. Les meubles sont principalement caractérisés par l’emploi de l’acajou, l’absence de dorures et, dans le cas des chaises, de dossiers ajourés.

###### Véranda
La véranda ou le « jardin d’hiver » présente un décor similaire à celui de la véranda d’Oscar. Contrairement à sa jumelle, cette pièce n’expose aucune peinture au plafond. Les vitraux exécutés par Guido Nincheri pour cette pièce n'ornent plus les fenêtres de la véranda. À ce sujet, quelques vitraux originaux de la véranda de Marius sont exposés depuis les années 1990 dans la véranda d'Oscar. La fontaine originale de la pièce composée de marbre blanc et ocre de brocatelle était possiblement surmontée d'une réplique à échelle réduite de la Baigneuse d'après Étienne Maurice Falconet. Les motifs du carrelage du plancher sont différents de ceux de la véranda d’Oscar. Les luminaires originaux, disparus, étaient autrefois caractérisés par des bandes de guirlandes et de festons.
La véranda expose quelques meubles originaux de la pièce tels des meubles de rotin. On peut y retrouver également la fontaine en marbre qui occupait autrefois la véranda d’Oscar. On peut aussi remarquer au-dessus de la cheminée une sculpture en bas-relief de putti. Un étroit passage a été créé à gauche de cette cheminée pour faciliter le passage d’une maison à l’autre.

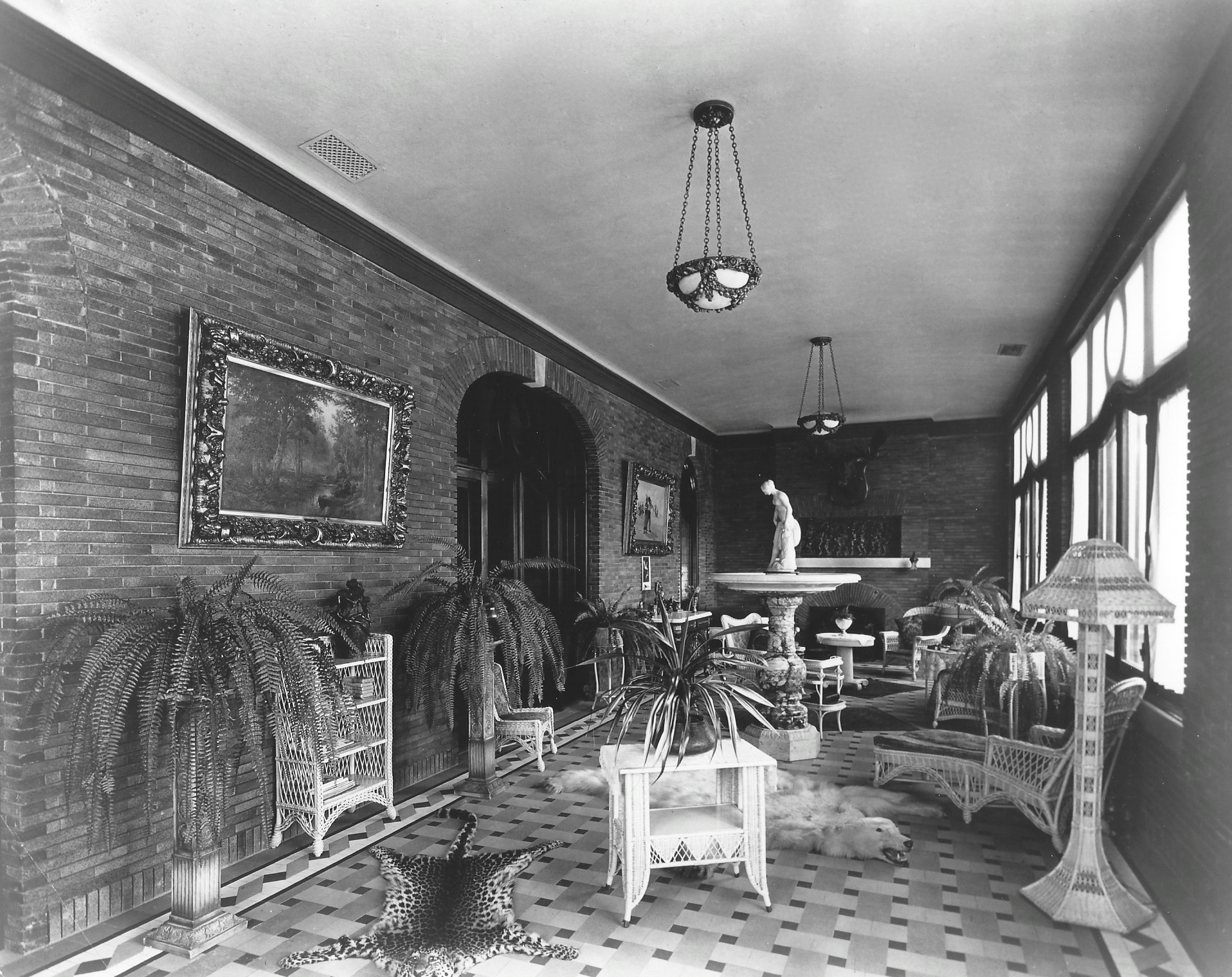
Véranda
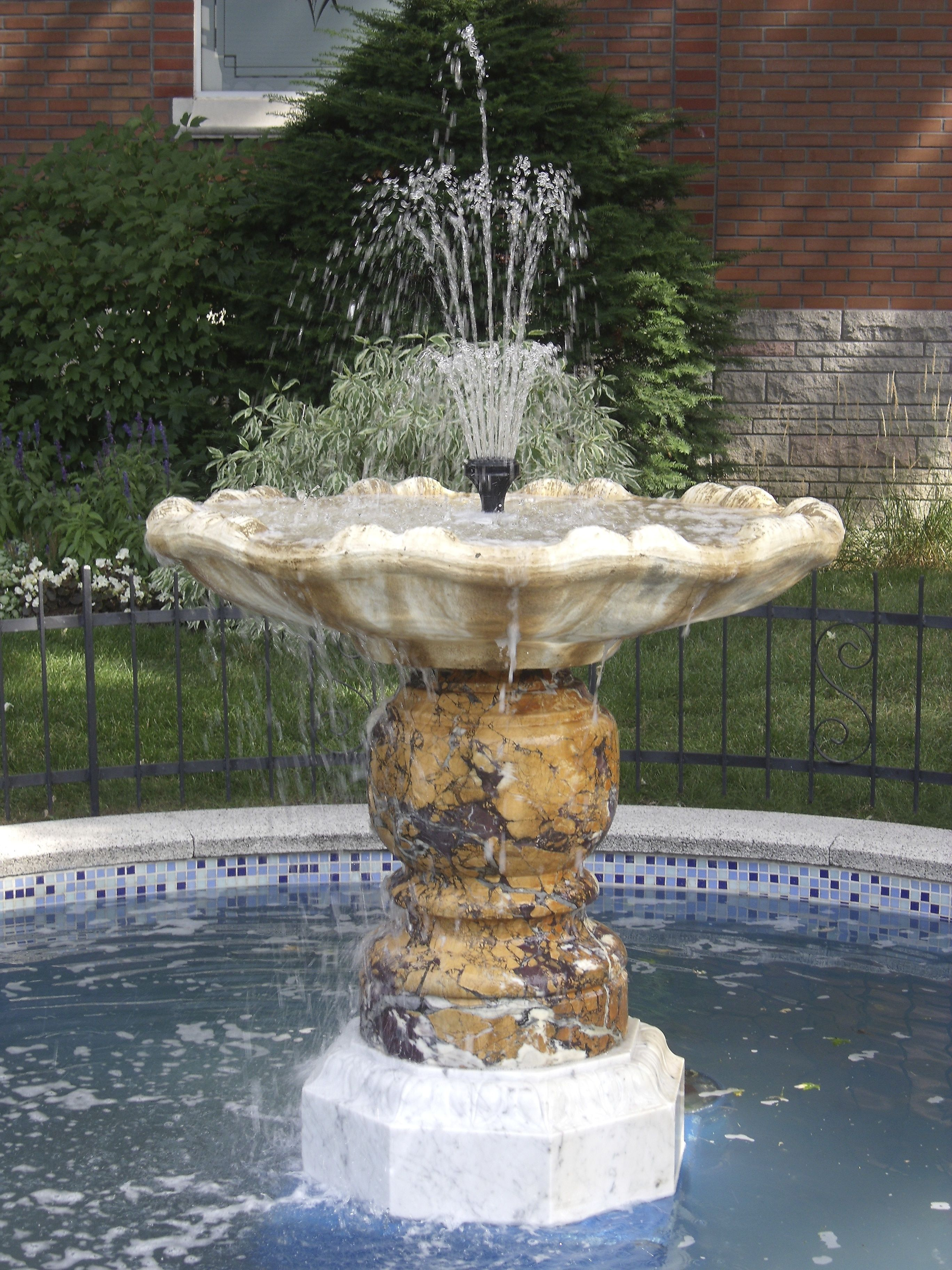
Partie (base) de la fontaine de la véranda de Marius
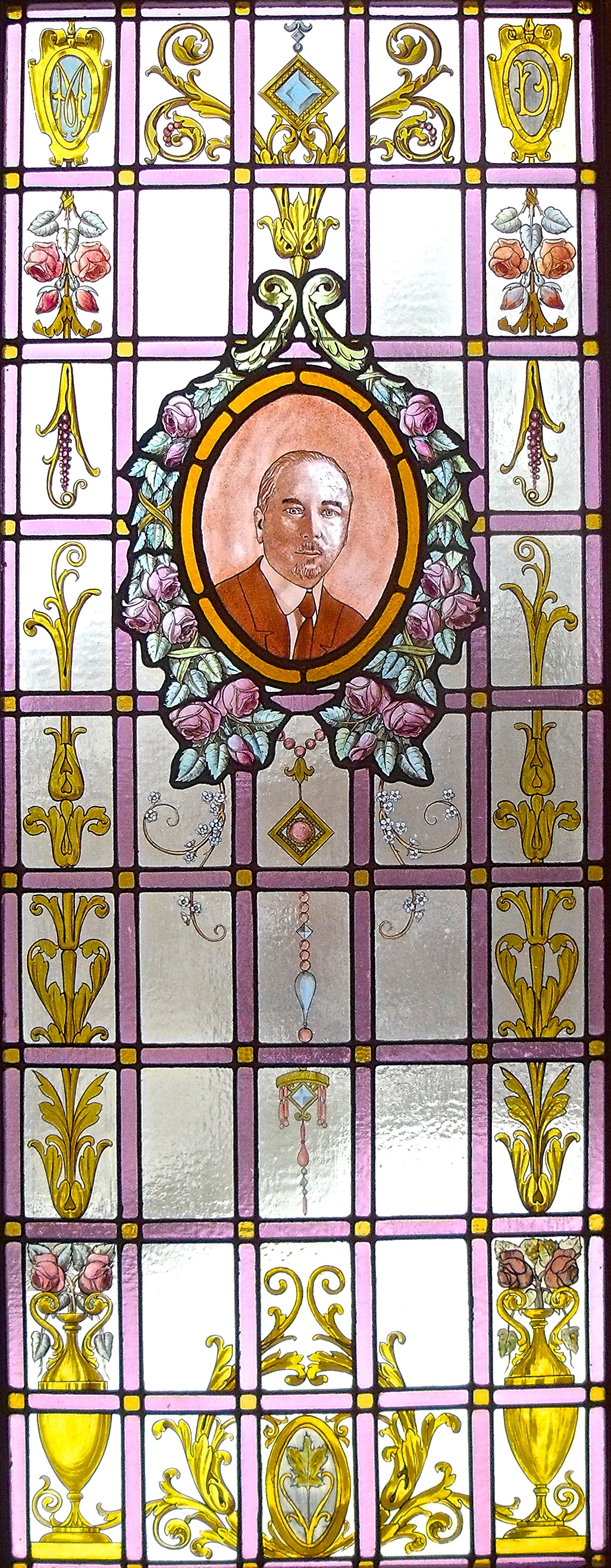
Vitrail avec médaillon illustrant Oscar Dufresne
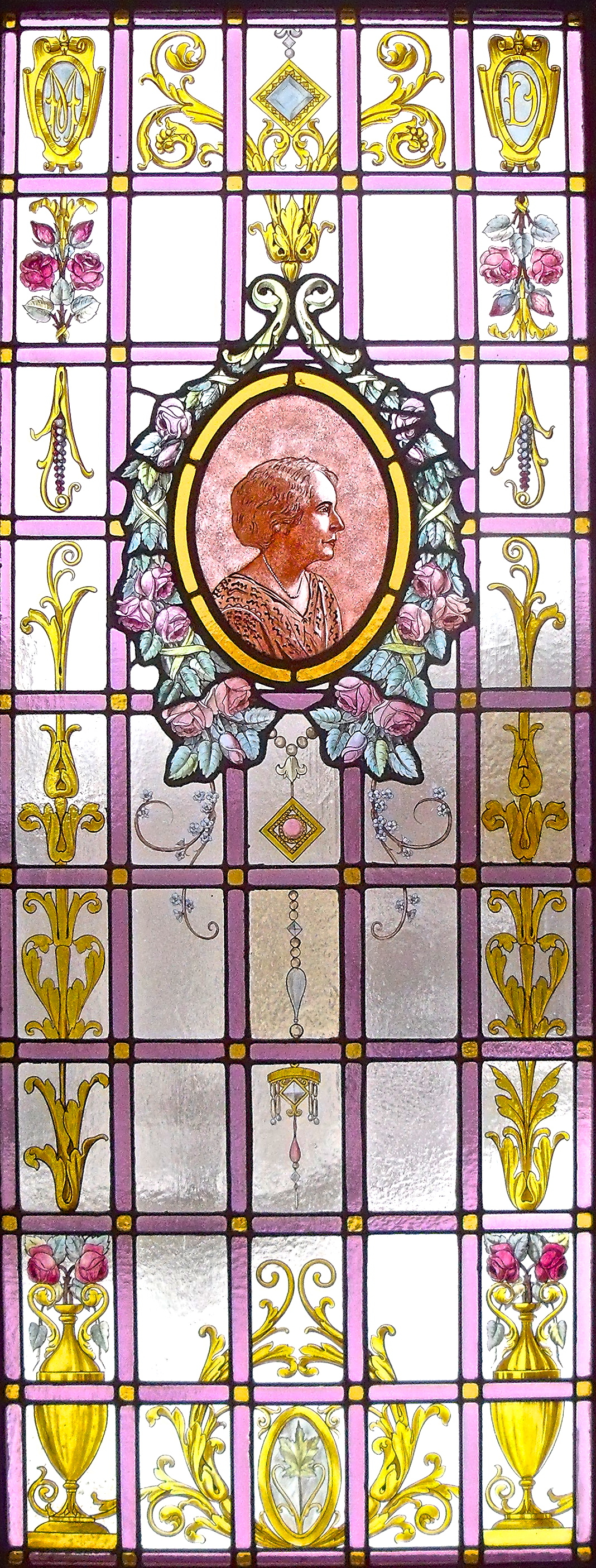
Vitrail avec médaillon illustrant Alexandrine Pelletier

##### Étage
L'étage de la résidence de Marius est de nos jours occupé par l'administration du musée Dufresne-Nincheri. À l'origine, l'étage était composé de la cage d'escalier, d'un couloir, d'une chambre principale, de trois autres chambres et de deux salles de bain.

###### Cage d’escalier
Pour accéder à l’étage, il faut emprunter l’escalier décoré de lambris de cerisier et recouvert d'un tapis situé devant la bibliothèque au rez-de-chaussée. Les murs de la cage d’escalier sont recouverts de velours aux motifs vert foncé sur fond vert pâle. L’escalier s’ouvre à l'étage vers un couloir simple de forme rectangulaire qui permet d’accéder aux chambres. La fenêtre à double vantail de la cage d'escalier était autrefois ornée de vitraux de Guido Nincheri,.

###### Chambre sud-ouest

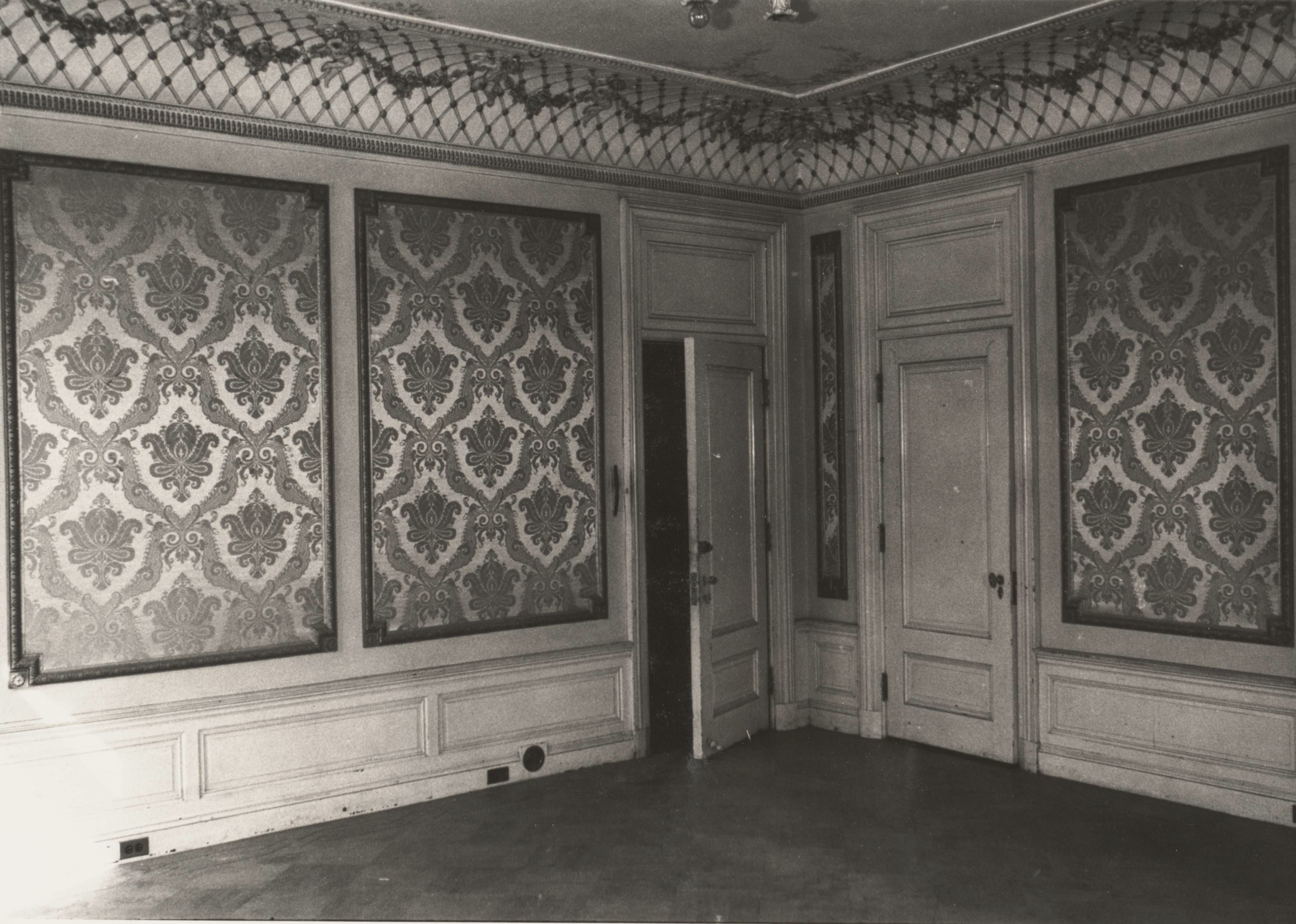
La chambre sud-ouest en 1962

La chambre sud-ouest, la plus grande chambre de la résidence, se situe au sud-est à l'étage. Elle était possiblement utilisée par les maîtres de maison, Marius et Edna, comme chambre principale. Elle présente des lambris de bois surmonté par des panneaux muraux recouverts de tentures. La frise en cavet du plafond présente des motifs de style rocaille et baroque. Le plafond présente une peinture sur toile marouflée. Cette chambre fut convertie en bureau lors de la conversion des résidences en musée en 1976. De 1999 à 2017, l'Atelier d'histoire d'Hochelaga-Maisonneuve occupa cette pièce. Elle est depuis occupée par l'administration du musée.
Cette pièce était équipée d'un placard et avait un accès direct à la salle de bain située au sud.

###### Autres chambres

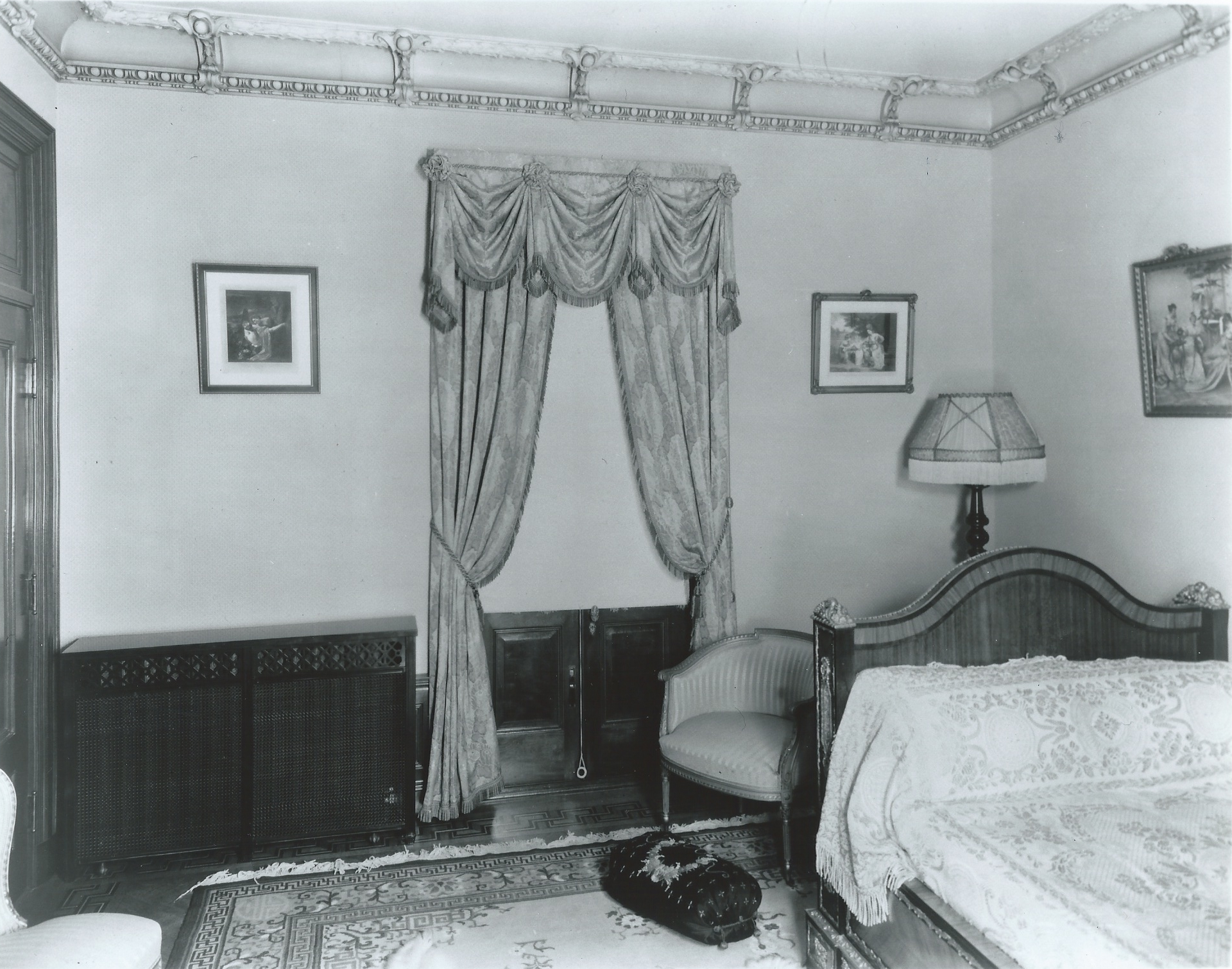
Chambre nord-est

- Chambre sud-est: on accédait autrefois à la chambre sud-est par un petit vestibule privé qui permettait également d'accéder à l'un des placards de la pièce. Cette chambre avait un accès direct à la salle de bain située au sud et elle partageait deux de ses trois placards avec la chambre nord-est[l 1]. Cette chambre fut détruite en 1982 pour installer notamment un ascenseur[o 1].
- Chambre nord-est: la chambre nord-est avait un accès direct à la salle de bain située au nord et elle partageait ses deux placards avec la chambre sud-est[l 1]. Le lit qui occupait jadis la pièce était de style Louis XVI[note 7].
- Chambre nord-ouest: on accède à la chambre nord-ouest par un petit vestibule privé. Cette chambre n'avait pas d'accès direct à une salle de bain[l 1].

###### Salles de bain
La salle de bain située au sud communique avec la chambre principale ainsi que la chambre sud-est. Elle n'avait aucun accès direct depuis le couloir de l'étage. Détruite entre 1976 et 1979, elle présentait un carrelage en céramique blanche avec, pour accessoires, un bain, un lavabo, une toilette et un bidet.
La deuxième salle de bain se trouvait autrefois à l'opposé de la première, au nord. Elle communiquait directement au palier de l'étage ainsi qu'avec la chambre nord-est. Elle présentait également un carrelage en céramique blanche avec, pour accessoires, un bain, un lavabo et une toilette.

## Quartiers des domestiques
Dans chacune des résidences, des pièces étaient réservées spécifiquement pour les domestiques. D'ailleurs, la conception des maisons a été prévue à l'origine pour éviter autant que possible que les domestiques n'aient à circuler par l'escalier principal de la maison. Il est même probable qu'une entrée distincte, située à l'arrière du domaine, était prévue pour les domestiques[réf. nécessaire],. De plus, un système de sonnettes électriques, présentes dans toutes les pièces des résidences, permettait aux maîtres de maison de communiquer avec les domestiques.

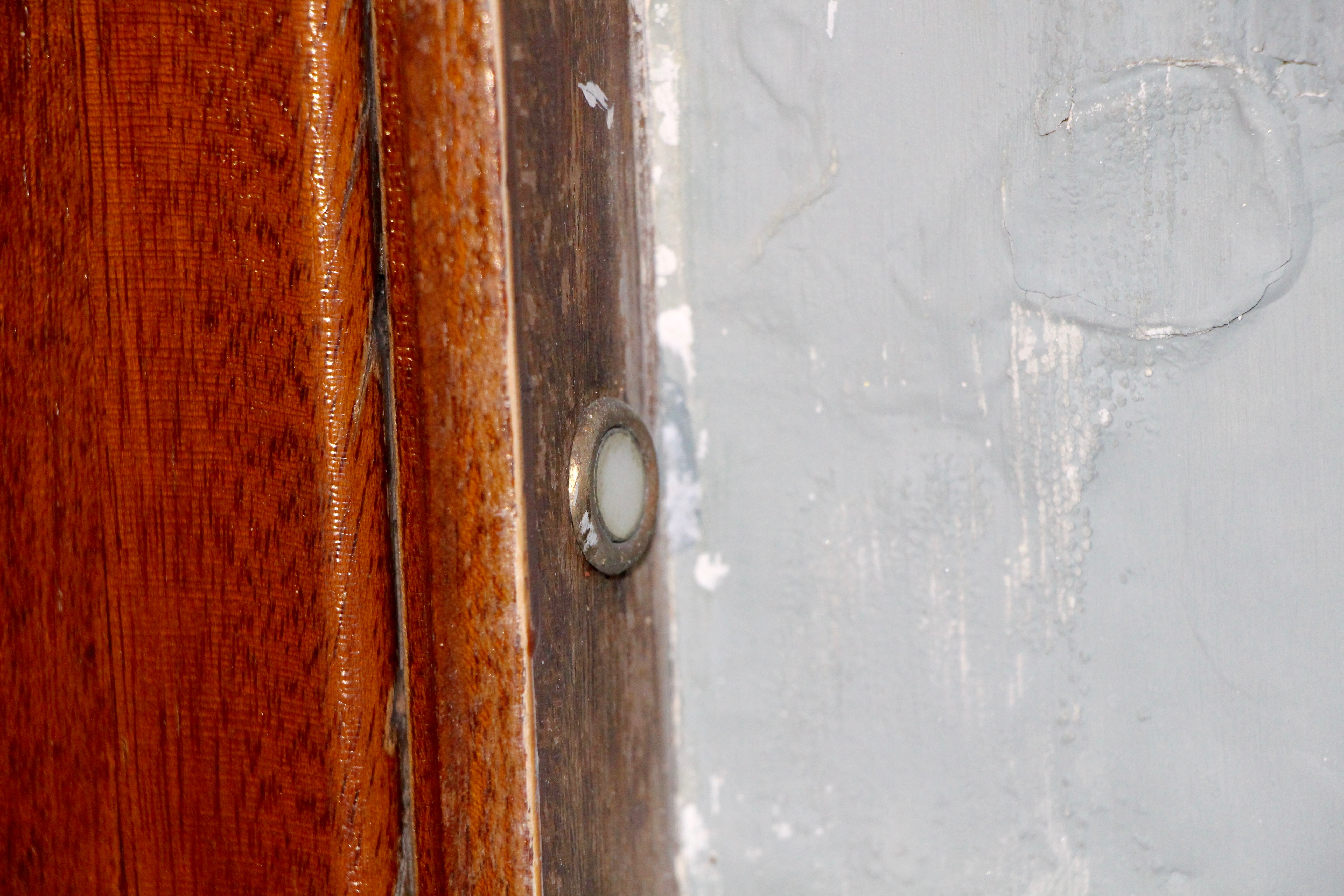
Sonnette électrique du grand salon de Marius pour appeler les domestiques

Le rez-de-jardin est l'étage où se concentrent les pièces dédiées aux domestiques. Dans chacune des résidences, on y trouve une cuisine équipée d'un garde-manger, fourneau et d'un monte-plats. S'y trouve également six salles de différentes dimensions servant possiblement de chambres à coucher, salle des gens (Servant’s Hall) ou entrepôts divers. Il y a aussi une buanderie, une salle de bain, un escalier de service et un couloir pour relier ces pièces,,,. Du côté d'Oscar, une pièce recevait aussi la machinerie de l'ascenseur.
Pour accéder au sous-sol, il y avait, au rez-de-jardin dans l'annexe sud, une pièce où se trouvait l'escalier de service pour accéder au sous-sol et aux garages. Cette dernière pièce était séparée par un mur de la galerie du rez-de-jardin. Au sous-sol, on y trouvait notamment une cave à charbon et une salle des fournaises.
Pour accéder au rez-de-chaussée, les domestiques utilisaient l'escalier de service de la cuisine depuis le rez-de-jardin. Cet escalier s'ouvrait alors sur la cuisine du rez-de-chaussée. Au rez-de-chaussée se trouve la cuisine et l'office, deux petites pièces attenantes à la salle à manger. Les domestiques effectuaient les préparatifs des repas dans l’une, puis traversaient dans l'autre afin d'effectuer le service dans la salle à manger. Chez Oscar, la porte de service est dissimulée ou plutôt « découpée à fleur de murs » dans les lambris de la salle à manger . Quant à l'office, elle était principalement utilisée pour entreposer la vaisselle et l’argenterie.
Du côté d'Oscar, lors de la transformation du château en musée, entre 1984 et 1985, on a fusionné ces deux petites pièces pour y installer la collection de porcelaine,. Du côté de Marius, la porte qui donnait accès à la salle à manger fut retirée et l'ouverture condamnée. De plus, en 1982, on a détruit la cuisine pour y installer l'ascenseur,.
Pour accéder à l'étage des chambres, il semble que les domestiques devaient utiliser l'escalier principal.

## Jardins

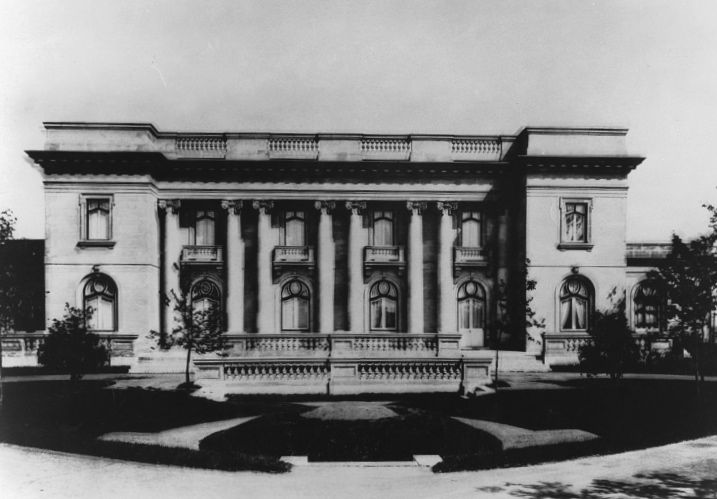
Jardin nord (vers 1918-1922)

Le domaine du Château Dufresne est entouré d’un terrain agrémenté de jardins. Il peut être divisé en trois parties : le jardin nord, sud et les jardins latéraux. Les jardins latéraux se composent essentiellement d’arbres qui longent parallèlement la grille en fonte. Une allée menant de l’entrée de la grille monumentale à l’arrière existe à l'ouest du château.

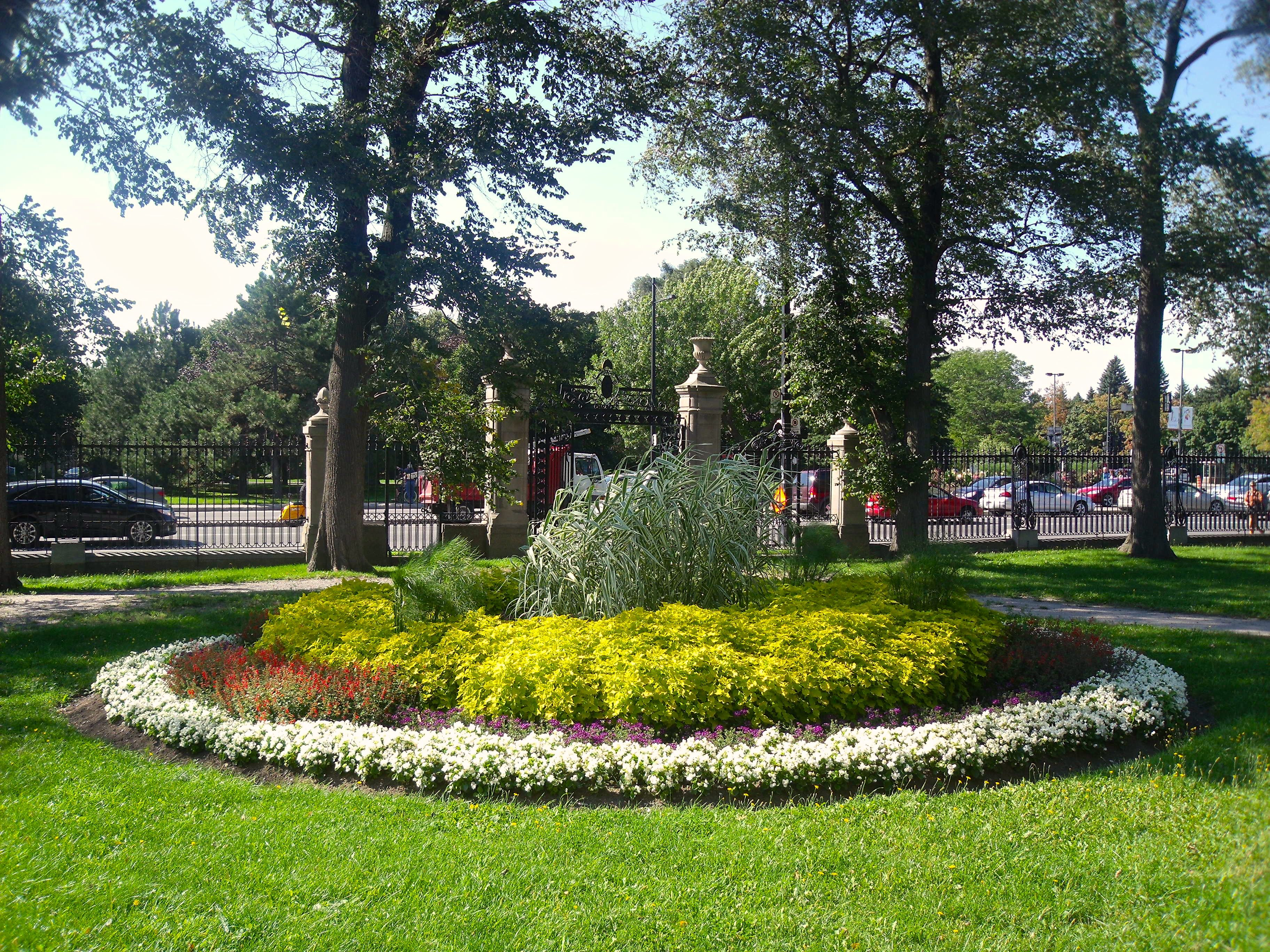
Jardin nord (2013)

La grille en fonte est rythmée de pilastres sur lesquels se trouve notamment un médaillon de forme elliptique décoré d’une fleur entourée de feuilles. Chaque pilastre est couronné de trois pommes de pin stylisées. Entre ses pilastres, la grille se constitue de barreaux sous forme de lances décorées d’une houppe. Le portail du château est borné par deux piliers de pierre qui supportent chacun un vase. Son fronton présente le même médaillon elliptique des pilastres, à la différence qu’il est doré et couronné d’une feuille dorée. Deux petites entrées pour piétons se trouvent de chaque côté de l'entrée principale du portail et présentent des frontons similaires. Cet ensemble d’entrées est ceinturé par deux autres piliers, plus petits que les précédents, qui supportent une pomme de pin stylisée en pierre. La serrure à crémone du portail principal de la grille fut commandée par catalogue en 1916 à la Maison Fontaine de Paris alors que les serrures et les charnières des portes des entrées piétonnières du domaine furent commandées auprès de la compagnie américaine Russwin. À l'origine, le domaine devait être constitué de deux portails distincts, un par résidence. Le mur en béton à l'arrière a subi des modifications au cours des dernières décennies, notamment au niveau du stationnement où il se trouve plus bas qu’à l’origine,.

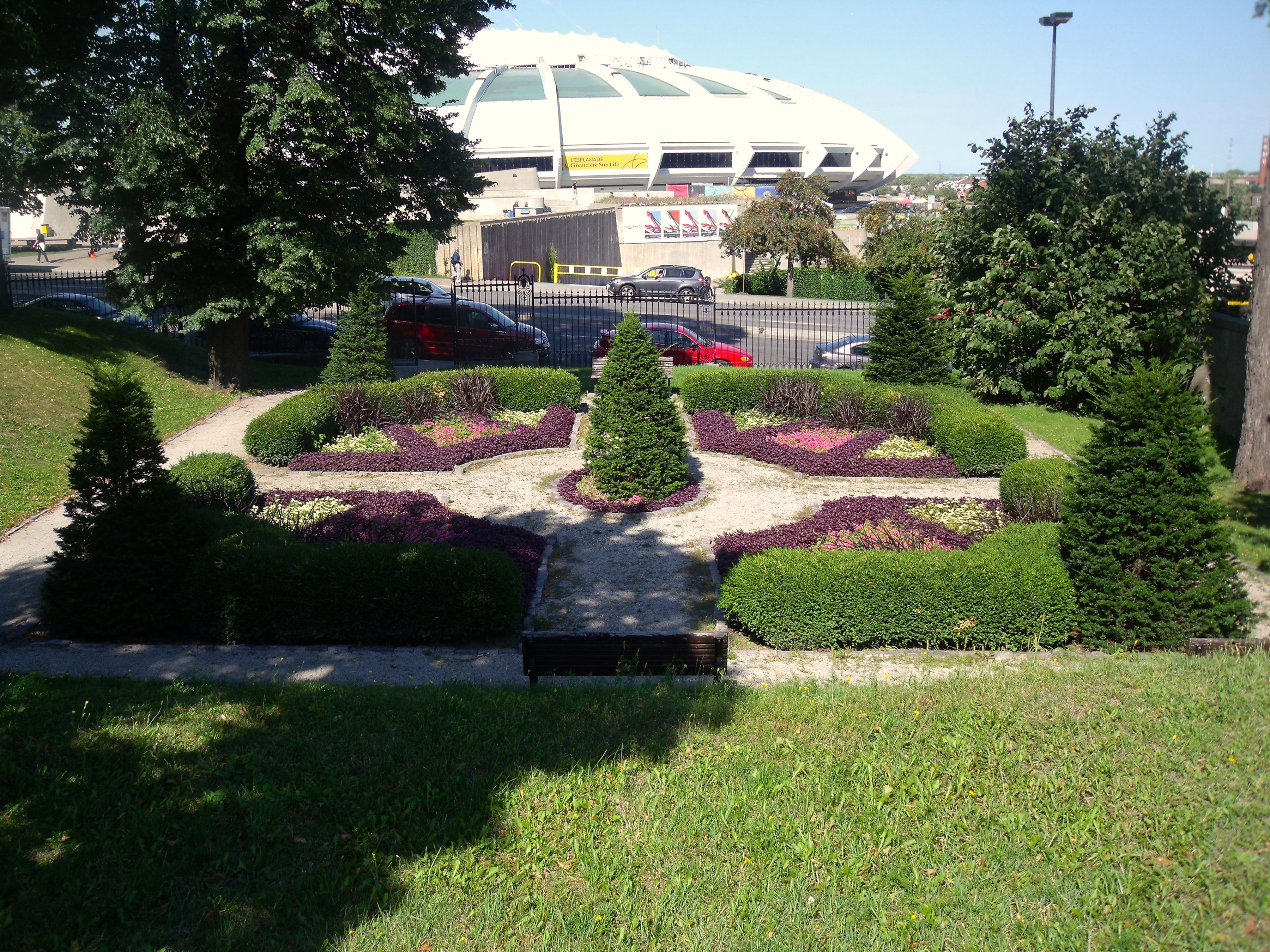
Jardin sud (2013)

Le jardin situé au nord, conçu par Marius Dufresne, se composait autrefois principalement d’un disque tapissé de gazon et de fleurs au centre entouré d’une petite allée circulaire accessible par trois escaliers à trois marches qui y descendaient,. Ces escaliers se trouvaient l’un vis-à-vis les portes d’entrée de la grille, les autres disposés de chaque côté de la troisième balustrade parallèle à la terrasse et à la façade du château. Une légère pente recouverte de pelouse agrémentée d’arbres entourait l’allée inférieure alors qu’une allée située au niveau du sol l’enveloppait. Cette dernière allée de forme triangulaire conduit de l'entrée monumentale de la grille aux deux entrées des résidences jumelées. Dans les années 1940, une sculpture en bronze fut installée au devant de la troisième balustrade. Il s'agissait d'une réplique du « Satiro Ebbro », ou « Satyre ivre », conservée au Musée archéologique national de Naples, en Italie. À l'origine, les plans originaux du Château Dufresne prévoyaient installer une pièce d'eau au lieu du disque de gazon et de fleurs aux côtés de laquelle auraient été installés des bancs en pierre. Lors des restaurations de 1976 à 1979, la dénivellation, les trois petits escaliers et l’allée circulaire sont des éléments qui ont été restitués, à l’exception de la troisième balustrade qui a été détruite entre 1964 et 1965,. En 2014, il ne reste que l’allée principale en forme de triangle et un rond de fleurs au centre, sans dénivellation. La troisième balustrade et les trois escaliers sont notamment manquants.
Au sud-est du domaine se trouve un petit jardin à la française séparé du stationnement par un muret qui se trouve à l’ouest. Il se situe au niveau le plus bas de tout le domaine et fut reconstitué en 1976 « selon des photos d'époque ». Un escalier en pierre permet d’y accéder depuis l’annexe arrière du château. Au sud-est du domaine prend place le stationnement. Ce dernier a été créé lors de la conversion des résidences en musée d'art contemporain entre 1964 et 1965. Pour ce faire, une partie de la grille en fonte originale a été retirée. Cette partie de la clôture a disparu.

## Le château et les arts

### Les collections Dufresne

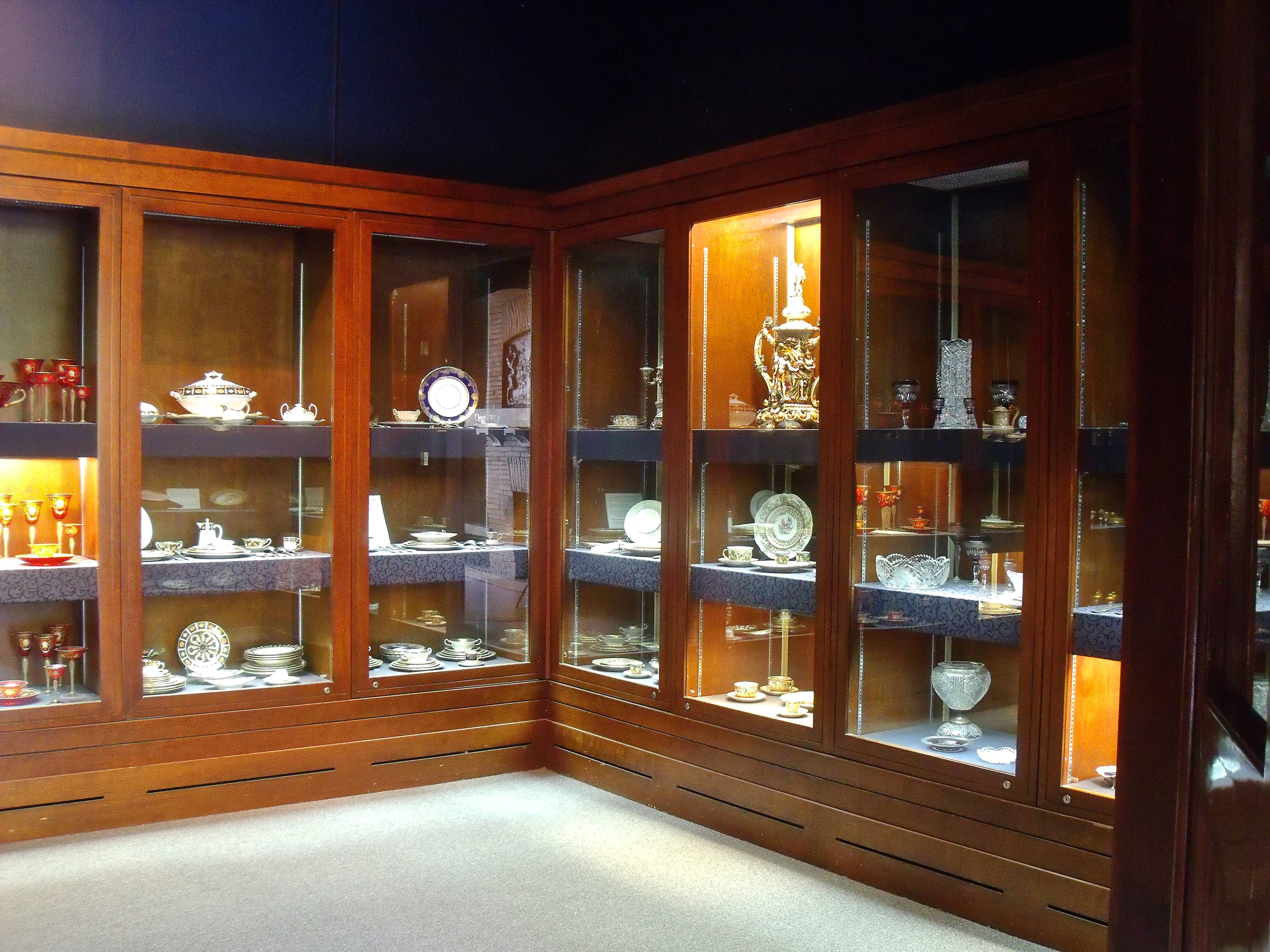
Collection de porcelaine

Le château renfermait du temps de la famille Dufresne deux collections, une par frère, composées de peintures, sculptures, meubles, objets d'art ainsi que de curiosités. Les deux frères enrichissaient leurs collections respectives selon leur goût personnel. Du côté d'Oscar, le choix des œuvres acquises n'aurait pas été guidé par une volonté de faire preuve de son « bon goût académique », mais plutôt par le simple désir d'acheter un objet qui lui plaisait. À ce propos, lorsqu'Oscar choisissait une œuvre, il s'exprimait ainsi : « On m'a dit que c'était de telle époque, mais je n'en sais rien. Tout ce que je sais, c'est que cette chose me plaît. »
Parmi les collections de peintures, on pouvait y trouver principalement des copies de grands maîtres européens dont des Rubens, Reni, Watteau, Boucher ainsi que des  œuvres authentiques ou copies d'artistes de l'École de Barbizon,. On y trouvait également des peintures d'Edgar Bundy et d'Hugues de Bouvard. Les Dufresne détenaient aussi une collection de sculptures, tantôt originales, tantôt copies, d'artistes européens tels que du sculpteur espagnol José Cardona, du sculpteur italien Affortunato Gory ou des sculpteurs français Jean-Michel Clodion et Hippolyte Moreau. On pouvait également y trouver une collection de meubles de style inspirés de grands maîtres européens dont Beneman, Boulle, Linke et Riesener.
Les collections des Dufresne incluaient également des œuvres authentiques d'artistes canadiens. En effet, on pouvait y trouver des œuvres de Guido Nincheri, d'Alfred Laliberté, des peintures d'Ozias Leduc et des meubles de l'ébéniste Louis Pistono,. Les frères Dufresne étaient ainsi des mécènes d'artistes canadiens de leur temps.
Le château renfermait aussi une collection de porcelaine. Les Dufresne détenaient de la porcelaine de Sèvres, de Limoges (William Guérin & Cie), de Capodimonte ainsi que de la porcelaine anglaise de la Aynsley China Ltd. et de la manufacture Royal Crown Derby. Encore, les collections Dufresne comportaient une collection de verrerie de Murano de la Pauly & C. – Compagnia Venezia Murano.

### Le château au petit et grand écran
Les résidences furent utilisées comme lieux de tournage dans de nombreux films, téléséries et vidéos publicitaires. Parmi les films et téléséries, les maisons furent utilisées notamment dans le téléfilm Le Matou (1985), la télésérie Million Dollar Babies (1994), le film Le Confessionnal (1995), le film L'Empire Bossé (2012), les films documentaires Le soleil se lève à l'Est (2011), Le fleuve et son île (2012) et Le mythe de Napoléon au Canada français (2017), le film La cordonnière (2022), l'émission Infoman, la série Providence (2011) à ICI Radio-Canada Télé, les galas Juste pour rire ainsi que dans plusieurs courts métrages de la série Fais ça court! (2007-2011) à Télé-Québec.